# Puerto Rico
Puerto Rico, oficialmente el Estado Libre Asociado de Puerto Rico, es uno de los catorce territorios no incorporados y uno de los dos estados libres asociados con estatus de autogobierno de los Estados Unidos de América. Con aproximadamente 3,2 millones de habitantes, Puerto Rico está organizado políticamente en setenta y ocho municipios, de los cuales el más poblado es el capitalino de San Juan. Está ubicado en las Antillas, en el noreste del Caribe, al este de la isla de La Española, y al oeste de las Islas Vírgenes de los Estados Unidos. El archipiélago de Puerto Rico incluye la isla principal de Puerto Rico (8,868 km²) —la más pequeña de las Antillas Mayores— y un sinnúmero de cayos e islas más pequeñas,de las cuales las más grandes son Vieques (348 km²),Mona (55 km²)y Culebra (30 km²).Puerto Rico tiene clima tropical, poseyendo una gran diversidad de ecosistemas: bosques secos y lluviosos, zonas cársticas,cordilleras montañosas y hábitats marinos, incluyendo playas, arrecifes de coral, salares, ríos, lagos, lagunas, manglares y bahías bioluminiscentes.
Puerto Rico fue un territorio de la Monarquía Hispánica desde la llegada de Cristóbal Colón en 1493hasta la promulgación de la Carta Autonómica de Puerto Rico en 1897, momento en el que se convirtió en provincia de España hasta su invasión por los Estados Unidos en 1898. Cuatro siglos de administración española dieron lugar a una cultura hispanoamericana de la que la lengua española y el catolicismo son sus elementos más distinguibles. Los españoles construyeron numerosos fuertes, iglesias y otros edificios de uso público, comercial y residencial,así como puertos, farosy carreteras. Durante más de tres siglos, estuvo comunicada con la península ibérica por medio de convoyes de las Flotas de Indias que unían Cádiz y San Juan una vez al año.
Los puertorriqueños son ciudadanos estadounidenses desde 1917, cuando el Congreso de los Estados Unidos aprobó la Ley Jones. Aunque su relación con Estados Unidos es similar a la de un estado de la Unióny se le permitió la redacción de una Constitución para el manejo de asuntos internos, está sujeto a los poderes plenos del Congreso estadounidense mediante la Cláusula Territorial.Esto significa que el poder de ejercer su soberanía recae en el Congreso de los Estados Unidos. Los ciudadanos estadounidenses residentes en Puerto Rico no pueden votar en las elecciones presidenciales de los Estados Unidos, a menos que dispongan de residencia oficial en alguno de los cincuenta estados o en el Distrito de Columbia. Si es así, pueden trasladarse a su lugar de residencia y votar presencialmente o utilizar el procedimiento de voto a distancia (ballot absentee).

## Toponimia
Cristóbal Colón bautizó, en 1493, a la isla con el nombre de San Juan Bautista, en honor a Juan el Bautista, profeta que bautizó a Jesucristo. Los nativos de la tribu taína llamaban a la isla Borikén o Boriquén, que significa «Tierra de Nuestro Altísimo y Bravo Señor», nombre que evolucionó a Borinquen, nombre que todavía se utiliza frecuentemente en referencia a Puerto Rico. De allí surgen los gentilicios boricua (neutro), borinqueño, -ña y borincano, -na.El nombre con el que los españoles denominaron a la capital fue «Puerto Rico», que aludía a las riquezas que partían desde el puerto de la ciudad hacia la España peninsular. Al pasar los años, se intercambiaron los nombres, de manera que la ciudad de Puerto Rico pasó a ser San Juan, y la isla de San Juan Bautista pasó a ser Puerto Rico. En la actualidad, la capital es San Juan. La isla es popularmente conocida como «La Isla del Encanto». En 1932, el nombre de Porto Rico fue cambiado a Puerto Rico.

## Historia

### Etapa prehispánica
La historia de Puerto Rico comenzó con el asentamiento del pueblo indígena ortoiroide en el archipiélago de Puerto Rico entre los años 3000 y 2000 a. C. Otras tribus, como la de los indios arahuacos y saladoides, poblaron la isla entre los años 430 a. C. y 1000 d. C. Probablemente, los primeros pobladores de importancia en Puerto Rico fueron los ciguayos. En los siglos anteriores a la llegada de los europeos, los taínos, en torno a los siglos X-XI d. C., desplazaron o exterminaron a los ciguayos de sus lugares de origen, entre ellos Puerto Rico, quedando solo un reducto en el norte de la actual República Dominicana. En el momento de la llegada de Cristóbal Colón al Nuevo Mundo en 1492, la única cultura indígena presente en la isla era la taína.

### Etapa española
Cristóbal Colón llegó a la isla de Puerto Rico el 19 de noviembre de 1493, en su segundo viaje de exploración. Algunos historiadores creen que Martín Alonso Pinzón ya había llegado a la isla en 1492 durante el tiempo que estuvo separado de Colón. Los taínos, habitantes nativos de la isla, la llamaban «Borikén», origen del nombre «Borinquen», término que guarda cierta semejanza acústica con el nombre original y que ha proporcionado el aún existente «boricua». Según algunos historiadores, el nombre «Borikén» deriva del vocablo «buruquena», nombre de un pequeño crustáceo endémico del Caribe puertorriqueño.
Según algunos historiadores, los taínos constituían una cultura pacífica y hospitalaria, que contrasta con datos históricos por Scarrano, Waguenheim y otros historiadores que describen una cultura hospitalaria pero cautelosa.[cita requerida] Estos les entregaron a los españoles regalos de oro, metal que para ellos tenía un valor simplemente decorativo, como un collar de caracoles, mientras que para los habitantes de Europa, Asia y África era y sigue siendo muy preciado.
Existe la teoría de que ese comportamiento se debía a la creencia de que los españoles eran dioses por el color de su piel; pero la opinión moderna lo descarta como mito. En realidad, lo que se desprende de los escritos de exploradores es la referencia a que fueron tratados como dioses por los taínos, lo cual es un enfoque propio de los conquistadores,[cita requerida] pero no un indicador objetivo de lo que los taínos realmente pensaban de ellos. Hay que recordar que en ese momento no existían buenos traductores españoles capaces de profundizar en una conversación con los taínos y que los que existían se dejaban llevar por sus impresiones.
Otro incidente que vale la pena examinar es la muerte de Diego Salcedo, un español que mantuvo esclavizado a un grupo de taínos. Estos se rebelaron contra él por su trato cruel y lo ahogaron en un río. Muchas personas creen que el acto se llevó a cabo para verificar su condición de dios, pero los académicos difieren. Un hecho utilizado para rebatir esta presunción es que en 1492 se construyó en la isla Española el Fortín de Navidad con los restos de la embarcación Santa María. Cuando regresaron los españoles en 1493 encontraron que el fuego había destruido el fortín y que los taínos habían matado a todos los españoles residentes. Los expertos en el tema son de la opinión de que la muerte de Salcedo fue un acto premeditado del cacique Agüeybaná que representó el inicio de la rebelión indígena contra los españoles en las Antillas.[cita requerida]

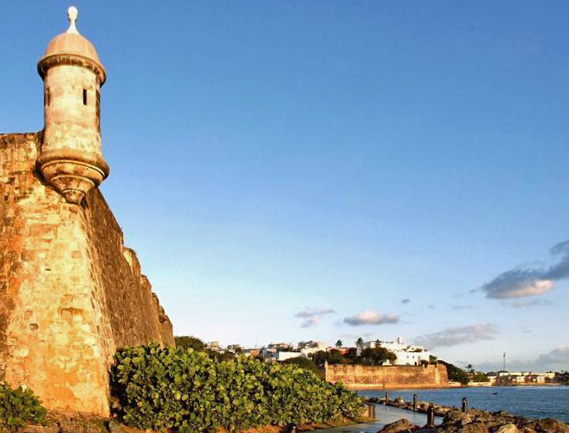
Castillo del Morro, San Juan de Puerto Rico

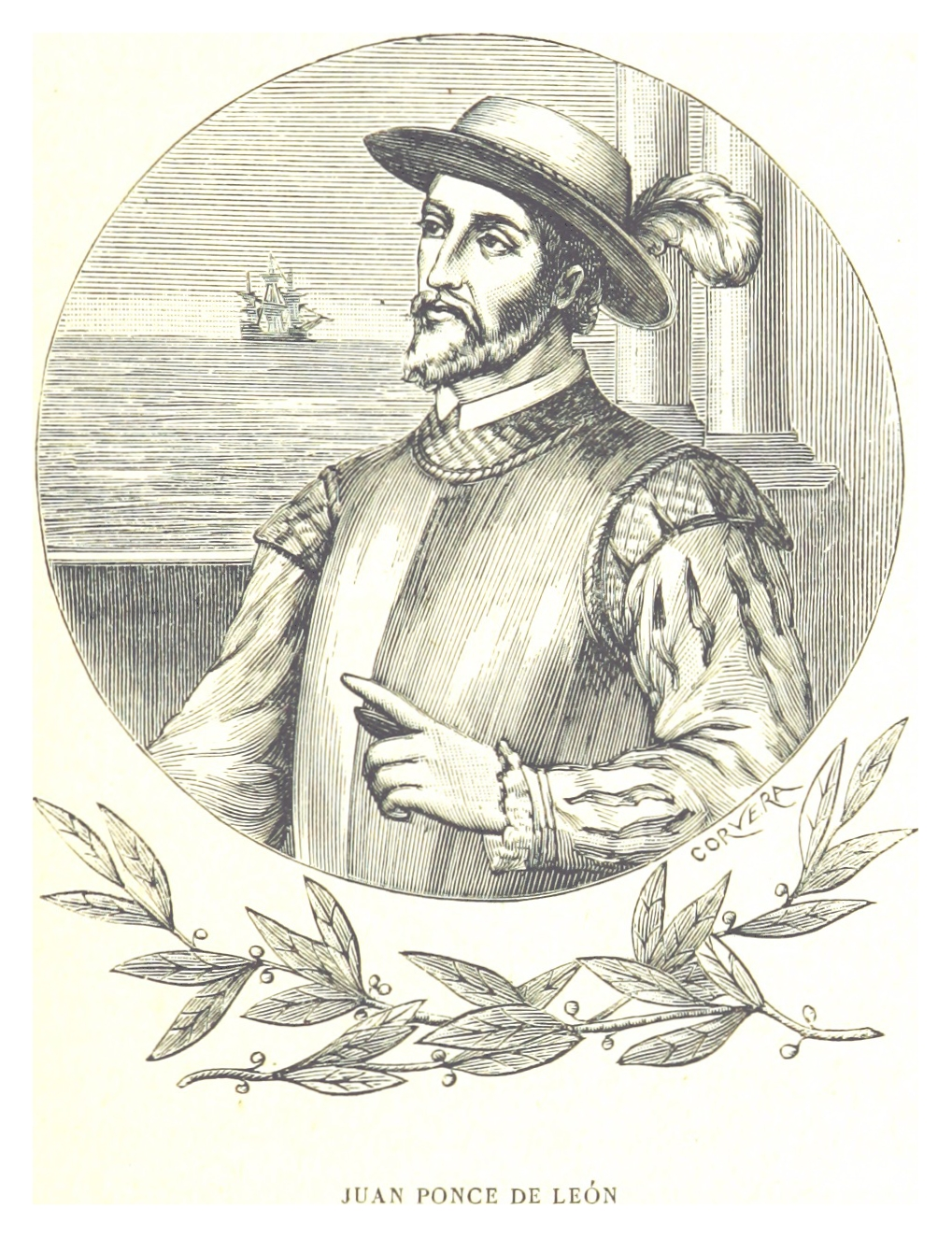
Juan Ponce de León (Santervás de Campos, Valladolid, España) fue el primer gobernador de Puerto Rico. Su nieto, Juan Ponce de León II, fue el primer gobernador de Puerto Rico nacido en la isla.

En 1508, Juan Ponce de León conquistó la isla y fundó el poblado de Cáparra. Ponce de León fue recibido por el cacique Agüeybaná y, rápidamente, tomó control de la isla, en contraste con el intento fallido de Vicente Yáñez Pinzón, que fue declarado capitán general y corregidor y se limitó a desembarcar animales domésticos en el occidente de la isla. Después de la muerte de Cristóbal Colón, quien había sido nombrado «Gobernador de las Indias» por la Corona española, este título le fue negado a su hijo Diego Colón y nombró a Juan Ponce de León como primer gobernador oficial de la Isla de San Juan (Puerto Rico), y se erigió la Capitanía General de Puerto Rico en 1582.

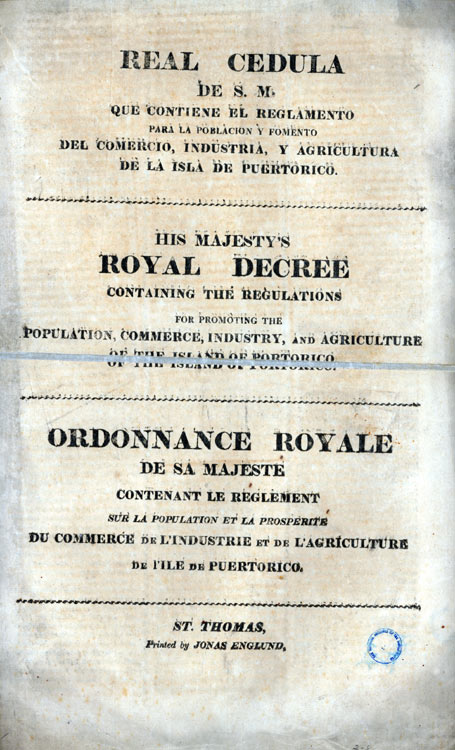
Real Decreto de Gracias, 1815

Bajo el sistema de la encomienda, equivalente al sistema feudal europeo, se forzó a muchos taínos a abandonar sus aldeas para vivir en las haciendas. Muchos taínos murieron debido a que carecían de inmunidad contra las enfermedades traídas por los europeos, tales como el sarampión o la viruela. Los pocos que sobrevivieron fueron liberados cuando Fray Bartolomé de las Casas, sacerdote español, convenció a los Reyes Católicos de que eliminaran la encomienda. Para llenar el vacío dejado por los vasallos liberados, los comerciantes comenzaron a traer a Puerto Rico esclavos africanos negros. Los africanos, en su mayoría, fueron establecidos en la zona oriental de la isla, en pueblos como Vieques, Loíza y Ponce. Debido a esta mezcla de razas, que de igual manera ocurrió en Santo Domingo y Cuba, los borinqueños modernos describen a Puerto Rico como un país con ciudadanos con un mestizaje producto de tres razas (española, africana y taína), aún siendo la española la predominante.

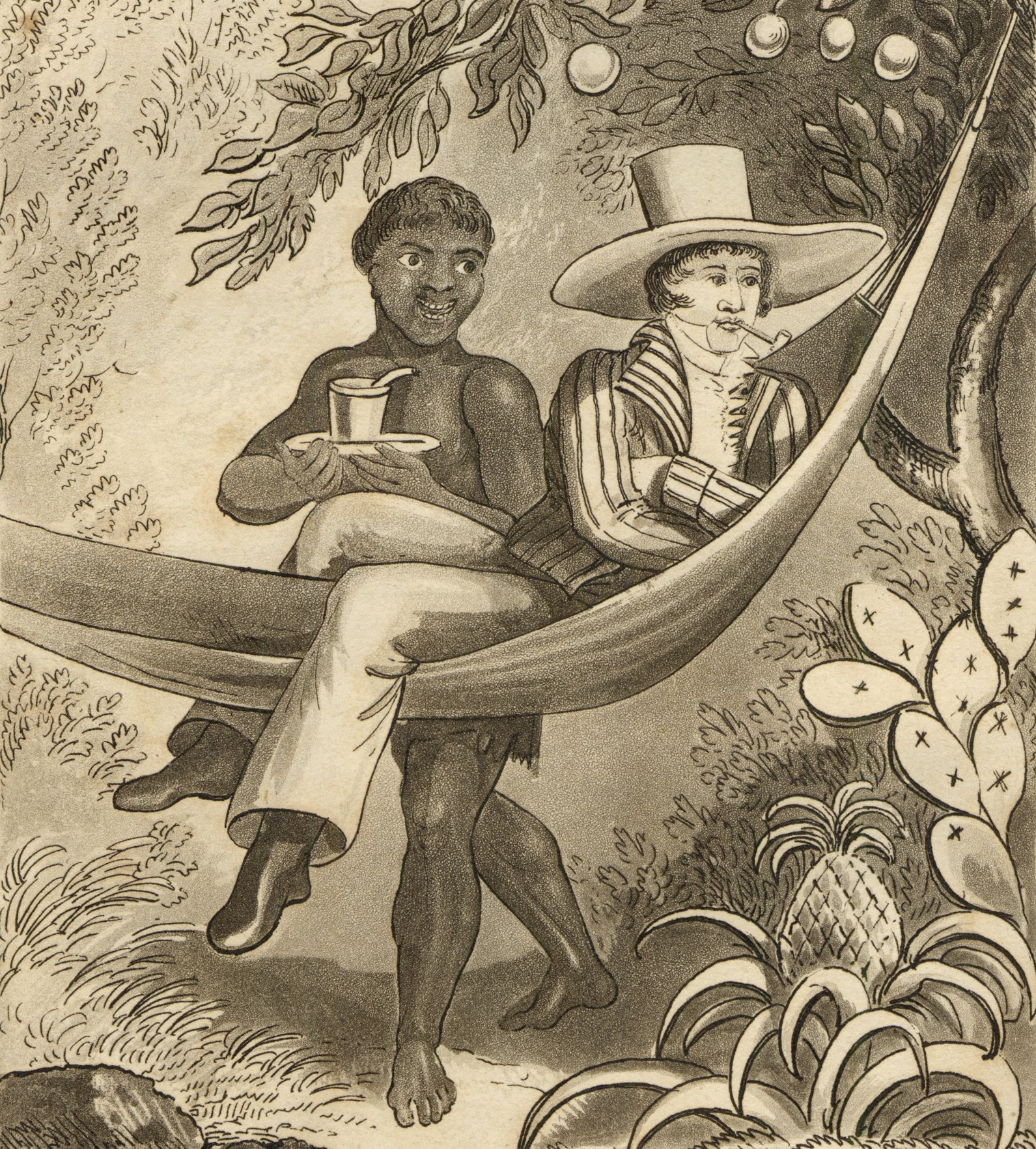
Plantador español en Puerto Rico con su esclavo doméstico, alrededor de 1808.

Durante siglos, el Imperio británico disputó al español el dominio de la isla. Puerto Rico fue posesión virreinal de España durante más de cuatro siglos. El 17 de abril de 1797, la flota de Ralph Abercromby invadió la isla con una fuerza estimada de entre 6000 y 13 000 hombres, que incluía soldados alemanes, con una flota de 60 a 64 barcos. Los feroces combates continuaron durante los días siguientes con las tropas españolas. Ambas partes sufrieron grandes pérdidas. El domingo 30 de abril los británicos cesaron el ataque y comenzaron a retirarse de San Juan. El general gobernador Ramón de Castro, con 3000 hombres, resistió los ataques durante las dos semanas que duró el asedio, al cabo de las cuales los invasores fueron obligados a reembarcar. Las fuerzas españolas les tomaron toda la artillería e impedimenta. En la batalla, destacó el capitán de ingenieros Ignacio Mascaró y Homar, que defendió el fuerte de San Antonio, clave para la defensa de la isla.
El movimiento conocido como Grito de Lares fue una insurrección armada liderada por Manuel Rojas que tuvo lugar el 23 de septiembre de 1868, coincidiendo con los sucesos de la Gloriosa en la península. Controlado el alzamiento con cierta rapidez, la isla vivió varias reformas políticas hasta finales del siglo XIX.
El 22 de marzo de 1873 la Asamblea Nacional española abolió oficialmente la esclavitud con algunas cláusulas. Los esclavos tenían que firmar un contrato de tres años con sus amos, quienes serían compensados bajo la supervisión de una asamblea de notables y propietarios. Los libertos sólo entraron en posesión de sus derechos después de cinco años.

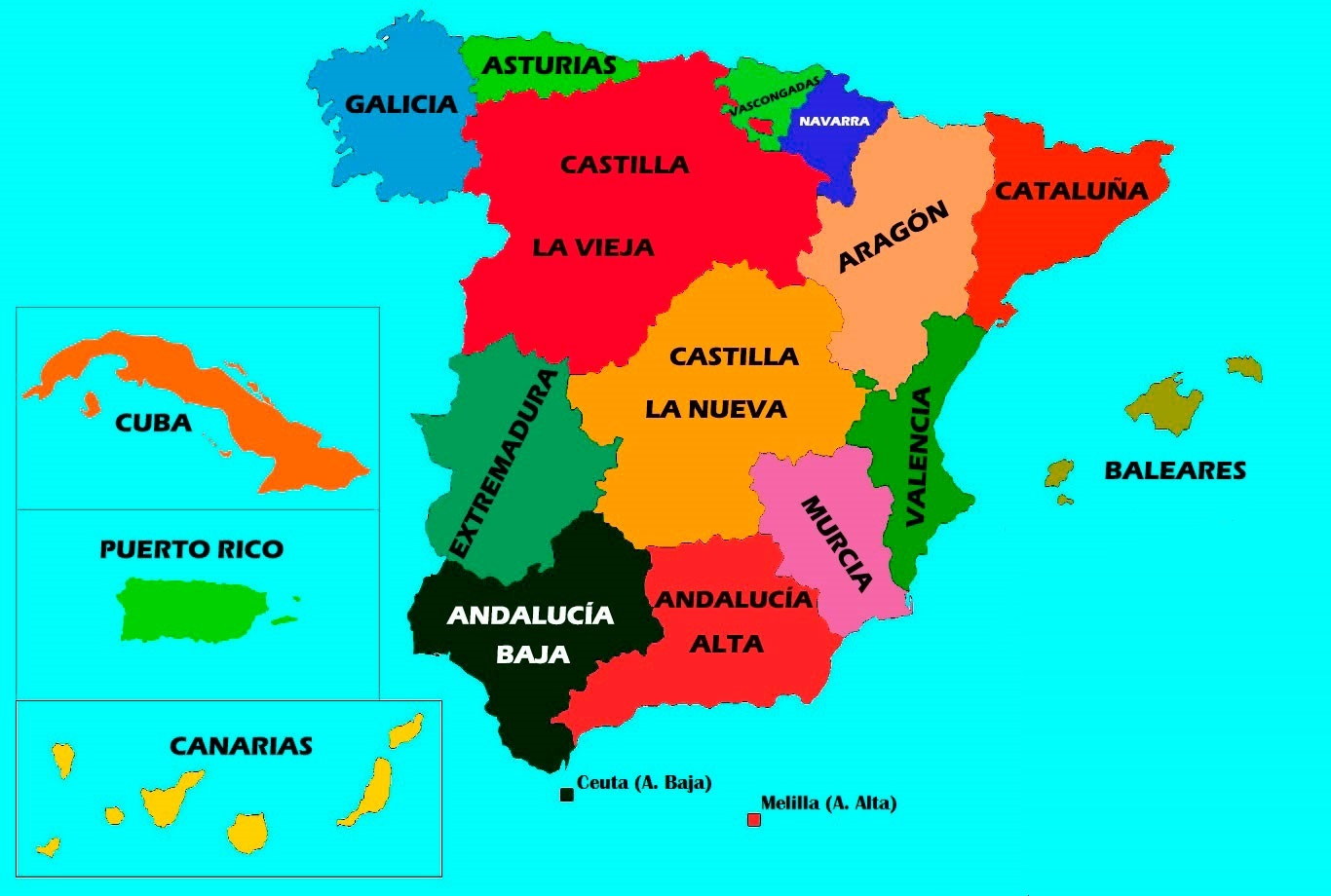
Estados propuestos en la Constitución Federal de 1873 (Primera República española), entre los que se incluía a Puerto Rico

Puerto Rico fue considerado como uno de los estados federados de pleno derecho en el Proyecto de Constitución Federal de 1873 de la Primera República española, cuyo primer artículo dice: 

Componen la Nación Española los Estados de Andalucía Alta, Andalucía Baja, Aragón, Asturias, Baleares, Canarias, Castilla la Nueva, Castilla la Vieja, Cataluña, Cuba, Extremadura, Galicia, Murcia, Navarra, Puerto Rico, Valencia, Regiones Vascongadas. Los Estados podrán conservar las actuales provincias o modificarlas, según sus necesidades territoriales.

 No obstante, dicho proyecto no llegó a materializarse durante ese breve periodo republicano en España. Finalmente, la lucha por la autonomía casi llegó a alcanzar su propósito el 25 de noviembre de 1897, cuando se aprobó la Carta Autonómica, que concedía un amplio autogobierno a la isla.

### Etapa estadounidense
Los colonizadores de Estados Unidos entraron en la historia puertorriqueña al entrar en guerra con España e invadir y conquistar la Isla el 25 de julio de 1898 durante la guerra hispano-estadounidense. El 10 de diciembre de 1898 se firmó el Tratado de París, por el que España era obligada a ceder Puerto Rico, Cuba, Filipinas y Guam a Estados Unidos, el 11 de abril de 1899.
En 1900, la Ley Foraker creó un gobierno civil que reemplazó al gobierno militar de ocupación. Puerto Rico fue administrado por el Departamento del Interior de los Estados Unidos, y el gobernador era nombrado por el presidente de los Estados Unidos. Este tipo de gobierno se basó en un modelo republicano, con tres ramas: el Poder Ejecutivo (Gobernador), el Poder Legislativo (Asamblea Legislativa) y el Poder Judicial (Tribunal General de Justicia). Cabe mencionar que la Asamblea Legislativa constaba de dos Cámaras: por un lado, el Consejo Ejecutivo constituido por los Secretarios del Gobernador; y, por el otro, una Cámara de Delegados compuesta de treinta y cinco miembros elegidos cada dos años por los electores capacitados. Un dato importante es la creación del cargo de Comisionado Residente, representante de la Isla en el Congreso de Estados Unidos, pero sin derecho a votar en decisión alguna de dicho cuerpo.
En 1917, con la Ley Jones, se les otorgó a los puertorriqueños la ciudadanía estadounidense, se eliminó el Consejo Ejecutivo como Cámara Legislativa y se dividió a sus funcionarios para formar distintos Departamentos Independientes bajo el poder ejecutivo. Estos fueron: el Departamento de Justicia, liderado por el procurador general; el Departamento de Hacienda, liderado por el tesorero; el Departamento del Interior, dirigido por el Comisionado del Interior; el Departamento de Instrucción, liderado por el Comisionado de Instrucción; el Departamento de Agricultura y Comercio, dirigido por el Comisionado de Agricultura y Comercio; el Departamento del Trabajo, dirigido por el Comisionado del Trabajo; y el Departamento de Salud, liderado por el Comisionado de Salud.
En sustitución del Consejo Ejecutivo se creó el Senado de Puerto Rico, que se compondría de diecinueve miembros elegidos por los electores capacitados para servir por períodos de cuatro años. Además, a estos se añaden siete distritos senatoriales representados por dos senadores, más cinco senadores electos por acumulación. Este Senado ejercería todos los poderes y funciones puramente legislativos que hasta ese momento había ejercido el Consejo Ejecutivo, incluyendo la confirmación del nombramiento de Gobernador.
En 1922, la Corte Suprema de los Estados Unidos, en el caso Balzac v. Porto Rico, 258 U.S. 298 (U.S. 1922), interpretó que la Ley Jones no expresaba que Puerto Rico fuese un territorio incorporado, frase que describe a aquellos territorios en proceso de incorporación e integración a Estados Unidos como un estado adicional de ese país. Sin embargo, en Consejo de Salud v. Rullan, 586 F.Supp. 2d 22 (D.P.R. 2008), el juez federal del distrito de Puerto Rico Gustavo Gelpi dijo Let it be clear. The court today is in no way attempting to override the 'Insular Cases' as applied to the U.S. territories – only the Supreme Court can. The court, rather, today holds that in the particular case of Puerto Rico, a monumental constitutional evolution based on continued and repeated congressional annexation has taken place. Given the same, the territory has evolved from an unincorporated to an incorporated one. («Que quede claro. La corte, hoy, de ninguna manera está tratando de anular los “Casos Insulares” tal y como se aplican a los territorios de EE. UU. Solo la Corte Suprema de los Estados Unidos puede hacerlo. Esta corte, más bien, mantiene hoy que, en el caso particular de Puerto Rico, ha tenido lugar una gran evolución constitucional basada en una anexión continua y repetida por parte del Congreso. Debido a ello, el territorio ha evolucionado de no incorporado a incorporado»).
En 1946, la presión para conceder poderes negados hasta entonces durante casi medio siglo a los portorriqueños comenzó a dar resultados con el nombramiento por parte del presidente Truman del Comisionado Residente Jesús T. Piñero Jiménez para el puesto de Gobernador de Puerto Rico. Se convirtió así Jesús T. Piñero en el primer puertorriqueño que ocupó en propiedad el más alto puesto político en toda la historia de la Isla. En 1947 el Congreso aprobó la ley que permite a los puertorriqueños elegir a su gobernante mediante voto electoral por un término de cuatro años.

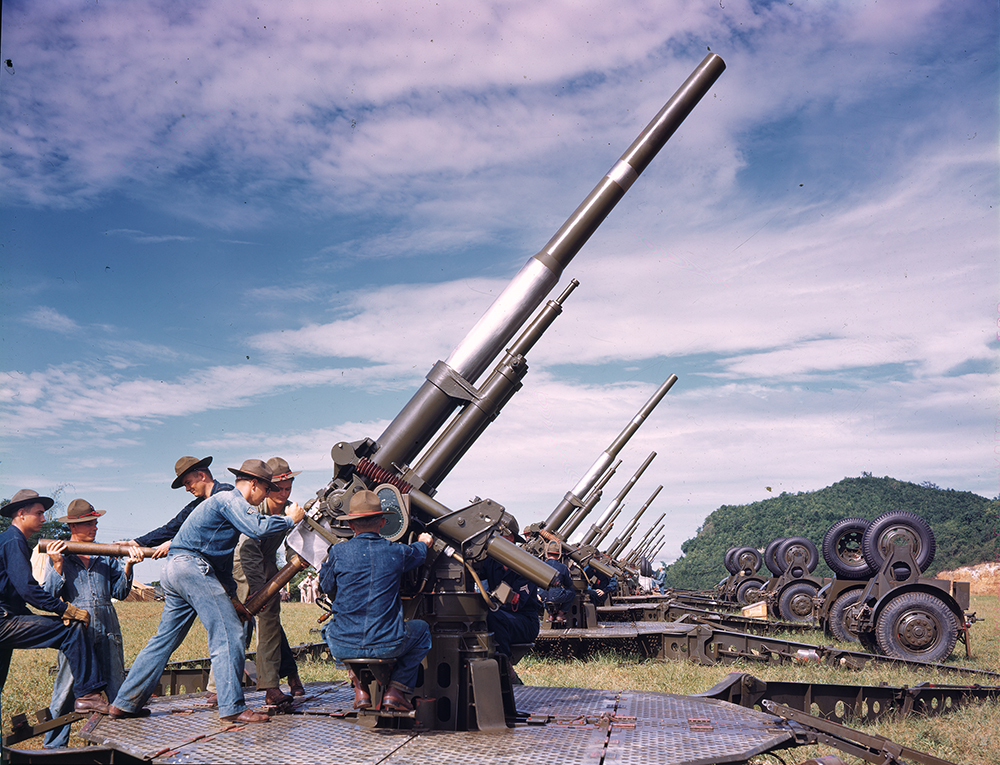
Entrenamiento del ejército estadounidense en 1939 en Puerto Rico.

la Ley de la Mordaza de 1948, que hizo ilegal hablar a favor de la independencia de Puerto Rico o incluso exhibir la bandera puertorriqueña. Esta ley, implementada por el gobierno colonial estadounidense, fue utilizada para perseguir y encarcelar a los líderes independentistas puertorriqueños, infundiendo miedo en la población y desalentando cualquier forma de expresión nacionalista y patriótica.
En 1948, Luis Muñoz Marín, fundador del Partido Popular Democrático e hijo de Luis Muñoz Rivera, ganó las primeras elecciones para gobernador en la historia de Puerto Rico. El 3 de julio de 1950 fue aprobada por el Congreso de los Estados Unidos la Ley Pública 600, que permite a la Asamblea Legislativa formar una Asamblea Constituyente para la creación de la Constitución de Puerto Rico, sujeta a posterior aprobación por parte del presidente de los Estados Unidos y el Congreso. Esta ley deja intacta la Ley Jones y la bautiza como Ley de Relaciones Federales, eliminando solo las disposiciones que serían incluidas en el momento en que la Constitución de Puerto Rico entrase en vigor. El 30 de octubre de 1950 tuvo lugar la Insurrección Nacionalista, en respuesta al proyecto del Estado libre asociado. Blanca Canales proclamó la República de Puerto Rico en el Grito de Jayuya y se dieron combates en diferentes puntos del País. El pueblo de Jayuya fue bombardeado desde el aire, hubo matanzas en Utuado y La Fortaleza, residencia del Gobernador, fue atacada a tiros. En 1954, para dejar claro que la insurrección independentista no era un problema interno de los puertorriqueños, como decía el gobierno colonizador estadounidense, los nacionalistas Lolita Lebrón, Rafael Cancel Miranda, Irving Flores y Andrés Figueroa Cordero protestaron en el Congreso estadounidense, Lolita dando tiros al aire a la Casa Blair. Todos los atacantes fueron arrestados, incluyendo a Pedro Albizu Campos y cumplieron largas condenas en cárceles federales por no disculparse por haber realizado dicho acto.

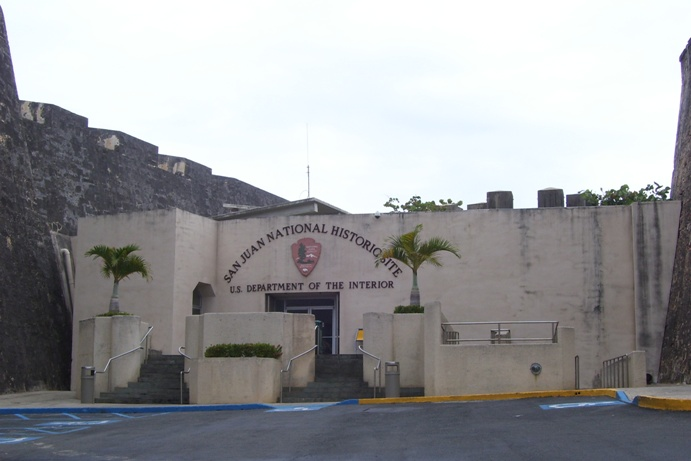
Oficinas principales del Sitio Histórico Nacional de San Juan

Los opositores al Estado libre asociado y muchos académicos reclaman que el mayor efecto de esta ley fue cambiar el nombre de la ley que regía a Puerto Rico y perpetuar la alegada relación subordinada, puesto que erróneamente se piensa que en el año 1952 es cuando se obtiene la elección del gobernador por voto popular y el sistema de gobierno republicano, cosas otorgadas por las leyes anteriormente reseñadas. Los defensores del Estado libre asociado reclaman que se dejó de ser provincia española por medio de un «pacto bilateral», por haberse definido la relación de Estados Unidos con Puerto Rico como una asociación in a nature of a compact, término no definido bajo el Derecho Internacional.
En 1952 Muñoz Marín indujo a Puerto Rico a obtener el estatus de Estado libre asociado, bajo su propia Constitución, que es la situación política actual en la Isla. Sin embargo, este cambio en el estatus territorial no significa que a Puerto Rico no le continúe aplicando la cláusula territorial de la Constitución de EE. UU.
Español e inglés han sido los idiomas oficiales de Puerto Rico, hecho que se extendió tras la firma de la Ley del 5 de enero de 1993. Para finales de septiembre de 2017, Puerto Rico fue impactado por el huracán María.

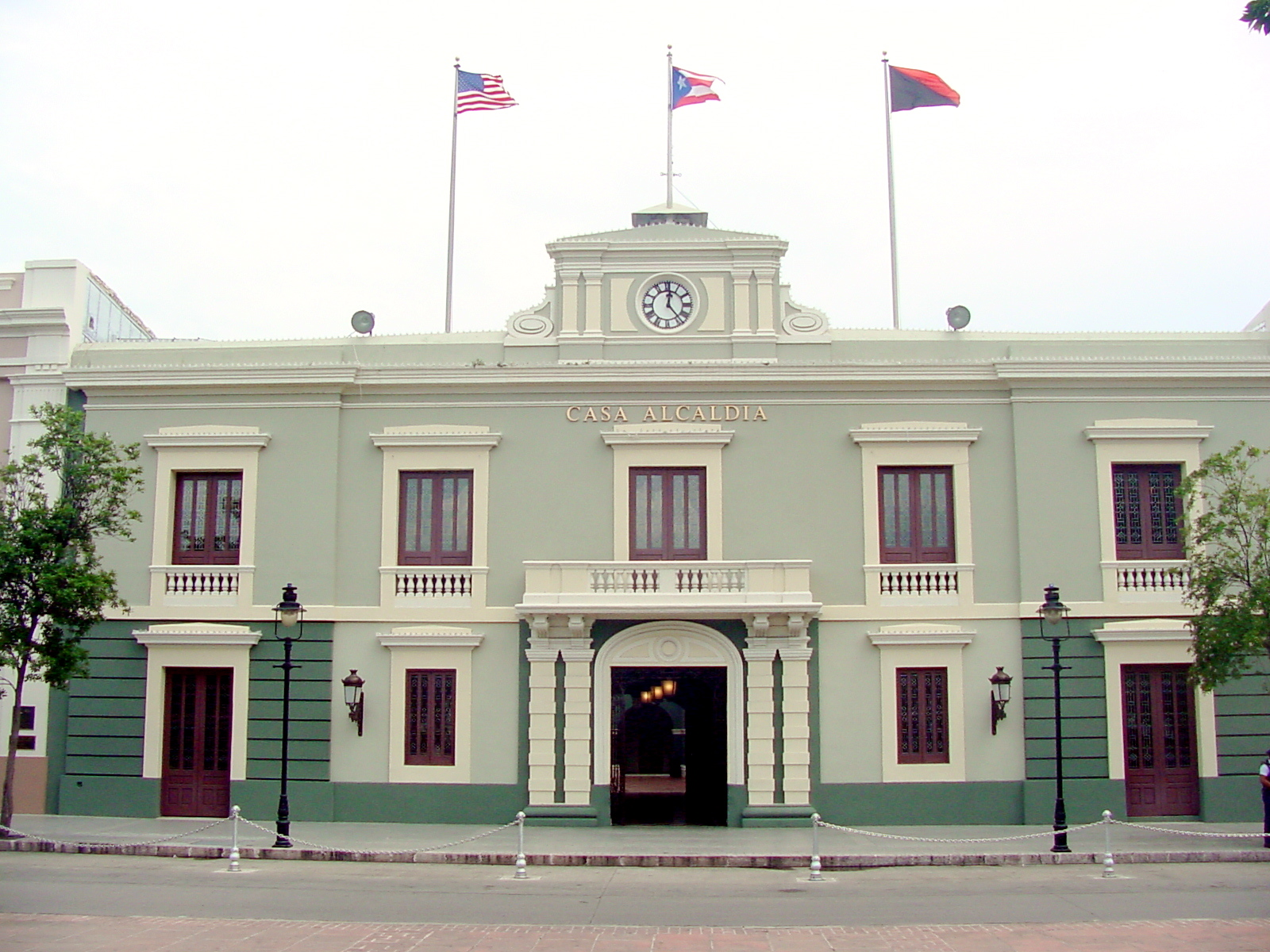
Casa Alcaldía de Ponce, Puerto Rico

## Organización territorial
Puerto Rico está dividido administrativamente en setenta y ocho municipios; cada municipio elige un alcalde y una Legislatura municipal por un periodo de cuatro años. Las ciudades principales son San Juan (capital), Bayamón, Carolina, Ponce, Caguas, Guaynabo, Arecibo, Toa Baja, Mayagüez y Trujillo Alto, todos ellos con más de 75 000 habitantes. Puerto Rico posee dos islas municipio, Vieques y Culebra, que están localizadas al este de la isla grande. Los municipios están agrupados en ocho distritos senatoriales y 40 distritos representativos, que no tienen funciones administrativas, y sirven como demarcaciones geográficas de representación de la población que reside en cada distrito, ante la Asamblea Legislativa de Puerto Rico. 
Cada distrito senatorial es representado ante la Legislatura del país por dos senadores y cada distrito representativo por un representante. El tamaño de los mismos es alterado en función a los cambios poblacionales registrados en los censos decenales. Asimismo, algunas agencias del gobierno, dividen el país en regiones o zonas, y la cantidad de municipios y extensión que abarcan varía dependiendo de la agencia y de las funciones que ejercen. Por ejemplo, una región educativa no abarca la zona geográfica ni contiene necesariamente los municipios que una región de Salud o una región del Departamento de Transportación y Obras Públicas.
Los municipios son:
| Municipios de Puerto Rico |
| --- |
| Océano Atlántico Isla Mona (Mayagüez) Canal de la Mona' Mar Caribe Cataño Loíza Carolina Río Grande Canóvanas Juncos Dorado Guaynabo Aguas Buenas Cidra Corozal Morovis Orocovis Naranjito Comerío Barranquitas Trujillo Alto Gurabo Bayamón Vega Alta Vega Baja Manatí Toa Baja Toa Alta San Juan Caguas Florida Jayuya Ciales Barceloneta Arecibo Utuado Hatillo Camuy Lares Quebradillas Isabela San Sebastián Aguadilla Aguada Moca Rincón Añasco Mayagüez Hormigueros Cabo Rojo Lajas Guánica Yauco Guayanilla Peñuelas Ponce Juana Díaz Santa Isabel Salinas Guayama Arroyo Patillas Maunabo Luquillo Fajardo Ceiba Naguabo Humacao Yabucoa San Germán Maricao Las Marías Sabana Grande Adjuntas Villalba Coamo Aibonito Cayey San Lorenzo Las Piedras Vieques Culebra |

- Adjuntas
- Aguada
- Aguadilla
- Aguas Buenas
- Aibonito
- Añasco
- Arecibo
- Arroyo
- Barceloneta
- Barranquitas
- Bayamón
- Cabo Rojo
- Caguas
- Camuy
- Canóvanas
- Carolina
- Cataño
- Cayey
- Ceiba
- Ciales
- Cidra
- Coamo
- Comerío
- Corozal
- Culebra (Isla municipio)
- Dorado
- Fajardo
- Florida
- Guánica
- Guayama
- Guayanilla
- Guaynabo
- Gurabo
- Hatillo
- Hormigueros
- Humacao
- Isabela
- Jayuya
- Juana Díaz
- Juncos
- Lajas
- Lares
- Las Marías
- Las Piedras
- Loíza
- Luquillo
- Manatí
- Maricao
- Maunabo
- Mayagüez
- Moca
- Morovis
- Naguabo
- Naranjito
- Orocovis
- Patillas
- Peñuelas
- Ponce
- Quebradillas
- Rincón
- Río Grande
- Sabana Grande
- Salinas
- San Germán
- San Juan (Capital)
- San Lorenzo
- San Sebastián
- Santa Isabel
- Toa Alta
- Toa Baja
- Trujillo Alto
- Utuado
- Vega Alta
- Vega Baja
- Vieques (Isla municipio)
- Villalba
- Yabucoa
- Yauco

## Política

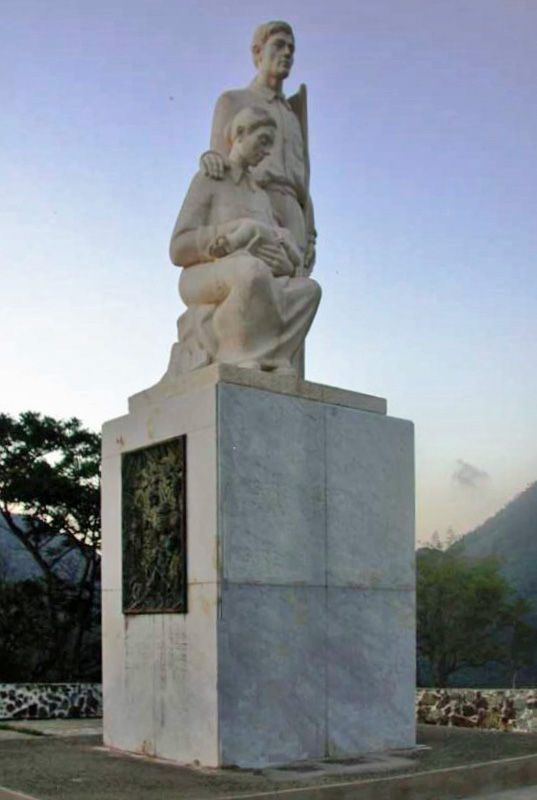
El Jíbaro, monumento al campestre en Cayey.

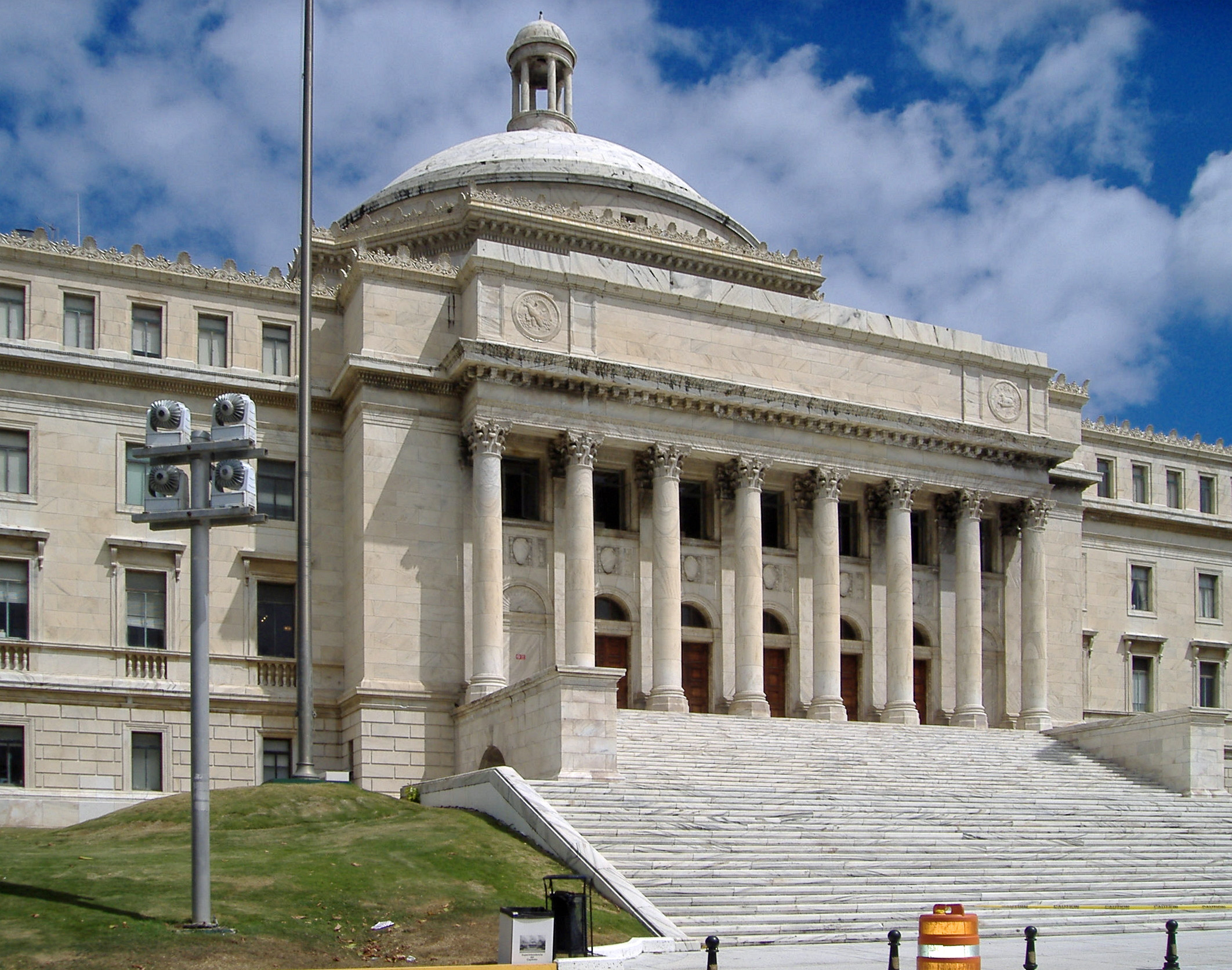
El Capitolio, hogar del Senado y la Cámara de Representantes.

Puerto Rico es un territorio no incorporado de Estados Unidos: pertenece a Estados Unidos, según los Casos insulares resueltos por la Corte Suprema de Justicia de Estados Unidos, los derechos constitucionales no son extendidos automáticamente a todos los territorios bajo el control estadounidense. Puerto Rico y sus ciudadanos tienen derecho a la protección de la Constitución de Estados Unidos.
La relación del gobierno de Puerto Rico con el gobierno federal de Estados Unidos es para muchos comparable a la del gobierno federal estadounidense con sus estados. Todo lo relacionado con la moneda, la defensa, las relaciones exteriores y la mayor parte del comercio entre estados cae bajo la jurisdicción del gobierno federal. El gobierno de Puerto Rico tiene autonomía fiscal y el derecho de cobrar impuestos locales. Los puertorriqueños son ciudadanos de Estados Unidos con todos los derechos y deberes que confiere esa ciudadanía, contribuyen al seguro social estadounidense, pero como las elecciones presidenciales solo se celebran en estados y territorios incorporados, los residentes de Puerto Rico no participan en estas, a menos que tengan residencia legal en un estado o territorio incorporado.
El Comisionado Residente es el único representante del gobierno local en el Congreso de Estados Unidos. El Comisionado Residente tiene derecho a voz pero no a voto en el Congreso de Estados Unidos, excepto cuando el mismo Congreso le concede voto en el «comité conjunto». Cuando esto ocurre, el Comisionado Residente puede votar, pero solo cuando su voto no sea determinante en el tema.
El Gobierno del Estado Libre Asociado de Puerto Rico está dividido en tres ramas: la Rama Ejecutiva, la Rama Legislativa (dividida en la Cámara de Representantes y el Senado) y la Rama Judicial.
La Rama Ejecutiva está representada y dirigida por el gobernador. El gobernador es electo por voto directo en una elección general cada cuatro años y designa, con el consejo y consentimiento del Senado, a los miembros de su gabinete, el cual está formado por los secretarios de los quince departamentos.
El poder legislativo de la Isla recae en la Asamblea Legislativa, una legislatura bicameral compuesta del Senado y de la Cámara de Representantes. El Senado cuenta con veintisiete (27) miembros en total, dos (2) por cada distrito electoral y once (11) por acumulación basados en la proporción de la población. La Cámara de Representantes cuenta con 51 miembros en total, uno (1) para cada distrito electoral y once (11) por acumulación. En caso de que el gobernador y la Asamblea Legislativa sean del mismo partido y en esta estén dos tercios o más de los legisladores, se le otorga hasta un máximo constitucional de nueve (9) puestos en el Senado y diecisiete (17) en la Cámara de Representantes adicionales a los partidos de minoría.
En 2005 hubo un referéndum en el que participó solo el 22,6 % (553 955) de los electores inscritos para votar (2 453 292) y de ellos el 83 % (464 010) de los electores votaron porque se convierta esta Asamblea en unicameral, y en enero de 2007 el Senado aprobó un proyecto de ley para iniciar este proceso.
El Poder Judicial es la rama de Gobierno responsable del cumplimiento de la Constitución y la administración de la Justicia. Dirigido por el Tribunal Supremo de Puerto Rico, el sistema judicial está compuesto por tres instancias. El Tribunal de Primera Instancia (TPI) está dividido en la Sala Superior y la Sala Municipal (con diferentes áreas de competencia). El TPI tiene trece distritos judiciales (San Juan, Bayamón, Carolina, Caguas, Arecibo, Utuado, Aguadilla, Mayagüez, Ponce, Aibonito, Guayama, Humacao y Fajardo). La parte insatisfecha con las decisiones del TPI puede solicitar una apelación a la segunda instancia, conocida como Tribunal de Apelaciones, que se constituye por paneles. La última instancia es el Tribunal Supremo, el cual es el único tribunal constitucional. El Tribunal Supremo está integrado por el juez presidente y seis jueces asociados. Estos son nombrados por el gobernador con el consejo y consentimiento del Senado. Dichos nombramientos son de por vida, hasta la edad del retiro obligatorio de setenta (70) años. El número de jueces solo podrá ser variado por ley, a solicitud del propio Tribunal Supremo.

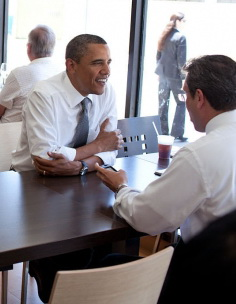
El expresidente Barack Obama conversa con el exgobernador Alejandro García Padilla en un café de la ciudad de San Juan.

En Puerto Rico existen cinco partidos políticos principales: el Partido Popular Democrático (PPD), el Partido Nuevo Progresista (PNP), el Partido Independentista Puertorriqueño (PIP), Movimiento Victoria Ciudadana (MVC) y Proyecto Dignidad (PD). Todos los oficiales electos en Puerto Rico sirven por un período de cuatro años. Existen también varios grupos políticos dedicados a la lucha por la independencia, entre ellos el Movimiento Socialista de Trabajadores de Puerto Rico, fundado en 1982 mediante la fusión del Movimiento Socialista Popular y el Partido Socialista Revolucionario, posteriormente Liga Internacionalista de los Trabajadores; el Partido Nacionalista de Puerto Rico, que no cree en la participación en las elecciones mientras Puerto Rico sea una colonia, y el Movimiento Independentista Nacional Hostosiano, movimiento que resulta de la fusión del Congreso Nacional Hostosiano y del Nuevo Movimiento Independentista Puertorriqueño. Igualmente el Movimiento al Socialismo (MAS) que fue fundado en el 2008 producto de la fusión del Partido Revolucionario de los Trabajadores (PRT-Macheteros), la Juventud de Izquierda Revolucionaria (JIR), el Taller de Formación Política (TFP) y el Proyecto de Trabajo Político (PTP). Así mismo, el nuevo y creciente[cita requerida] Movimiento de Reunificación de Puerto Rico con España (MRE), crítico con el actual statu quo de la isla y la tergiversación de la guerra de 1898, se basa en los vínculos históricos, culturales y lingüísticos para reclamar la integración de la isla con España, como decimoctava comunidad autónoma.

### Estatus
|                                    | 1967    | 1993    | 1998    | 2012    | 2017    |
| ---------------------------------- | ------- | ------- | ------- | ------- | ------- |
| Estado libre asociado (territorio) | 60,40 % | 48,60 % | 0,10 %  | 0 %     | 1,35 %  |
| Estadidad                          | 39,00 % | 46,30 % | 46,50 % | 61,10 % | 97,13 % |
| Independencia                      | 0,60 %  | 4,40 %  | 2,50 %  | 5,60 %  | 0 %     |
| Pacto de Libre Asociación          | 0 %     | 0 %     | 0,30 %  | 33,30 % | 1,52 %  |
| Ninguna de las opciones anteriores | 0 %     | 0 %     | 50,30 % | 0 %     | 0 %     |

El debate sobre el estatus político de Puerto Rico ha sido continuo en muchas esferas locales, federales (Estados Unidos) e internacionales (Naciones Unidas). En 2007, un comité de trabajo de Casa Blanca concluyó que Puerto Rico continúa totalmente sujeto a la autoridad del Congreso de EE. UU. bajo las cláusulas territoriales. El Partido Popular Democrático, fundador del Estado libre asociado, protesta esta opinión de la Casa Blanca.
Sin embargo, las restricciones legales relacionadas al estatus político de Puerto Rico no se transfieren al ciudadano, ya que limitan solo al territorio. De esta manera, cualquier ciudadano de Estados Unidos, aun los nacidos en Puerto Rico, pueden votar por el presidente y el congreso si no residen en Puerto Rico; ningún ciudadano podrá votar por cargos electivos federales desde el territorio comprendido por esta isla. Por esta razón varias personas defienden el argumento de que Estados Unidos sigue tratando a Puerto Rico como una colonia.
En octubre de 2011, el gobernador Luis Fortuño estableció el 12 de agosto de 2012 para celebrar la primera parte de un plebiscito sobre el estatus de dos pasos. Si una segunda votación es necesaria, se llevará a cabo en el mismo día de las elecciones generales el 6 de noviembre de 2012, agregó.

El primer referéndum será pedir a los votantes si quieren mantener el actual Estado Libre Asociado bajo la cláusula territorial de la Constitución de los EE. UU. o si prefieren una opción no territorial no colonial.

Si hay más votantes que favorecen la opción no territorial, una segunda votación se celebrará entre las tres opciones de estatus no territoriales no coloniales: Estadidad, independencia o la libre asociación.

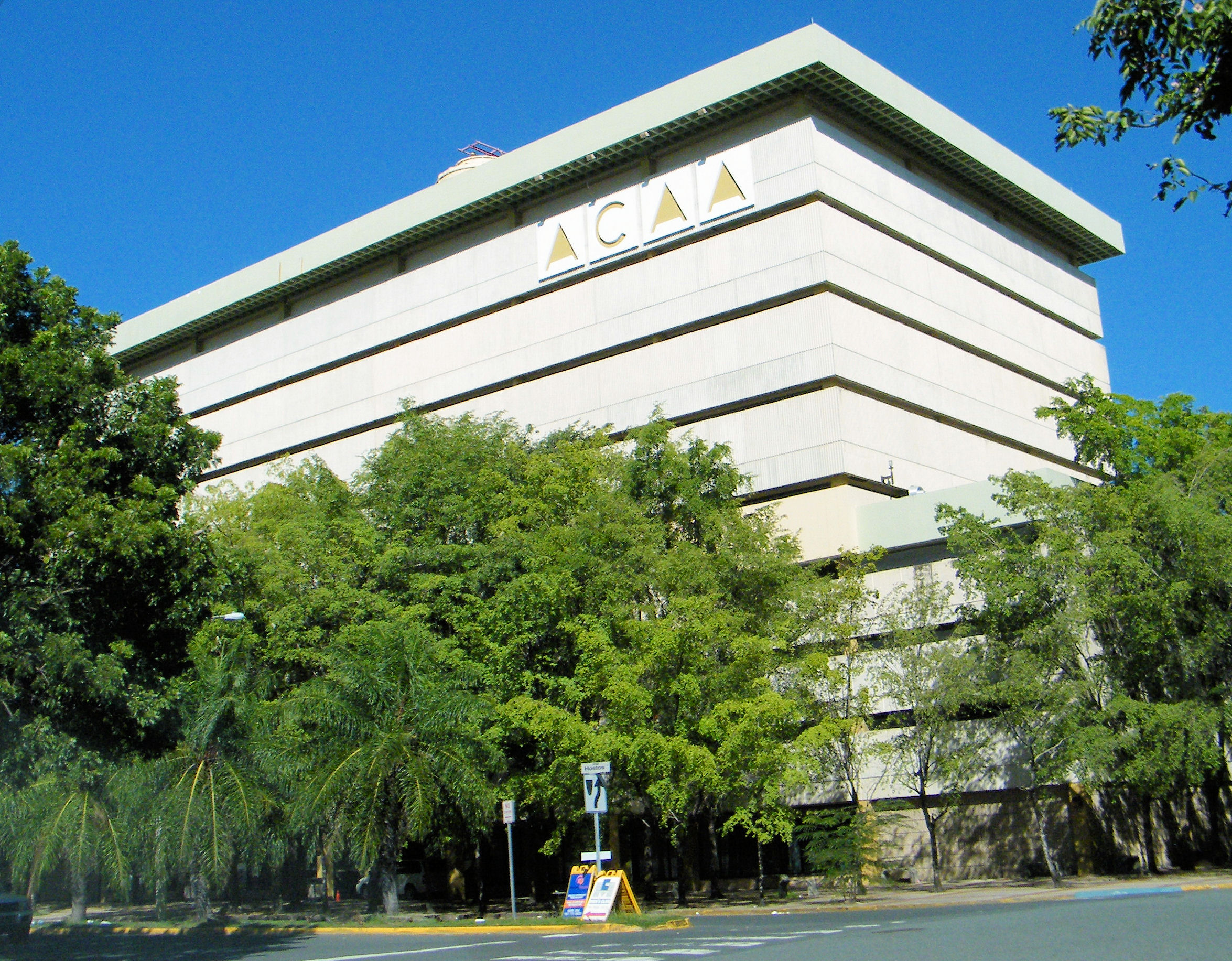
Uno de los edificios administrativos dependientes del Gobierno de Puerto Rico (ACAA)

El proyecto de ley fue evaluado por la Asamblea Legislativa de Puerto Rico, donde fue enmendado para hacer ambas preguntas en una misma papeleta el 6 de noviembre de 2012. El No al estatus territorial (colonial) actual ganó la consulta mientras que la segunda pregunta, la estadidad, obtuvo la mayoría. La opción del No al statu quo, Estado libre asociado colonial, obtendría cerca del 54 % del favor del pueblo. La estadidad ganó con más del 61 % de los votos contados, lo cual ha provocado controversia por la presencia de una cantidad grande de papeletas en blanco e inválidas. Sin embargo, estas se descartan para calcular qué alternativa ganó, ya que no se consideran votos válidos bajo el Código Electoral de Puerto Rico vigente.

### Plebiscito de 2017
El 11 de junio de 2017, un nuevo plebiscito no vinculante fue realizado, obteniendo la victoria, con un 97 % de los votos, la estadidad para Puerto Rico. La opción que proponía la independencia total de Estados Unidos, solo logró un 1,5 % de respaldo y el resultado para los que proponían mantener el estatus actual fue de 1,32 %. En la consulta solo participó un 22 % de los 2 260 804 electores registrados; teniendo en consideración que las listas están alteradas por la decisión federal sobre el asunto de mantener los electores activos aunque no han participado en las citas electorales previas manteniendo electores que votaron en las pasadas 2 elecciones generales.

### La Constitución

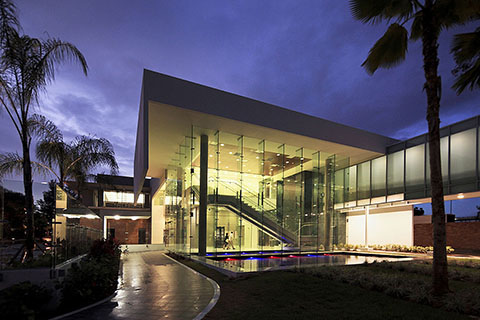
Edificio de la Corte Suprema de Puerto Rico

La Ley 600 (P.L. 81-600), que fue aprobada por el Congreso de Estados Unidos, autorizó al pueblo de Puerto Rico a desarrollar su propia Constitución. Esta ley le otorgó al pueblo el control de las actividades de gobierno interno. Sin embargo, esta ley dejó intactos todos los artículos bajo la Ley Jones y la Ley Foraker, al igual que el Tratado de París.
Después de que la Asamblea Constituyente redactara la Constitución, el pueblo la ratificó mediante un referéndum. El Congreso de los Estados Unidos, siguiendo el procedimiento requerido por la Ley de Relaciones Federales, aprobó la Constitución, que entró en vigor el 28 de julio de 1952.
La Constitución incluye una moderna Carta de Derechos que sigue la tradición de la Carta de Derechos Humanos de las Naciones Unidas. De los veinte artículos originales, sin embargo, uno fue enmendado de acuerdo con la orden del Congreso de limitar la educación secundaria gratuita, y otro artículo fue eliminado por el Congreso sin la aprobación de los puertorriqueños. La forma republicana de gobierno imita la Constitución de los Estados Unidos. Un gobernador dirige la rama ejecutiva mientras dos cámaras legislativas, el Senado y la Cámara de Representantes, componen la rama legislativa. El Tribunal Supremo de Puerto Rico es el último tribunal de apelaciones en la mayoría de los casos judiciales, pero sus decisiones pueden ser recurridas ante la Corte Suprema de los Estados Unidos.

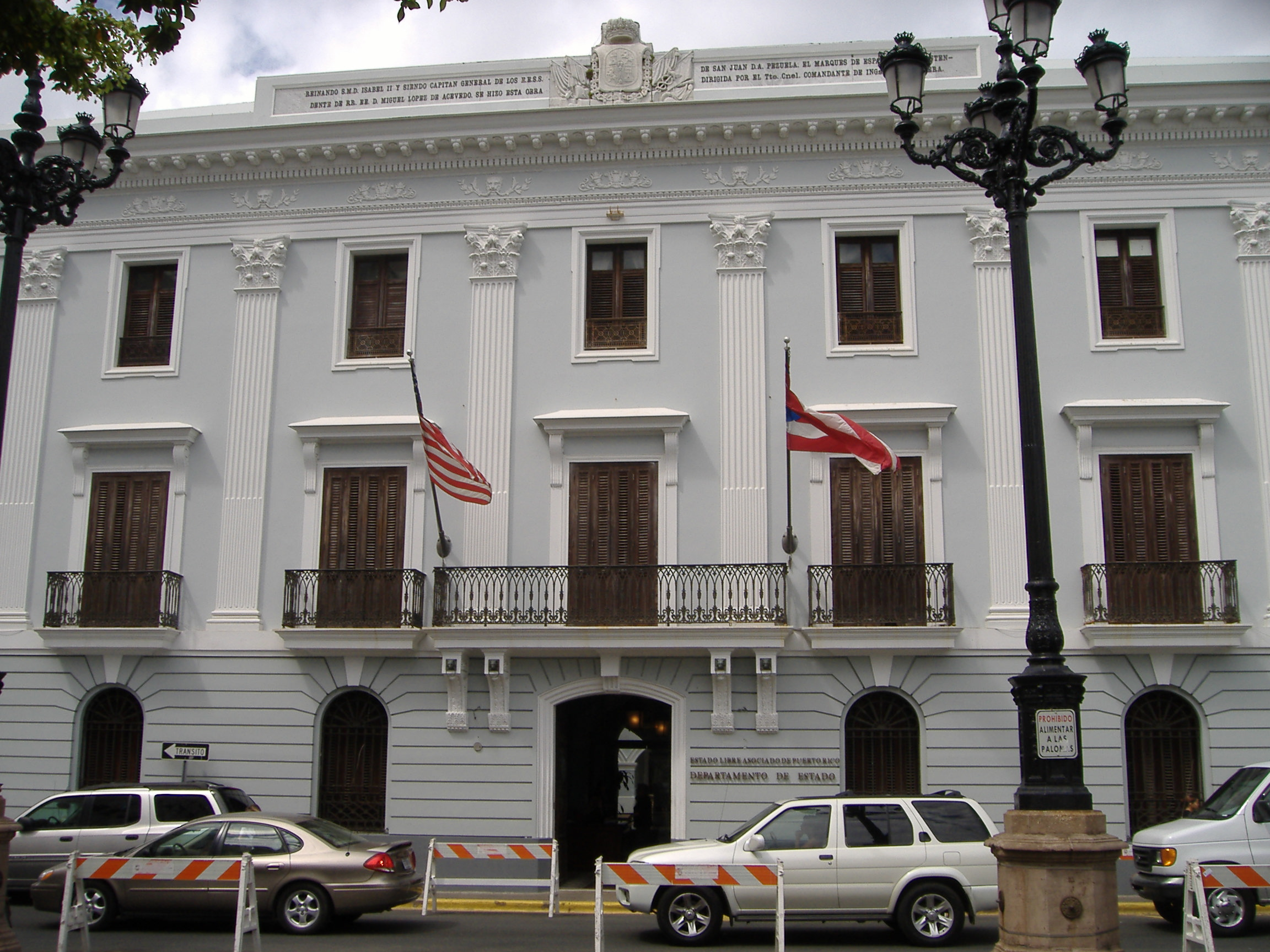
Departamento de Estado de Puerto Rico, Antiguo Palacio de la Real Intendencia

Tan solo en 1993 el Undécimo Circuito del Tribunal de Circuito de Apelaciones de los Estados Unidos determinó que la decisión del Congreso de permitir un gobierno interno en Puerto Rico no invalidó la de la jurisdicción de la Cláusula Territorial de la Constitución de los Estados Unidos. El tribunal concluyó que no ha habido ninguna alteración fundamental en las relaciones de Puerto Rico con los Estados Unidos; Puerto Rico continúa siendo constitucionalmente un territorio no incorporado, sin soberanía separada. El tribunal estableció que «el Congreso puede eliminar unilateralmente la Constitución de Puerto Rico o la Ley de Relaciones Federales y reemplazarlas con cualquier ley o regulación que considere oportuna. A pesar de la aprobación de la Ley de Relaciones Federales y de la Constitución de Puerto Rico, los tribunales de Puerto Rico continúan obteniendo toda su autoridad del Congreso de los Estados Unidos.»
No obstante, la mayoría de los observadores políticos locales e internacionales está de acuerdo en que la condición política de Puerto Rico es extremadamente estable, y que ningún miembro del Congreso estadounidense tiene la más mínima intención de tratar de modificar unilateralmente la Carta Magna que rige las vidas de más de cuatro millones de ciudadanos y residentes de la Isla.
El gobierno está compuesto por la rama ejecutiva, judicial y legislativa. Esta última consiste de dos cámaras: la Cámara del Senado y la Cámara de Representantes. La rama legislativa al estar compuesta por la Cámara de Representantes y el Senado es un sistema bicameral (dos cámaras). La bicameralidad fue originada en Inglaterra en el siglo XIII. Fue establecida ya que era indispensable reconocer la división de las clases socioeconómicas. Se tenía una cámara en representación de la nobleza y clero y otra cámara en representación a los burgueses y los caballeros. Ya que había dos cámaras que cumplían con las necesidades de las diferentes clases sociales del país, existía un equilibrio social, el cual le era muy conveniente al reino británico.

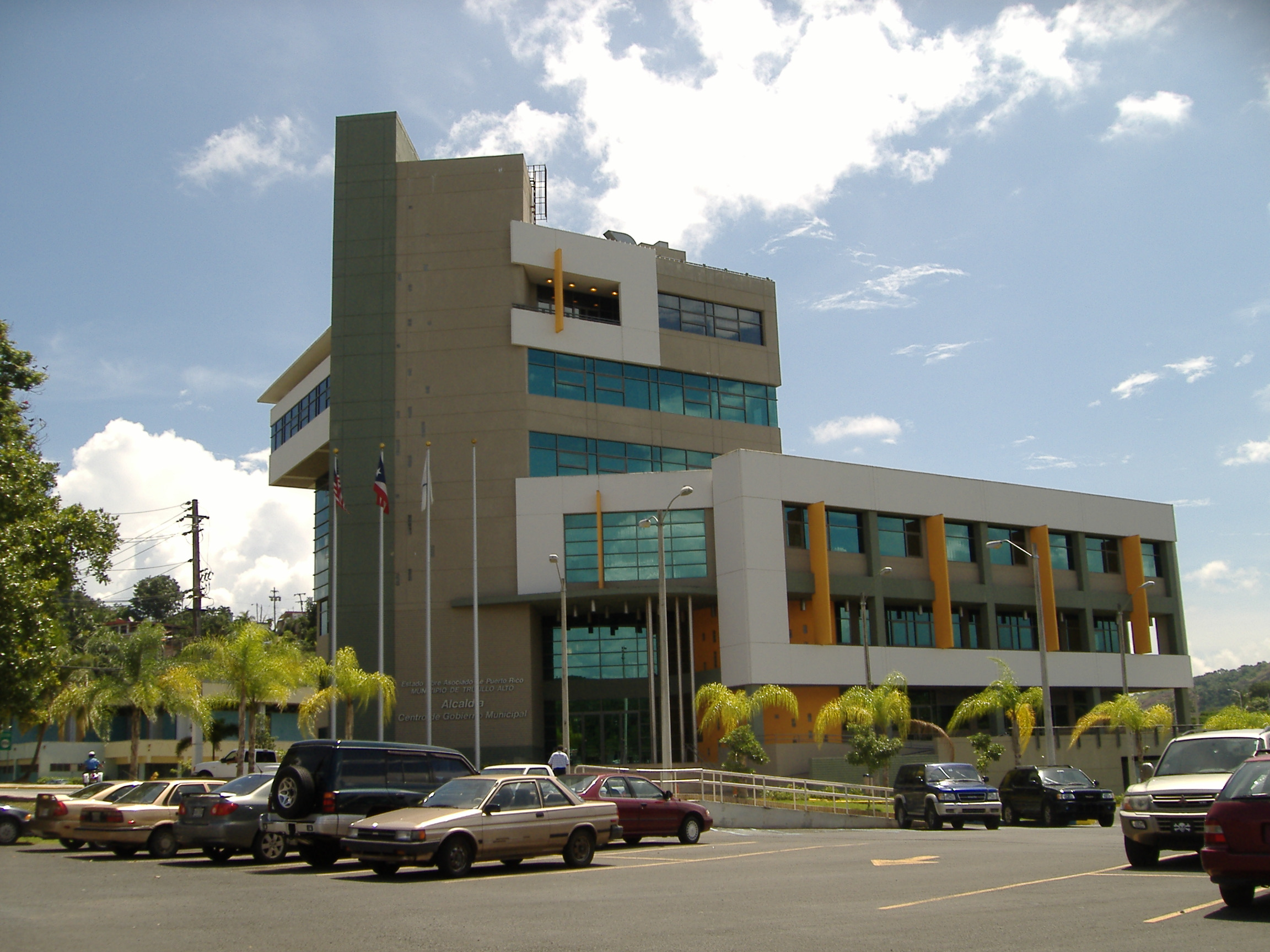
Alcaldía de Trujillo Alto, Puerto Rico

La bicameralidad fue adoptada por los Estados Unidos de América en el siglo XVIII aunque con unos cambios. Las cámaras no representarían los niveles sociales, sino que una cámara (Senado) representaría a los estados y otra (Representantes) representaría los representantes de números similares de población. Antes de que Estados Unidos adoptara la bicameralidad, esta fue adoptada por Puerto Rico a finales del dominio español bajo la Carta Autonómica. Según la Ley Jones y más luego la Constitución de Puerto Rico, el bicameralismo se estableció para tener el beneficio de un doble examen a las medidas tomadas por el poder legislativo, para evitar disputas y bajo la idea de que trabajo doble afina el mejor criterio legislativo (Informe de la Comisión de la Rama Legislativa, 4 Diario de Sesiones de la Convención Constituyente 2579 (1961)). Otra razón es que este sistema bicameral evitaría tropiezos políticos. Finalmente, y la más preponderante de todas, se quería evitar conflicto cuando se redactara y se enviará la Constitución de Puerto Rico al Congreso de los Estados Unidos (Luis Pérez Bonilla, Conveniencia de una asamblea legislativa unicameral para Puerto Rico, LIV Rev. Jur. U.P.R. 711, 723 (1985)).
Actualmente el gobierno de Puerto Rico tiene en su poder legislativo al Senado y la cámara de Representantes. Desde que se implantó el sistema bicameral, se ha estado estudiando el mismo a fondo. Las ventajas presentadas por el gobierno puertorriqueño son las siguientes: la cámara nivela el control de los otros dos cuerpos del gobierno (Rama Judicial y Rama Ejecutiva) y así se evitan los excesos. Al tener dos cámaras se permite establecer diversos esquemas representativos y al tener tantas personas se «reduce» el error sistemático. Hace ya un tiempo funcionarios del gobierno puertorriqueño han presentado el sistema unicameral ante el pueblo ciudadano.

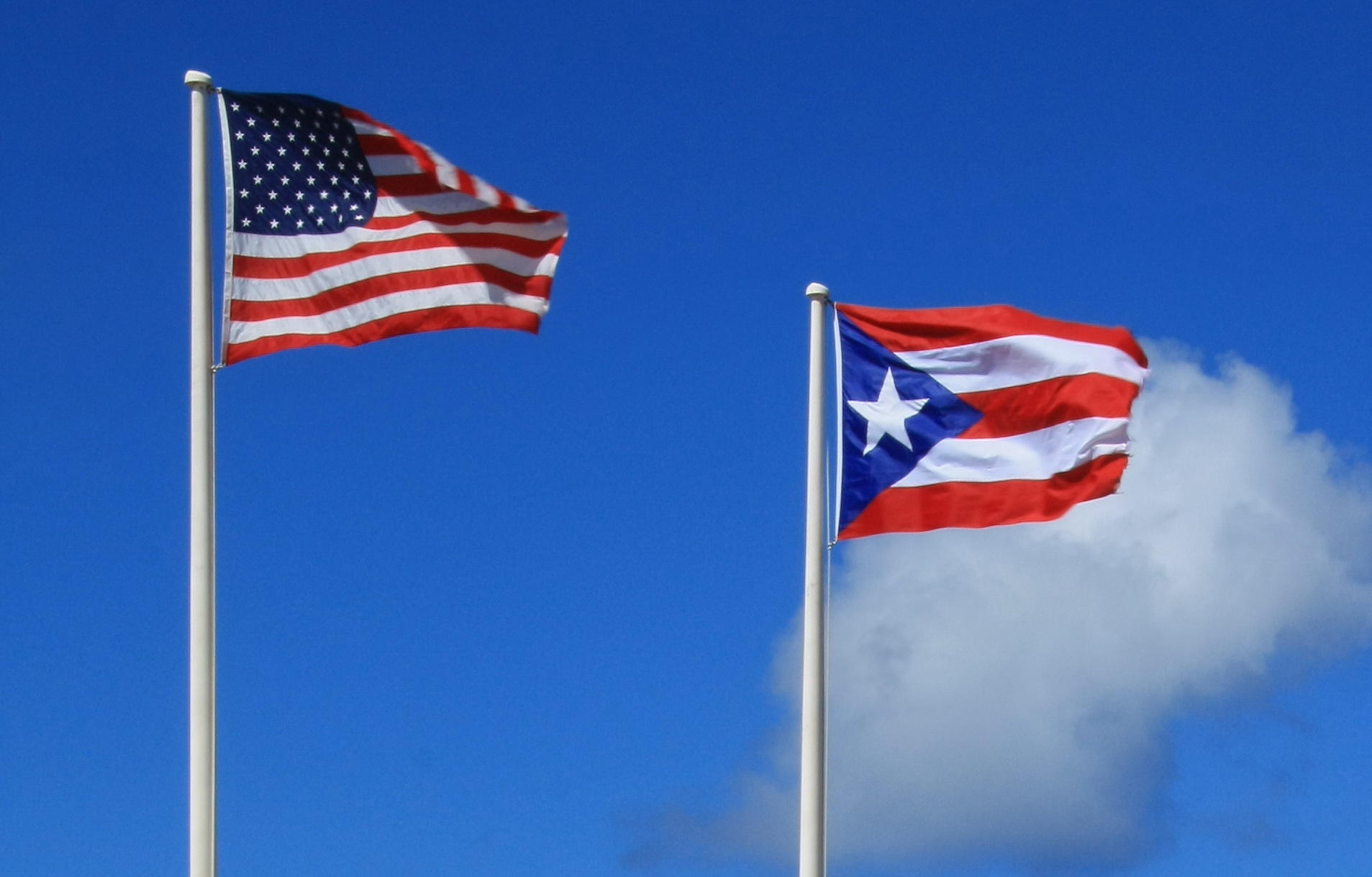
Bandera de Puerto Rico ondeando junto a la de Estados Unidos en el fuerte de San Felipe del Morro (Viejo San Juan).

Las ventajas, después de mucha consideración, se han argumentado y las mismas le han dado auge a la posibilidad del cambio. Las ventajas de la unicameralidad son: un solo cuerpo legislativo facilita que se llegue a un consenso general, economiza tiempo y recursos económicos ya que la realidad de gobierno de Puerto Rico es que la rama legislativa es sumamente numerosa lo cual equivale a muchos gastos. Continuando, la concentración de un solo cuerpo legislativo permite localizar y maximizar los recursos económicos de investigación, se genera un sentido de responsabilidad ya que solo hay un solo cuerpo legislativo y finalmente el análisis de otras constituciones del mundo lleva a la conclusión de que en realidad ha tenido éxito este sistema cameral.
Se ha rechazado la unicameralidad ya que se ha querido imitar el sistema de Estados Unidos y porque en realidad no es conveniente para los integrantes del poder legislativo que se reduzca el tamaño del mismo porque resultaría en reducción de escaños. El 17 de marzo de 2003, Luis Raúl Torres Cruz expresó que «la unicameralidad cumple con algunos de los objetivos que tiene la legislatura: reducir gastos, mejorar la calidad del trabajo legislativo y mejorar el balance entre los poderes del Estado, en particular por el fortalecimiento de una legislatura unicameral frente al poder ejecutivo». Se ha presentado una propuesta para enmendar la Constitución de Puerto Rico para cambiar su poder legislativo a una sola cámara ya que el sistema bicameral se ha visto defectuoso. 
En Puerto Rico en las últimas décadas se ha revelado una gran deficiencia del mismo ya que el pueblo ha elegido al gobierno con brechas mucho más amplias (mucha diferencia) y esto ha desembocado en una abrumadora mayoría que ocupa el poder legislativo. Con estas deficiencias el Partido Independentista de Puerto Rico (más que cualquier otro) ha pedido que se haga un referéndum para que el pueblo decida si quiere continuar con la bicameralidad, la cual para muchos ha presentado defectos crasos.
En las siguientes fechas se han hecho referéndums para saber el sentir del pueblo respecto la bicameralidad o unicameralidad: 23 de septiembre de 2004, 25 de agosto de 2005 y 10 de julio de 2007. El referéndum bajo la Ley Núm. 477, más conocida como la Ley del Referéndum sobre el Sistema Cameral de la Asamblea Legislativa, establece que si el pueblo de Puerto Rico expresa su voluntad a favor de una propuesta por más de un 50 % se debe validar la votación.
Ante el referéndum del 25 de agosto de 2005, el Dr. Luis Roberto Piñero González II, presidente de Independentistas Pro Unicameralidad, compareció ante el pueblo puertorriqueño, dando un mensaje por escrito el cual establecía su posición ante la unicameralidad como la mejor opción para el poder legislativo: «El pasado 10 de julio de 2005 el electorado puertorriqueño se expresó en el referéndum, contundentemente a favor de sustituir el actual sistema legislativo bicameral por uno unicameral. Según los resultados del referéndum sobre el Sistema Cameral de 2005, la opción uno (1) que representa los votos a favor de que se cambie la Asamblea Legislativa a una sola cámara (unicameralidad) recibió el 83,8 % de los votos emitidos».
La Comisión Estatal de Elecciones certificó que luego del referéndum del 10 de julio de 2005 se favoreció el Sistema Unicameral. Todavía está bajo análisis y debate la decisión del electorado ya que significa que se deben preparar unas votaciones para que el pueblo escoja si quiere enmendar la Constitución y establecer la unicameralidad o no.

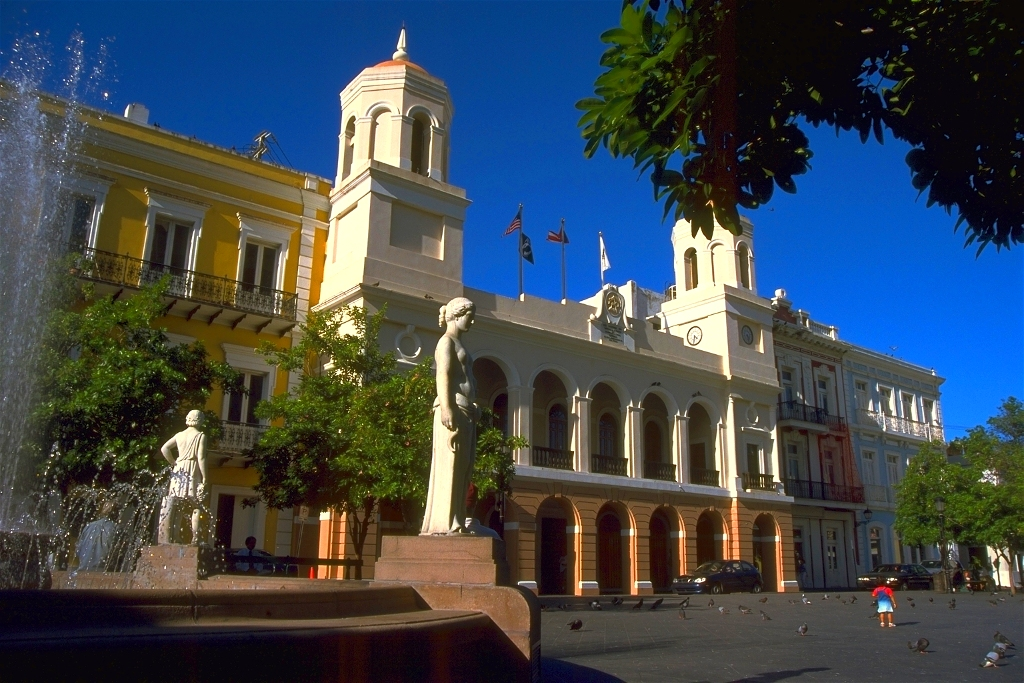
Plaza de Armas de San Juan

### Los partidos políticos
Actualmente, la isla cuenta con cinco formaciones políticas reconocidas para los comicios: el Partido Popular Democrático (PPD), que defiende el Estado libre asociado y la libre asociación como opción política; el Partido Nuevo Progresista (PNP), que promueve la integración plena como estado 51 de los Estados Unidos; el Partido Independentista Puertorriqueño (PIP), que promulga la independencia, el Movimiento Victoria Ciudadana (MVC) y Proyecto Dignidad, los cuales no tienen planteamientos particulares acerca del estatus político de la Isla. En Puerto Rico también tienen presencia los dos partidos nacionales de Estados Unidos: el Partido Republicano de los Estados Unidos y el Partido Demócrata de los Estados Unidos, que promueven las primarias de esos partidos en Puerto Rico y colaboran en la recaudación de fondos.
Por otra parte el Partido Nuevo Progresista surgió como una ruptura dentro del Partido Republicano local. Tiene como ideología el conseguir la estadidad para Puerto Rico. En la actualidad cuenta con el respaldo de alrededor del 32 % del voto popular. El mismo se ha destacado por grandes reformas en el sistema de transporte público y salud las cuales aún se encuentran en controversia debido al alto coste y a la deficiencia de los servicios de salud.
El Partido Popular Democrático se destaca por ser el partido activo más fuerte y antiguo de Puerto Rico. Fue fundado por disidentes del Partido Liberal. Aunque en un principio su filosofía política defendía la independencia, posteriormente cambió al autonomismo al entender que esta opción daba mayores beneficios a la población de la Isla sin la necesidad de integrarse como Estado en EE. UU. En la actualidad representa alrededor del 31% de la población de la Isla.
El Partido Independentista Puertorriqueño es también uno de los más antiguos. Surgió cuando el Partido Popular comenzó a defender el autonomismo, entonces parte de sus miembros fundaron el Partido Independentista que, como su nombre indica, promueve la independencia para Puerto Rico. Aunque en los años 50 lograron un 20 % del apoyo del pueblo, su apoyo ha disminuido al grado de que perdió su franquicia en elecciones recientes incluyendo las elecciones de 2004, 2008, 2012 y 2016. En las elecciones de 2020 obtuvieron un 14% del apoyo popular, pero en las elecciones del 2024 experimentó un notable ascenso y se convirtió en la segunda fuerza política más votada, sobrepasando al Partido Popular Democrático.

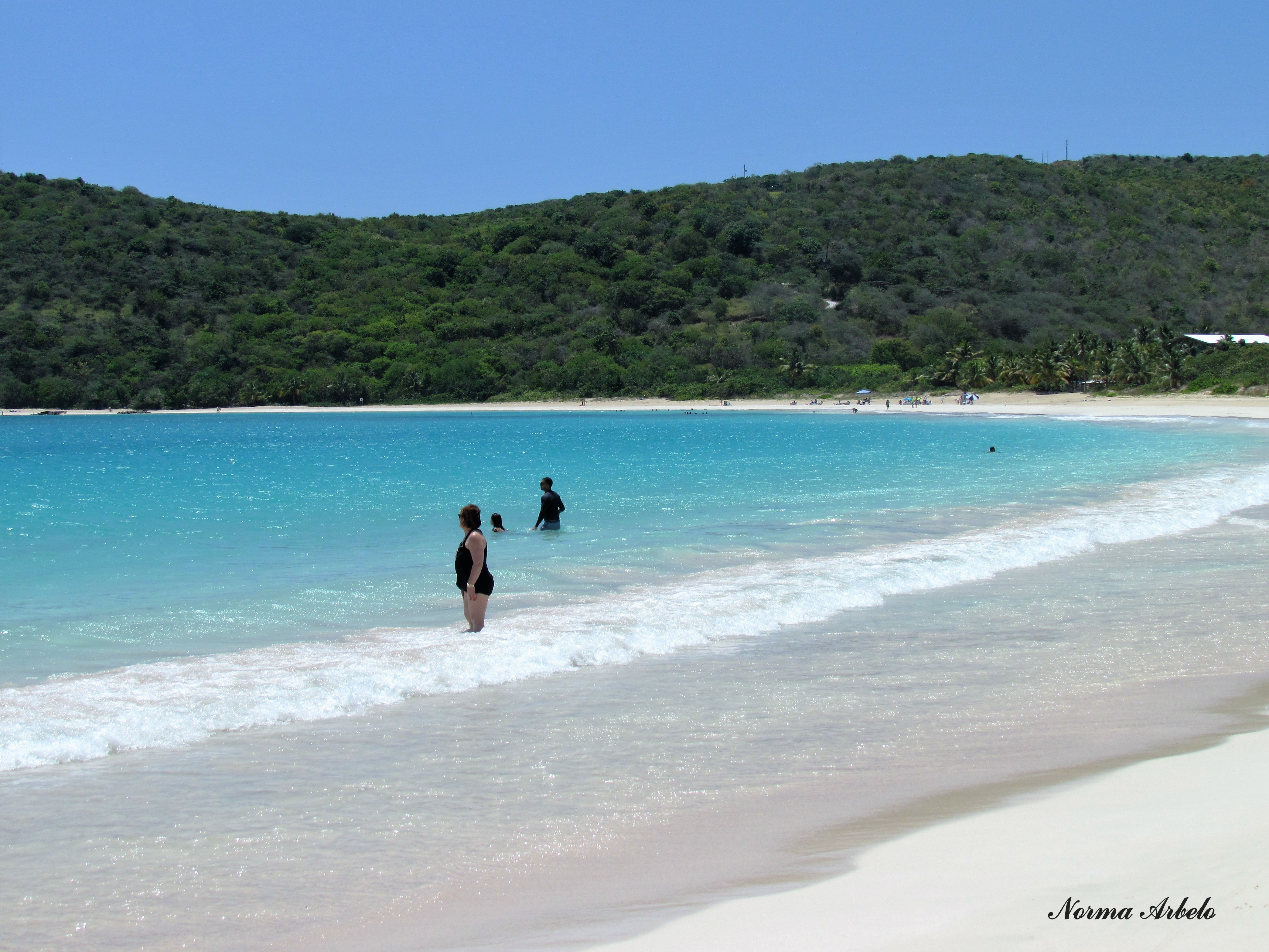
Isla Culebra, Puerto Rico

## Geografía
Puerto Rico es un archipiélago localizado entre el océano Atlántico del Norte y el mar Caribe, al este de La Española, oeste de la Islas Vírgenes, norte de Venezuela y sur de la fosa de Puerto Rico, el punto más profundo en todo el Atlántico. El archipiélago está formado por la isla principal del mismo nombre de Puerto Rico y otras 142 islas, islotes y cayos, entre los que se encuentran las islas de Vieques, Culebra, Mona, Desecheo, Caja de Muertos y Palomino. Como la más pequeña y oriental de las Antillas Mayores, la isla principal de Puerto Rico mide de largo unos 178 kilómetros (110 millas terrestres; 96 millas náuticas) y de ancho unos 65 kilómetros (40 millas terrestres; 35 millas náuticas). Con una superficie de tierra y aguas costeras interiores de 9100 kilómetros cuadrados (3513 millas cuadradas), está es la 4.ª isla más grande del Caribe, la 81.ª isla más grande del mundo y el 175.° país o territorio más grande del mundo.
Separadas geológicamente de la Antilla Mayor de La Española por el canal de la Mona, y del arco insular de las Antillas Menores por el canal de la Anegada, la isla principal de Puerto Rico, las Islas Vírgenes Españolas de Vieques y Culebra, las Islas Vírgenes Británicas y las Islas Vírgenes de los Estados Unidos, excepto la isla más meridional de Saint Croix, se encuentran en la misma plataforma continental, el Banco de Puerto Rico, entre la fosa de Puerto Rico en el océano Atlántico Norte y el mar Caribe noreste.
Aproximadamente 60 % montañosa, la isla tiene tres cadenas montañosas: la Sierra de Cayey en el sureste, la Sierra de Luquillo en el noreste y la Cordillera Central en la región central y occidental. El punto de elevación más alta en Puerto Rico, Cerro de Punta, con 4389 pies (1338 m), se encuentra en la Cordillera Central mientras que Pico El Yunque, unos de los picos más populares en Puerto Rico, localizado en la Sierra de Luquillo en el Bosque nacional El Yunque, tiene una elevación máxima de 3540 pies (1080 m).
La isla tiene siete valles: Valle de Caguas, Valle de Yabucoa, Valle de Lajas, Valle de Añasco, Valle de Coloso y Culebrinas, Valle del Río Cibuco y Valle del Río Guanajibo, y dos llanuras costeras: una que se extiende a lo largo de la costa norte y la otra a lo largo de la costa sur. La capital San Juan y área metropolitana principal se encuentran en la llanura costera del norte en el noreste. También tiene una formación cárstica extensa en su región noroeste central llamada Cinturón del Carso Norteño y dos batolitos prominentes, uno al sureste en San Lorenzo y el otro al centro oeste en Utuado. La isla cuenta con 47 ríos principales y 26 embalses, lagunas o lagos, entre los que se encuentra Laguna Grande de Fajardo, una de tres bahías bioluminiscentes en el archipiélago de Puerto Rico localizada en el extremo noreste.

### Geología
Puerto Rico se compone de rocas volcánicas (revisar) y plutónicas de los períodos Cretácico y Eoceno cubiertas por rocas sedimentarias del Oligoceno y recientes. La mayoría de las cuevas aparecen en el área kárstica del norte en las rocas del Oligoceno y recientes. Las rocas más antiguas de la isla tienen alrededor de 190 millones de años y están localizadas en sierra Bermeja, al suroeste. Estas rocas representan parte de la corteza oceánica y podrían haberse trasladado desde el océano Pacífico hasta su lugar actual en el Caribe.
Puerto Rico se halla en la zona de contacto entre las placas tectónicas del Caribe y de Norteamérica. Esto quiere decir que la isla actualmente está siendo deformada por los esfuerzos creados en dicha zona. Dichos esfuerzos pueden causar terremotos y maremotos. Estos eventos sísmicos, acompañados de deslizamientos de tierras, representan algunos de los más peligrosos desastres geológicos en la isla y en el noreste del Caribe. Uno de los más graves fue el terremoto de san Fermín de 1918, llamado así por ocurrir en el natalicio del santo católico Fermín de Uzès.

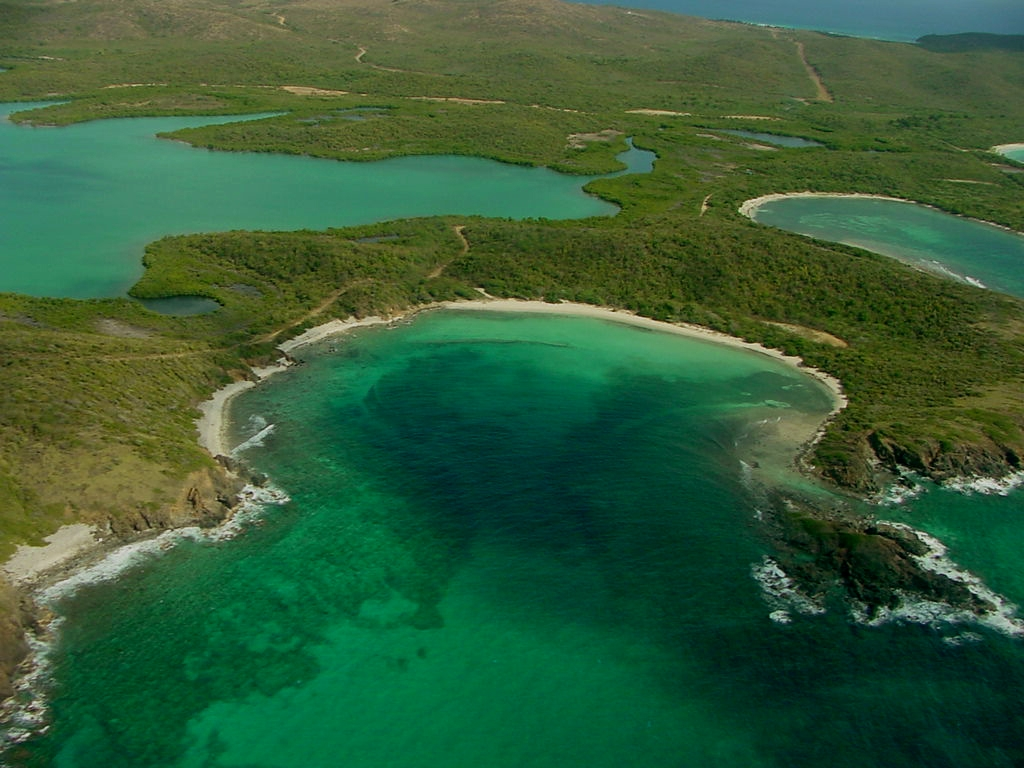
Refugio nacional de vida silvestre de Vieques

### Clima

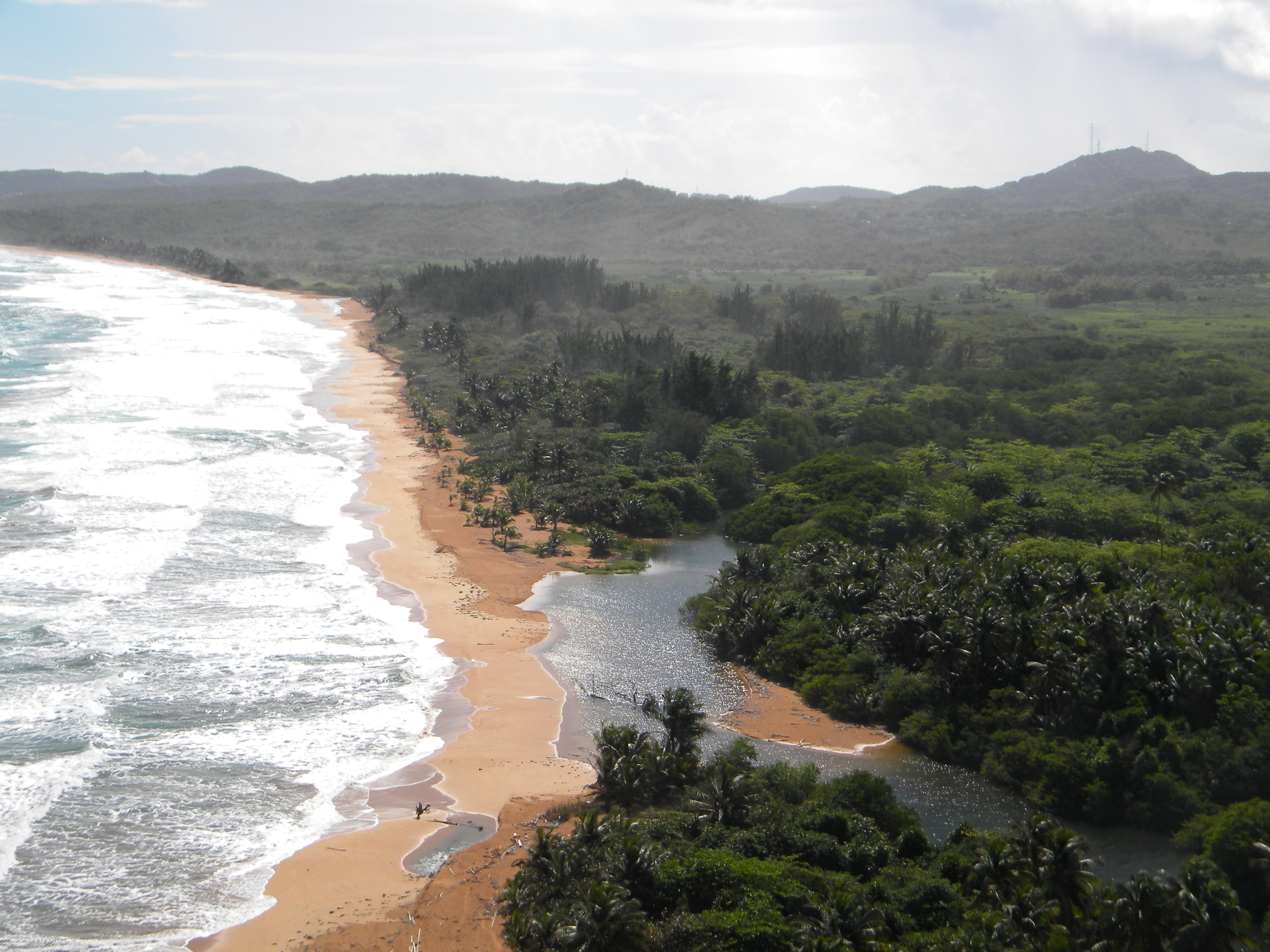
Playa San Miguel, Corredor ecológico del Noreste

Puerto Rico tiene un clima tropical con una temperatura promedio mínima de 19,4 grados Celsius (66,9 °F) y la máxima de 29,7 grados Celsius (85,5 °F). La precipitación promedio es de 1686,6 mm (66,4 plg) al año. El clima de Puerto Rico en la clasificación climática de Köppen es de selva tropical. Las temperaturas son de cálidas a calientes durante todo el año, con un promedio de cerca de 29 °C (o 85 °F). La temperatura en las elevaciones más baja son de 21 °C (70 °F). En las montañas la temperatura es más baja.
Entre la estación seca y la húmeda, hay un cambio de temperatura de alrededor de 6 tiene una temporada de lluvias que se extiende de abril a noviembre. Las montañas de la Cordillera Central son la principal causa de las variaciones de temperatura y de las precipitaciones que se producen en distancias muy cortas. Las montañas también pueden causar una amplia variación en la velocidad y dirección de los vientos locales debido a sus efectos de refugio y canalización que se suman al cambio climático. La isla es especialmente susceptible de sufrir la presencia de huracanes y ciclones.

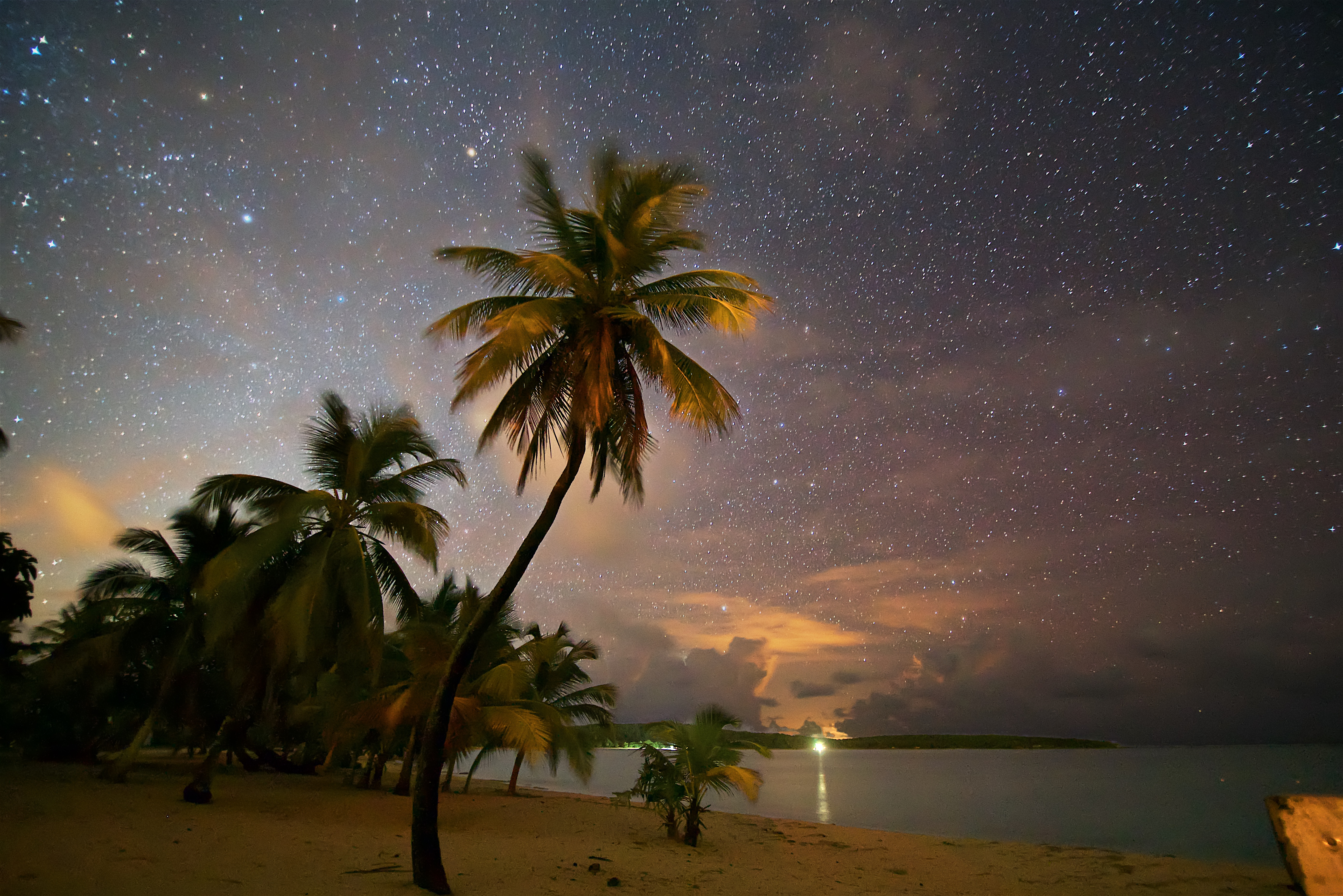
Puerto Real, Vieques, Puerto Rico

La isla tiene una temperatura media de 28 °C (82,4 °F) durante todo el año, con una temperatura mínima media de 19 °C (66,9 °F) y máxima de 30 °C (85,4 °F). Los cambios de temperatura diarios estacionales son bastante pequeños en las tierras bajas y en las zonas costeras. Las temperaturas en el sur suelen ser unos pocos grados más altas que la el norte y las temperaturas en las montañas centrales del interior son siempre más frescas que las del resto de la isla.
Entre la estación seca y la húmeda, hay un cambio de temperatura de alrededor de 3,3 °C (o 6 °F ). Este cambio se debe principalmente a las aguas cálidas del océano Atlántico tropical, que modifican significativamente el aire más frío que entra desde el norte y el noroeste. Las temperaturas de las aguas costeras alrededor de los años son de alrededor de 24 °C (75 °F) en febrero a 29 °C (85 °F) en agosto. La temperatura más alta jamás registrada fue de 37 °C (99 °F) en Arecibo, mientras que la temperatura más baja jamás registrada fue de 4 °C (40 °F) en las montañas de Adjuntas, Aibonito y Corozal. La precipitación anual promedio es de 66 pulgadas (1676 mm).
| Parámetros climáticos promedio de Puerto Rico | Parámetros climáticos promedio de Puerto Rico | Parámetros climáticos promedio de Puerto Rico | Parámetros climáticos promedio de Puerto Rico | Parámetros climáticos promedio de Puerto Rico | Parámetros climáticos promedio de Puerto Rico | Parámetros climáticos promedio de Puerto Rico | Parámetros climáticos promedio de Puerto Rico | Parámetros climáticos promedio de Puerto Rico | Parámetros climáticos promedio de Puerto Rico | Parámetros climáticos promedio de Puerto Rico | Parámetros climáticos promedio de Puerto Rico | Parámetros climáticos promedio de Puerto Rico | Parámetros climáticos promedio de Puerto Rico |
| Mes                                           | Ene.                                          | Feb.                                          | Mar.                                          | Abr.                                          | May.                                          | Jun.                                          | Jul.                                          | Ago.                                          | Sep.                                          | Oct.                                          | Nov.                                          | Dic.                                          | Anual                                         |
| --------------------------------------------- | --------------------------------------------- | --------------------------------------------- | --------------------------------------------- | --------------------------------------------- | --------------------------------------------- | --------------------------------------------- | --------------------------------------------- | --------------------------------------------- | --------------------------------------------- | --------------------------------------------- | --------------------------------------------- | --------------------------------------------- | --------------------------------------------- |
| Temp. máx. media (°C)                         | 25.1                                          | 28.4                                          | 28.8                                          | 29.4                                          | 29.9                                          | 30.6                                          | 30.7                                          | 31.0                                          | 30.6                                          | 30.6                                          | 29.6                                          | 28.4                                          | 29.7                                          |
| Temp. mín. media (°C)                         | 17.5                                          | 17.0                                          | 17.8                                          | 18.5                                          | 19.9                                          | 20.8                                          | 20.9                                          | 21.9                                          | 21.8                                          | 20.4                                          | 19.5                                          | 18.3                                          | 19.4                                          |
| Precipitación total (mm)                      | 76                                            | 68                                            | 23                                            | 120                                           | 196                                           | 130                                           | 137                                           | 181                                           | 201                                           | 219                                           | 172                                           | 108                                           | 1687                                          |
| Fuente:                                       |                                               |                                               |                                               |                                               |                                               |                                               |                                               |                                               |                                               |                                               |                                               |                                               |                                               |

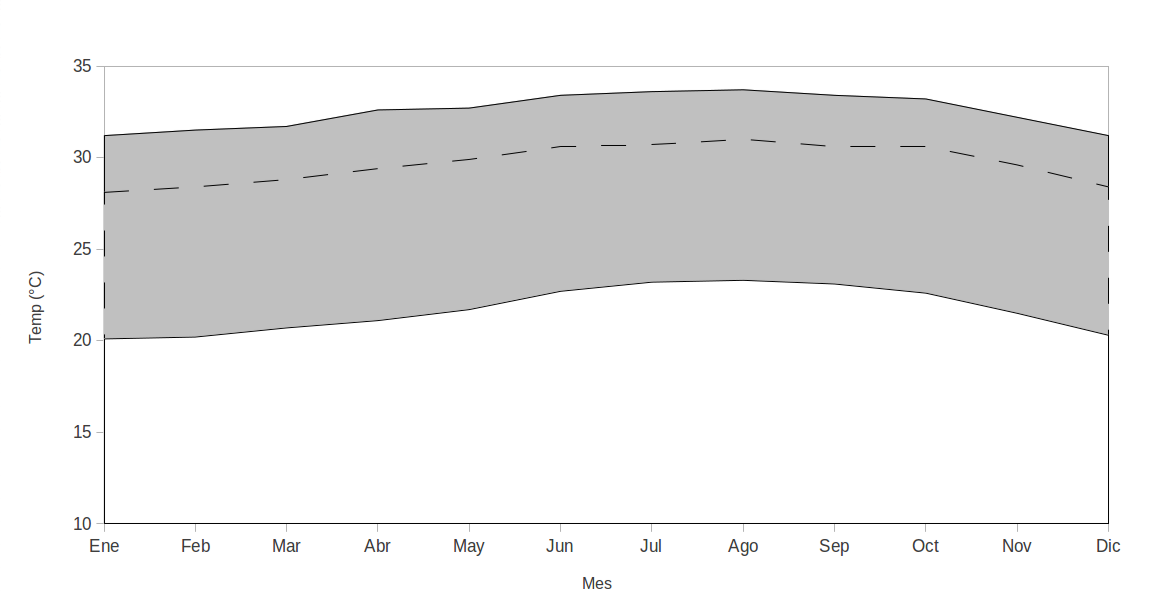
Rango y promedio (línea cortada) de temperaturas máximas
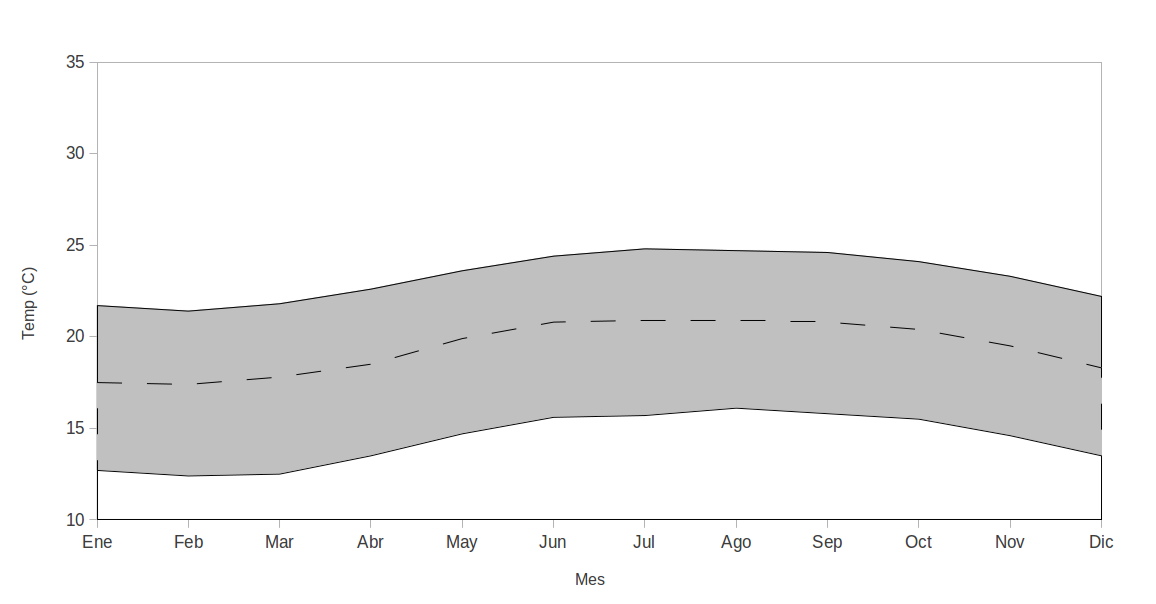
Rango y promedio (línea cortada) de temperaturas mínimas
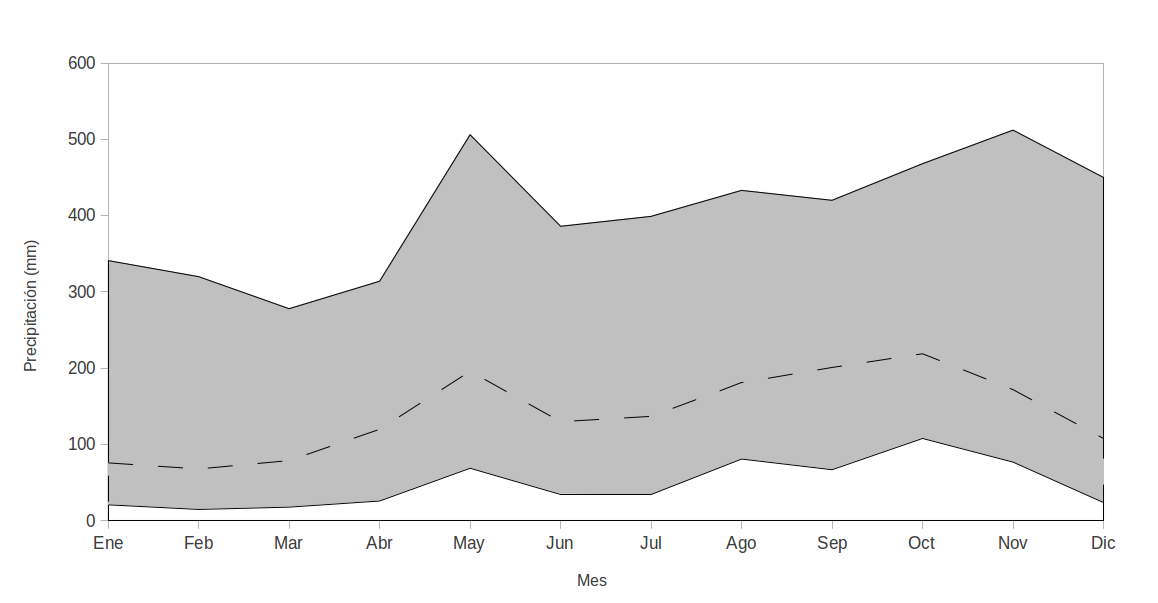
Rango y promedio (línea cortada) de precipitación

### Cambio climático
El cambio climático en Puerto Rico abarca los efectos del cambio climático, atribuido al aumento del dióxido de carbono atmosférico provocado por el hombre, en el territorio estadounidense de Puerto Rico.

### Husohorario
Puerto Rico utiliza la hora estándar del Atlántico todo el año; esto es, UTC-04:00. El horario de verano no se usa en el archipiélago porque no hay mucha diferencia entre las puestas y salidas del sol a lo largo del año. La puesta de sol varía entre las 17:40 en invierno y las 19:10 en verano, mientras que la salida del sol varía entre las 07:00 en invierno y las 05:30 en verano.

## Economía

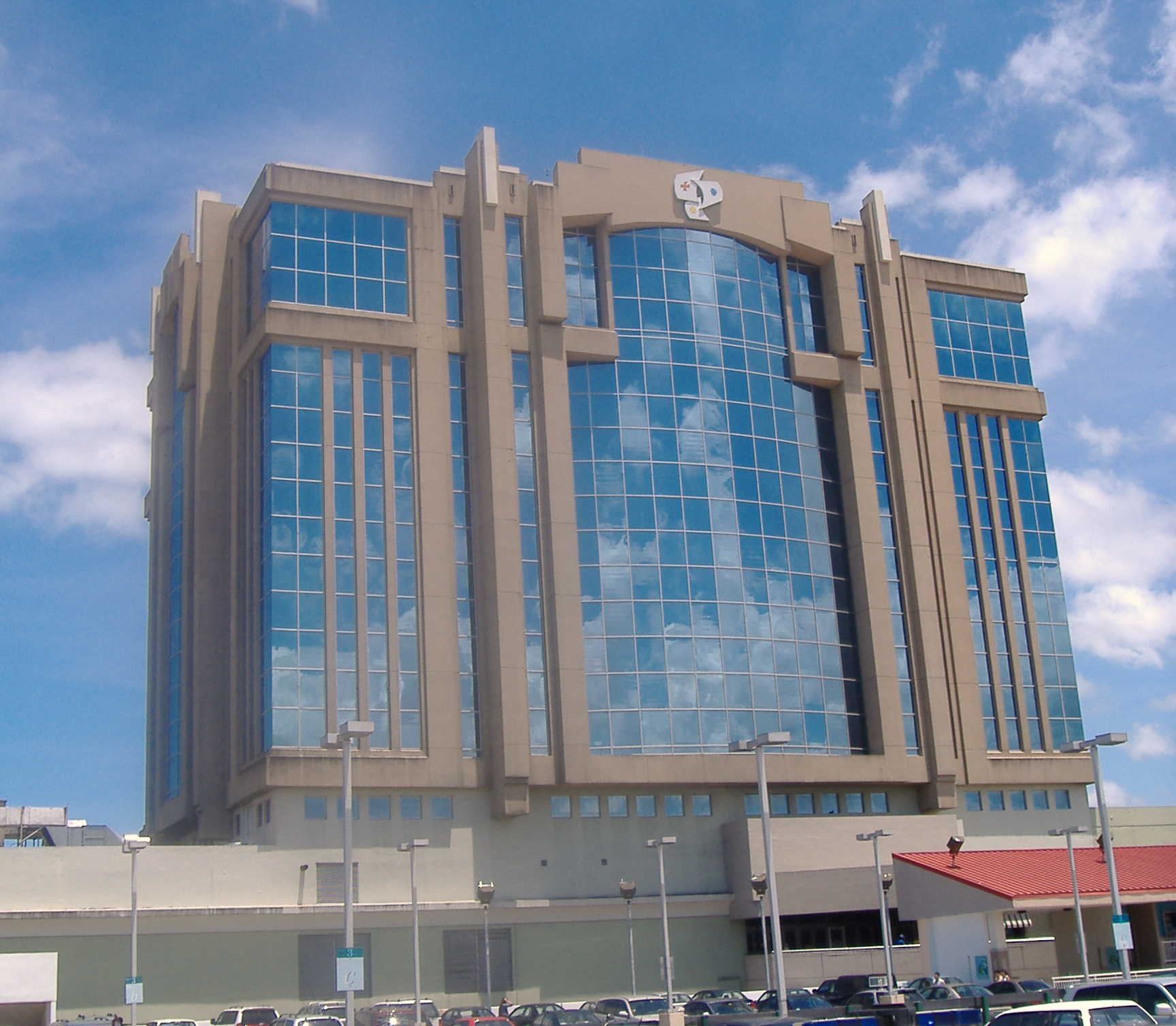
Centro Comercial Plaza Las Américas en Puerto Rico

La economía de Puerto Rico es la más competitiva y, en términos nominales, la más grande de la región Centroamericana y del Caribe y una de las más grandes de Latinoamérica pese a su tamaño poblacional. Según el Banco Mundial es una economía de muy alto ingreso no perteneciente a la OCDE, lo cual la convierte en la única nación de América Latina en alcanzar un elevado nivel de industrialización y bienestar económico teniendo el ingreso percápita más alto de dicha región y el salario mínimo más alto (9.50$ la hora) próximamente en 2024 subirá a 10.75$ la hora. De ser comparado con los estados de los Estados Unidos, el ingreso medio por familia en Puerto Rico ascendió a 30 450 dólares anuales mientras que en el estado de Missisiipi (el más pobre de la unión) sobrepasaba los 45 000 dólares. Puerto Rico tenía una deuda pública de 72 204 000 000 $ (equivalente al 70 % del PIB), con un déficit gubernamental de 2 500 000 000 $. Pero con las medidas de austeridad que se han venido tomando y a la reestructuración de la deuda lograron reducirla a la mitad, la junta de supervisión fiscal ha dicho que se espera un superávit para el 2023 de 13 mil millones de dólares y la vuelta a los mercados de capital.

### Historia económica
A mediados del siglo XX la economía puertorriqueña se orientaba hacia la producción agrícola, especialmente al cultivo de la caña de azúcar, café, Tabaco. Sin embargo, había una gran inversión en la infraestructura pública. Los programas de incentivos federales han logrado transformar la actividad económica en los dos últimos cuartos de siglo. Desde los años 1960, se han establecido en el archipiélago numerosas empresas multinacionales de diferentes industrias como la farmacéutica, electrónica, textil, petroquímica, y más recientemente biotecnológica, industria aeroespacial, Dispositivos médicos etc.Hoy en día, la manufactura y el sector de servicios (incluyendo el turismo) han reemplazado a la agricultura como principal productor de ingresos, cuya cuota de participación en la economía es inferior al 2 %. Igualmente, el ganado y la producción de artículos lácteos reemplazaron a la industria azucarera como sector principal de la agricultura. La economía se desaceleró entre 2001 y 2003 por la recesión que experimentaba la economía estadounidense por el estallido de la burbuja tecnológica en el año 2000. En 2004 se produjo una efímera recuperación ya que, nuevamente, Puerto Rico entraría en un periodo de recesión durante 2006 y este se ha extendido hasta 2012, el año en que se proyecta la depresión económica.

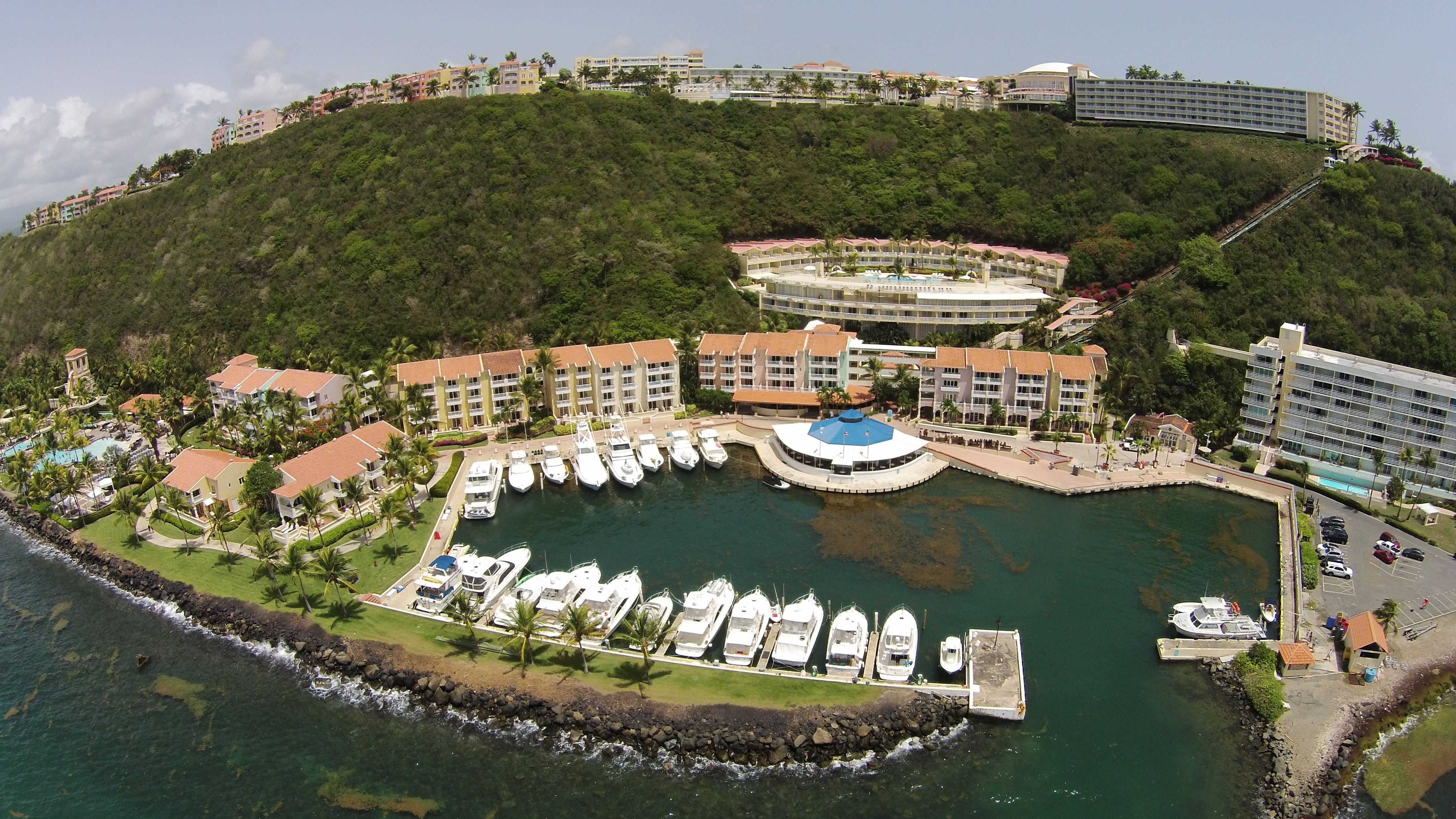
El Conquistador Resort

Las previsiones económicas apuntan a una leve mejoría en el comportamiento de la economía puertorriqueña en el año fiscal 2012 debido, fundamentalmente, a un mejor comportamiento de la economía global y a un plan de rescate aprobado por el presidente Obama. Dicho plan incluyó una inyección económica de más de cinco mil millones de dólares para Puerto Rico. Igualmente, para los años 2021, 2022 y 2023 ha habido crecimiento económico gracias a los fondos de reconstrucción luego de los huracanes Irma y María que se estiman en más de 50 000 000 000 (cincuenta mil millones)[cita requerida] y al plan de rescate del presidente Biden para mover la economía estadounidense luego de la pandemia[cita requerida] (Puerto Rico se ha beneficiado igualmente de esos fondos).[cita requerida]
Los líderes de la isla intentaron desarrollar Puerto Rico por medio de la industria ligera, alta en mano de obra pero baja en capital. Este intento falló con la recuperación de los mercados europeos después de la Segunda Guerra Mundial. El gobierno de la década de los 50 intentó rescatar la economía por medio de la inversión en la industria petroquímica. Con la subida de los precios del petróleo realizada por la Organización de Países Productores de Petróleo en los años 70, la industria petroquímica del País se vio sumida en una segunda crisis luego de dos décadas de bonanza económica lo que provocó que se revisara el modelo económico desarrollado hasta entonces. Los gobernantes lanzaron una tercera alternativa que era la exención de contribuciones de las corporaciones privadas por medio de la sección 936 del Código de Rentas Internas que atrajo muchas compañías manufactureras como la Farmacéutica, Electrónica, Dispositivos médicos entre otras. En 2005 venció el plazo dado a las empresas que se habían acogido al Código de Rentas Internas de los Estados Unidos, sección 936. Hasta el presente no se cuenta con un programa de desarrollo económico coherente que resuelva el hueco que dejó el cierre de la 936. Sin embargo, algunos grupos políticos han planteado que la crisis existente en Puerto Rico solo se puede resolver por medio de un desarrollo integral de la economía que envuelva la autosuficiencia agrícola junto con el desarrollo de industrias de alta tecnología pero que contribuyan a la economía del país por medio de las contribuciones.
El gobierno de Aníbal Acevedo Vilá introdujo cambios en los sistemas de impuestos para normalizar la carga y distribuirla más equitativamente a todos los sectores de la economía del país. Ejemplo de eso es la reciente creación de un Impuesto sobre las Ventas y Uso (IVU) o «sales tax» que fluctuó durante los primeros meses después de ser establecido entre el 5,5 % y el 7 % (un 5,5 % estatal y hasta un 1,5 % municipal) sobre las compras y los servicios, pero que finalmente en 2007 fue unificado a 7 % en todo el territorio. El IVU fue establecido con el fin de intentar aliviar los serios problemas fiscales que afectan a la Isla y evitar así una degradación en la escala de devaluación de los bonos de Puerto Rico, lo que de haber acontecido hubiera encarecido la financiación de los proyectos públicos. Este impuesto se equilibró con la eliminación del arbitrio del 6,6 % que se cobraba en el punto de importación. Esto fue porque dicho sistema de arbitrios no era del todo fiable y era de conocimiento público que no percibía las cantidades que deberían haber entrado al erario, en su mayor parte por falta de personal para llevar a cabo inspecciones de carga y el tiempo que se requería para estas inspecciones.
Otra razón por la cual se estableció el nuevo impuesto a la venta es para reducir de manera drástica la tan mencionada "economía subterránea", cuyo monto llegó a ser estimado por el Banco de Gubernamental de Fomento igual al de la economía legal. Al requerirse el registro de todo comerciante para legalizar el cobro del IVU, se intenta reducir la evasión contributiva. También se han instituido otros cambios, tales como el alza de los servicios de electricidad y agua para lograr reducir los subsidios que se les daba a las agencias cuasi-gubernamentales que los administran bajo monopolio legal. Nuevamente la lógica es que estos servicios deben ser financiados a base del consumo en vez de subsidiarlo con fondos públicos, lo cual afectaba aún más el desbalance de la carga contributiva hacia la clase asalariada.

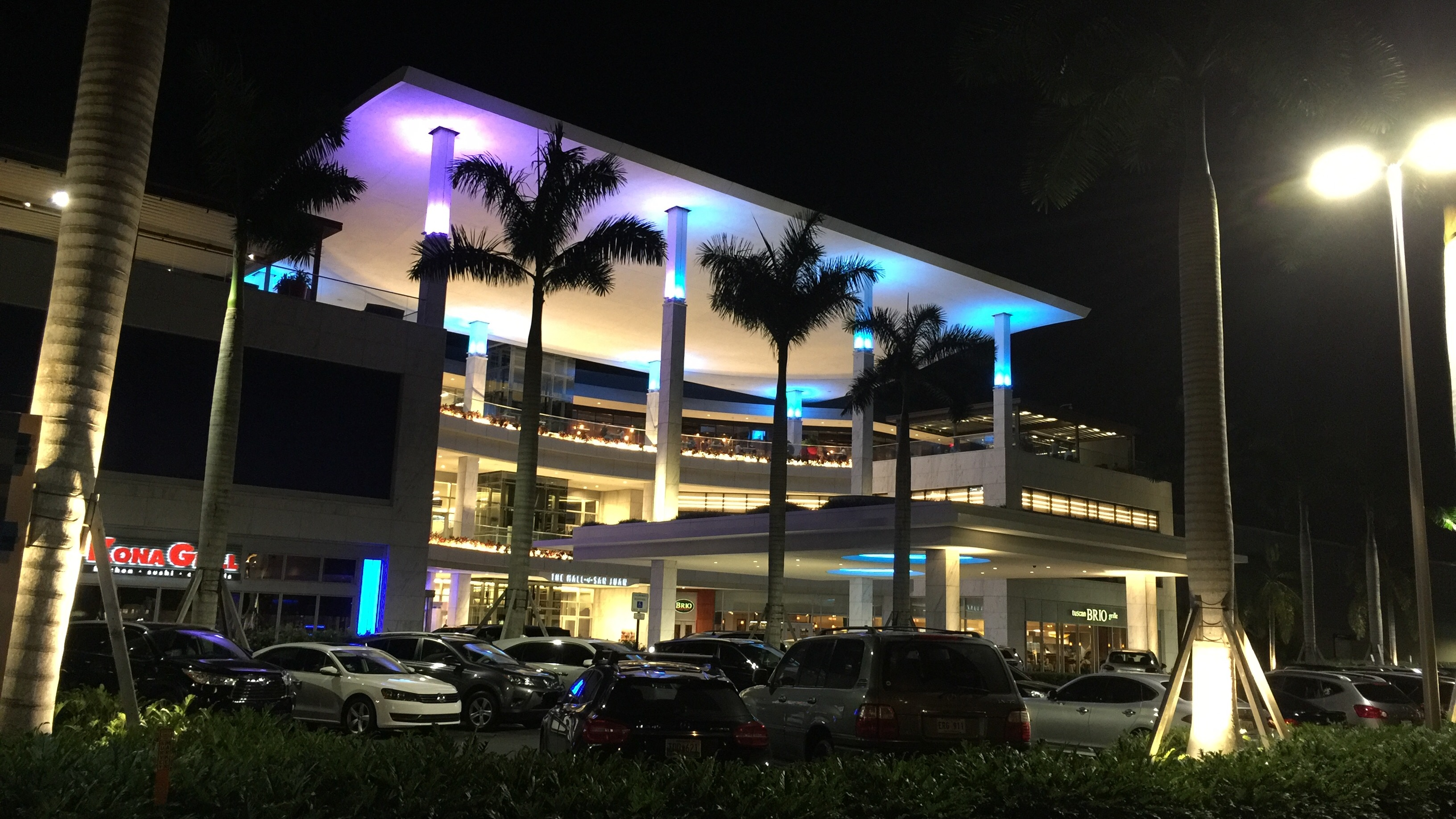
The Mall of San Juan

Desarrollo del PIB per cápita en Puerto Rico

### Indicadores

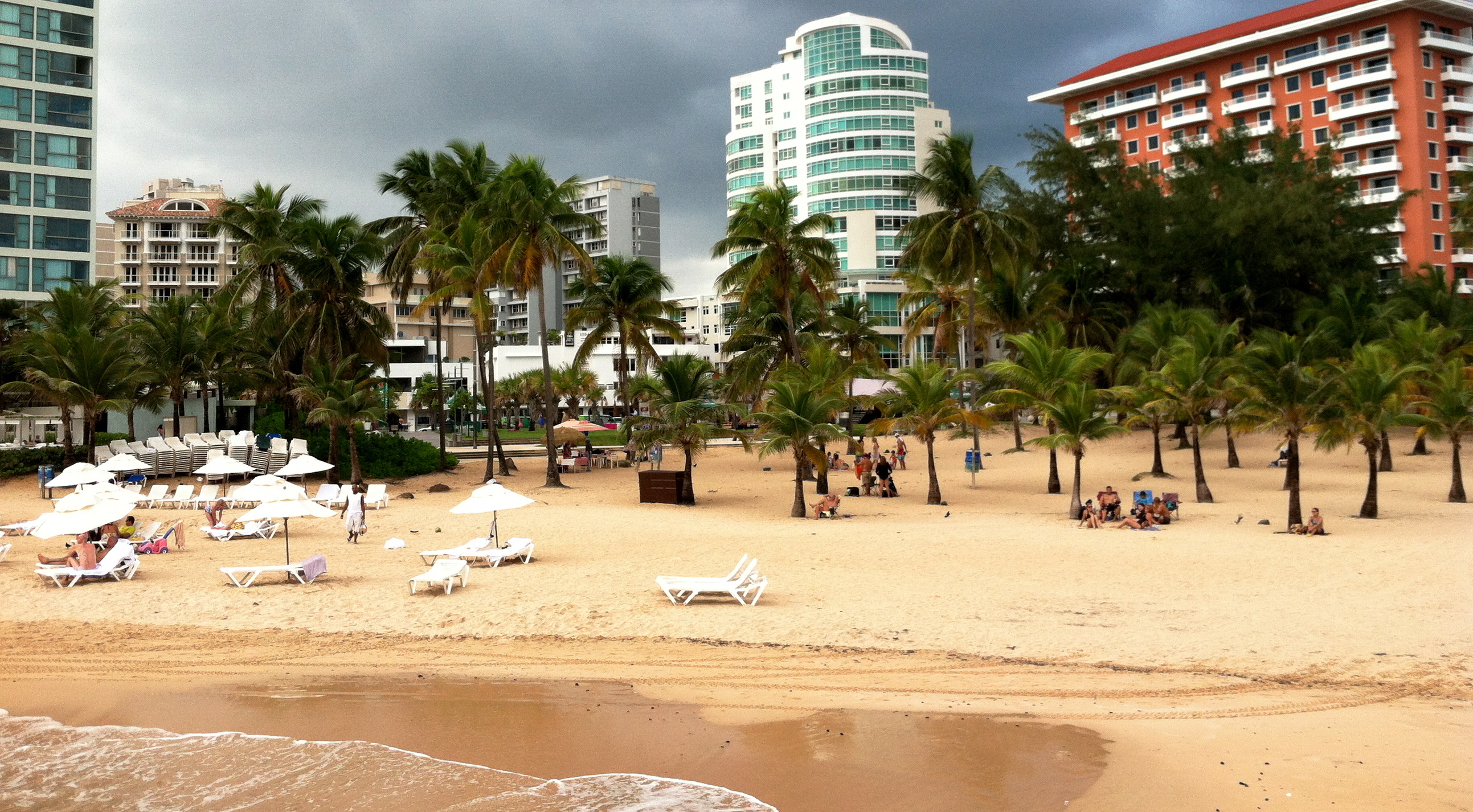
Hotel Condado Vanderbilt

- El PIB per cápita es de 24 229 dólares (2010).
- El PIB total es de 96 260 500 000 US$ (2008 est).
- La composición del PIB proviene de:
  - 0,4 %: agricultura (2006)
  - 44,4 %: industria (2006)
  - 55,2 %: servicios (2006)
- Tasa de inflación: 3,3 % (2011)
- Comercio: 
  - Exportaciones: 61 657 200 000 US$ (2010)
  - Importaciones: 40 810 100 000 US$ (2010)
  - Balanza comercial: +20 847 635 000 US$ (2010)
- Fuerza Laboral: 1 275 000 (2011). Se distribuye en: 
  - agricultura: 1,8 %
  - industria: 17,9 %
  - servicios: 80,3 %
- Desempleo: 6.9 % (2022)

## Demografía

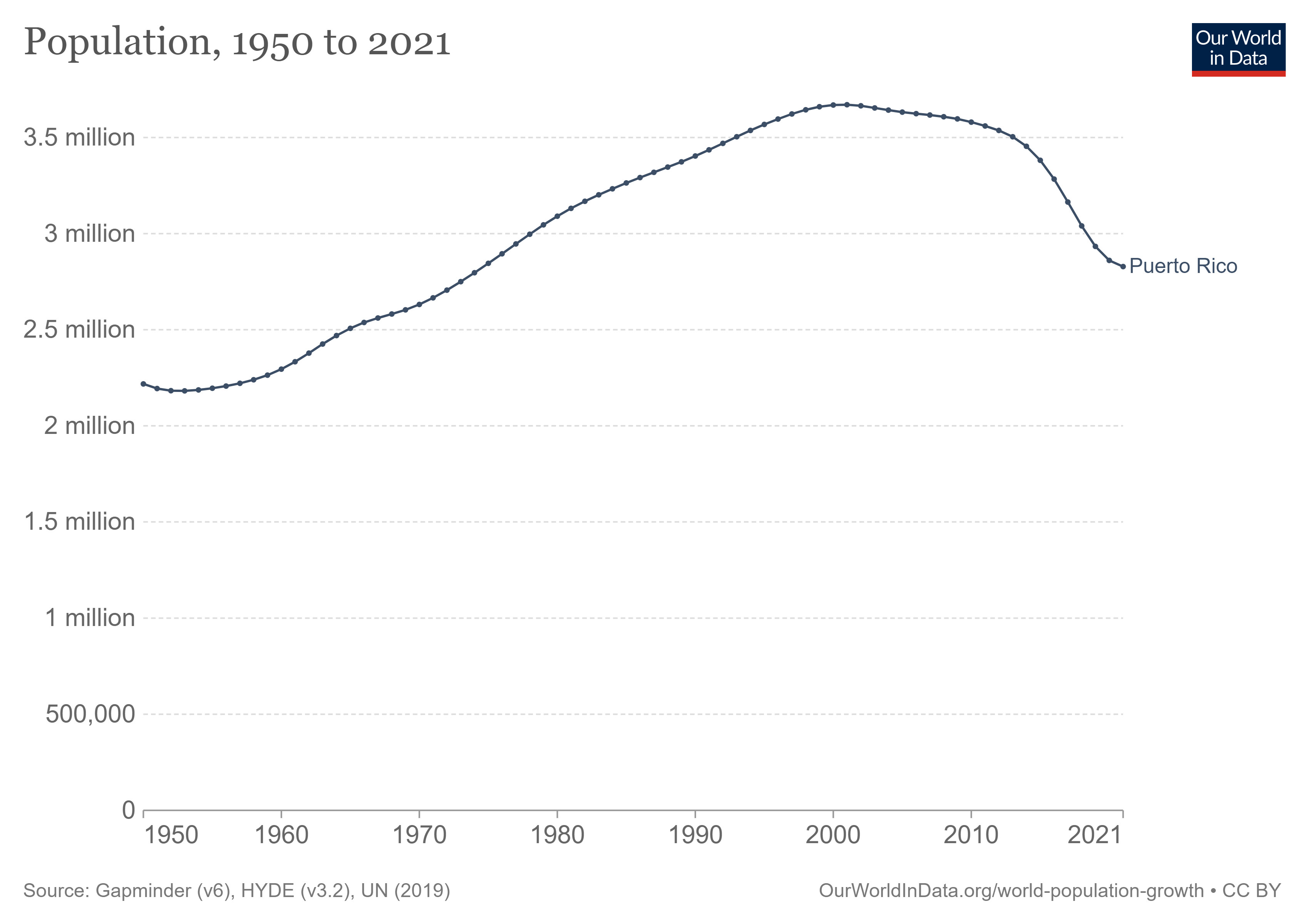
Evolución demográfica de Puerto Rico entre 1950 y 2021. Población en miliones de habitantes.

### Población
Según el censo de Estados Unidos del año 2020, la población total de Puerto Rico era de 3 285 374 habitantes. A su vez, la población de origen puertorriqueño en los cincuenta estados y el distrito de Columbia de EE. UU. era de 4 623 716 personas. El 93,8 % de la población de Puerto Rico es urbana y tan solo el 6,2 % es rural. La densidad demográfica supera los 407,15 hab/km2, lo que convierte a la isla en la más densamente poblada de las Antillas Mayores; de igual forma, posee una de las mayores aglomeraciones humanas del mundo. Las zonas más densamente pobladas son las costas y el área metropolitana de San Juan, donde la densidad alcanza los 1983,45 hab./km2.
La esperanza de vida es de 82,67 años para las mujeres y 74,6 para los hombres, con un promedio de 80,00 años. El 27 % de la población en Puerto Rico es extranjera; la más abundante es la dominicana con cientos de miles de inmigrantes dominicanos que han llegado a Puerto Rico ilegalmente y legalmente, igualmente hay muchos estadounidenses, seguido por haitianos, cubanos, venezolanos, colombianos, mexicanos, panameños, hondureños, españoles, italianos y chinos.

### Orígenes étnicos
Cifras según el censo de 2020:

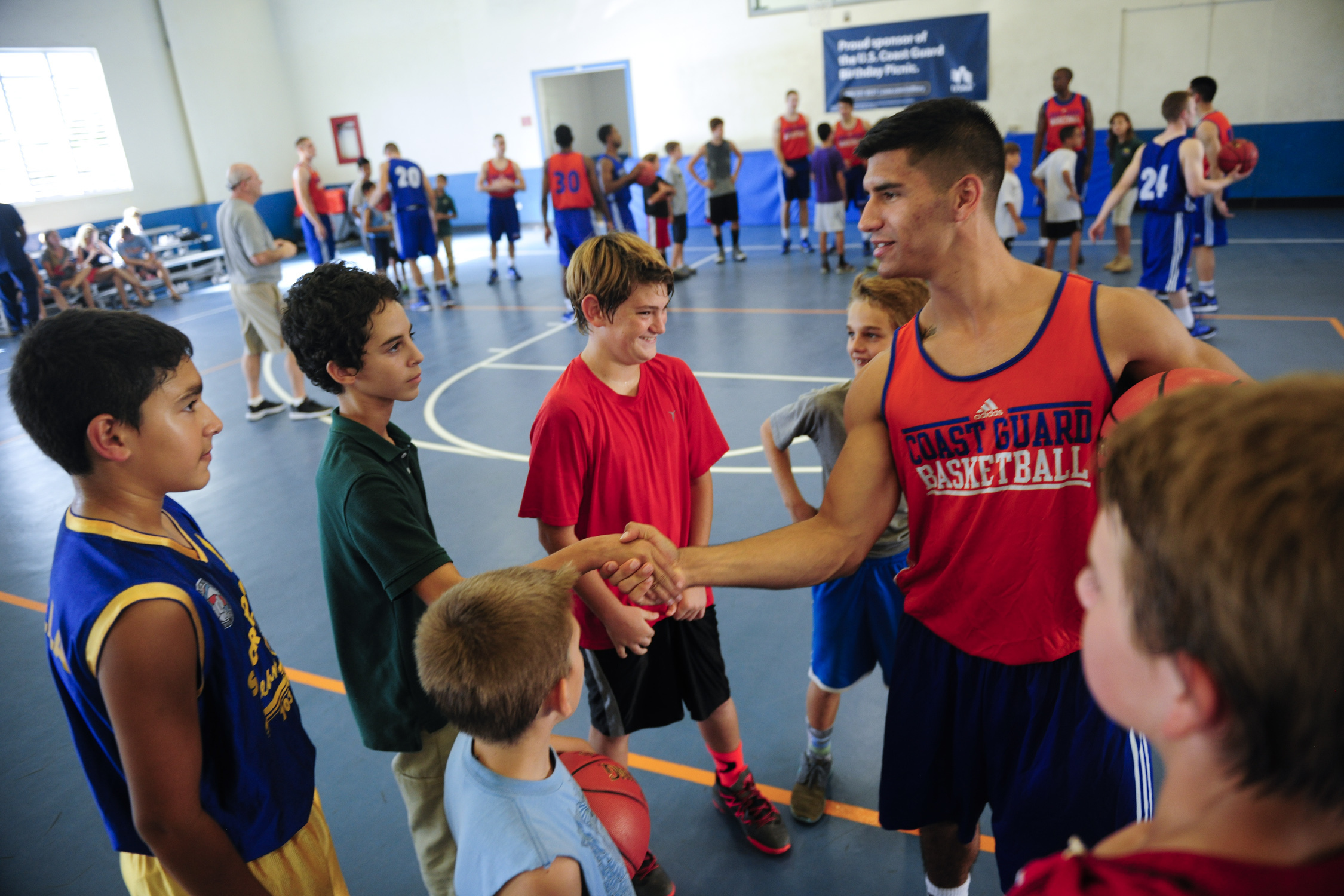
Niños de Puerto Rico durante un partido de Baloncesto con la Guardia Costera

- La población que se identifica como solamente blanca suma el 17.1 % del total.
- La población que se identifica solamente como negra o afroamericana suma el 7.0 % del total.
- La población que se identifica con dos o más razas de las incluidas en el censo suma el 49.8 % del total.
- La población que se identifica como otra categoría no incluida en el censo en conjunto con otra constituye la mayoría de la población, 74.0 % del total.
- La población de otros grupos suma el 0.6 % del total.

Cabe señalar que los resultados de los censos llevados a cabo en Puerto Rico han variado ampliamente a lo largo del tiempo y que siguen siendo objeto de continuos debates académicos. El consenso predominante es que tal inconsistencia se debe a la prevalencia de categorías raciales folclóricas que, frecuentemente, contradicen las propuestas por los aparatos estatales españoles y estadounidenses.

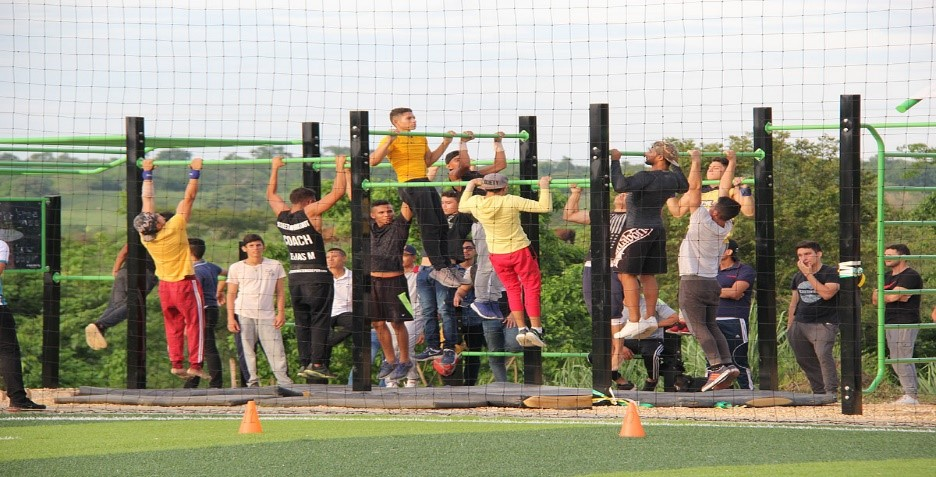
Jóvenes puertorriqueños ejercitándose en un parque local

Los puertorriqueños tienen, en su mayoría, ADN mixto con tres orígenes: europeo, africano y taíno. Un estudio con ADN mitocondrial determinó que la población de Puerto Rico posee un alto componente genético taíno (aborigen puertorriqueño) y guanche (aborigen canario, especialmente de los guanches de la isla de Tenerife).
Si bien todos los grupos raciales están distribuidos uniformemente a través de Puerto Rico, el municipio de Loíza es conocido por su herencia africana particularmente alta, así como por tener la mayor cantidad de residentes negros. Fuera del área este, también hay comunidades negras históricamente importantes en los municipios de Ponce, Mayagüez y Vieques. La baja cantidad de personas que se identifican como negras en el censo no debe interpretarse como que hay pocos afropuertorriqueños. La población negra de Puerto Rico también incluye a quienes tienen raíces en Cuba, Haití, República Dominicana, las Islas Vírgenes y otros lugares del Caribe. De estos, los dominicanos históricamente han formado las comunidades más grandes. Sin embargo, las tendencias recientes apuntan a que los haitianos han superado a los dominicanos como el grupo nacional más común entre quienes migran a Puerto Rico.

En cuanto a la herencia indígena, se reconoce y reclama con mayor frecuencia en el centro y oeste de Puerto Rico. Se ha demostrado científicamente que los residentes del municipio de Maricao, particularmente los del barrio Indieras, tienen las cantidades más altas de herencia genética taína.

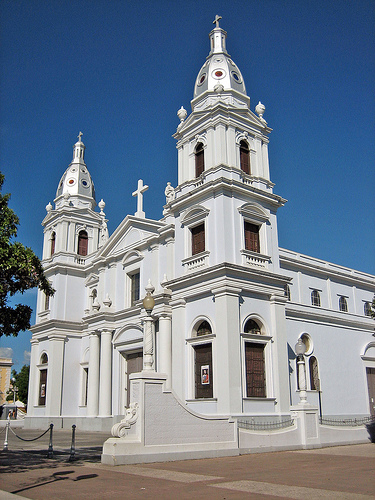
Catedral Nuestra Señora de Guadalupe, en Ponce, establecida en 1839

Otra comunidad de considerable historia en Puerto Rico es la china. Esta comunidad apenas ha sido investigada hasta recientemente, pero ha tenido presencia e influencia en el país desde, al menos, el siglo XIX.

### Religión
Traída por los colonos españoles, la Iglesia católica gradualmente se convirtió en la religión dominante de Puerto Rico. Las primeras diócesis de América, incluyendo la de Puerto Rico, fueron autorizadas por el papa Julio II en 1511. En 1512, se establecieron sacerdotes para las iglesias parroquiales. Para 1759, había un sacerdote por cada iglesia.
El papa Juan Pablo II visitó Puerto Rico en octubre de 1984. Todos los municipios de Puerto Rico tienen al menos una iglesia católica, la mayoría de las cuales se encuentran en el centro del pueblo o plaza.

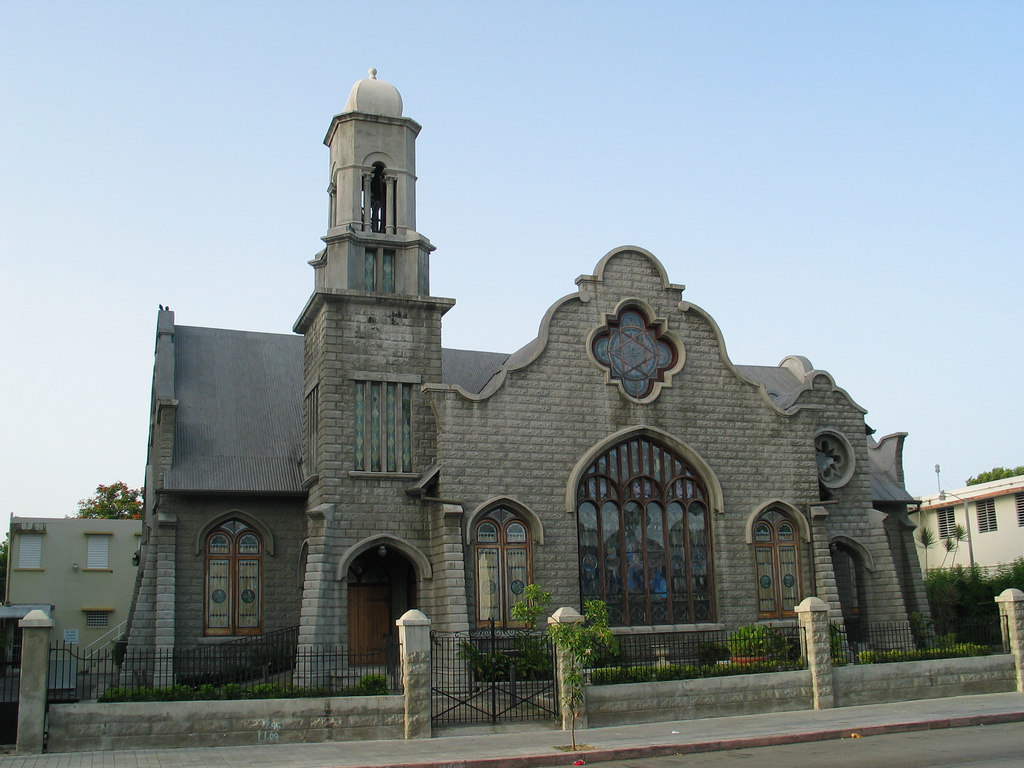
Iglesia metodista en Ponce

Los grupos protestantes, prohibidos durante casi todo el periodo de gobierno español, aparecieron con más fuerza bajo el dominio de Estados Unidos, haciendo que el Puerto Rico contemporáneo sea más interconfesional que en siglos anteriores, aunque el catolicismo sigue siendo la denominación cristiana dominante. La primera iglesia protestante, la iglesia de la Santísima Trinidad, fue establecida en Ponce por la diócesis Anglicana de Antigua en 1872. Fue la primera iglesia no católica de todo el Imperio español en América.
Un artículo de la Associated Press en marzo de 2014 afirmaba que «más del 70 % de los cuales se identifican como católicos». El World Factbook de la CIA informa que el 85 % de la población de Puerto Rico se identifica como católica, mientras que el 15 % se identifica como protestante y otros. Una encuesta de 2013 de Pew Research encontró que alrededor del 45 % de los adultos puertorriqueños se identifican como católicos, el 29 % como de alguna iglesia protestante y el 20 % como no afiliados a ninguna religión. Las personas encuestadas por Pew consistían en puertorriqueños que vivían en los 50 estados y en DC y puede que no sean indicativos de los que viven en el Estado libre asociado.
Algunos defensores han redescubierto/reinventado las prácticas religiosas de los taínos hasta cierto punto. De manera similar, algunos adherentes han mantenido algunos aspectos de las tradiciones religiosas africanas (religiones africanas tradicionales).
Los esclavos africanos trajeron y mantuvieron varias prácticas religiosas étnicas africanas asociadas con diferentes pueblos; en particular, las creencias yoruba de la Santería o Ifá y el Palo Mayombe, de origen kongo. Algunos aspectos fueron absorbidos por el cristianismo sincrético, pero la Iglesia católica no admite tales prácticas.

### Idioma
En septiembre de 2015, el Senado aprobó el Proyecto de Ley del Senado 1177, que buscaba declarar al español como el primer idioma oficial y al inglés como el segundo idioma oficial del Gobierno, continuar la utilización de ambos en los poderes ejecutivo, legislativo y judicial, y derogar la Ley 1-1993, que actualmente establece la oficialidad de ambos idiomas al mismo nivel y el actual uso de ellos. Sin embargo, el Proyecto de Ley del Senado 1177 no fue aprobado por la Cámara de Representantes de Puerto Rico ni firmado por el gobernador de Puerto Rico, los cuales son requisitos constitucionales aún vigentes en Puerto Rico para aprobar toda ley de origen local o estatal para el territorio. Por ende, la Ley 1-1993 de los idiomas siguía vigente. Finalmente, en 2020 se aprobó en el Senado la ley que declaraba al idioma español como primer idioma.

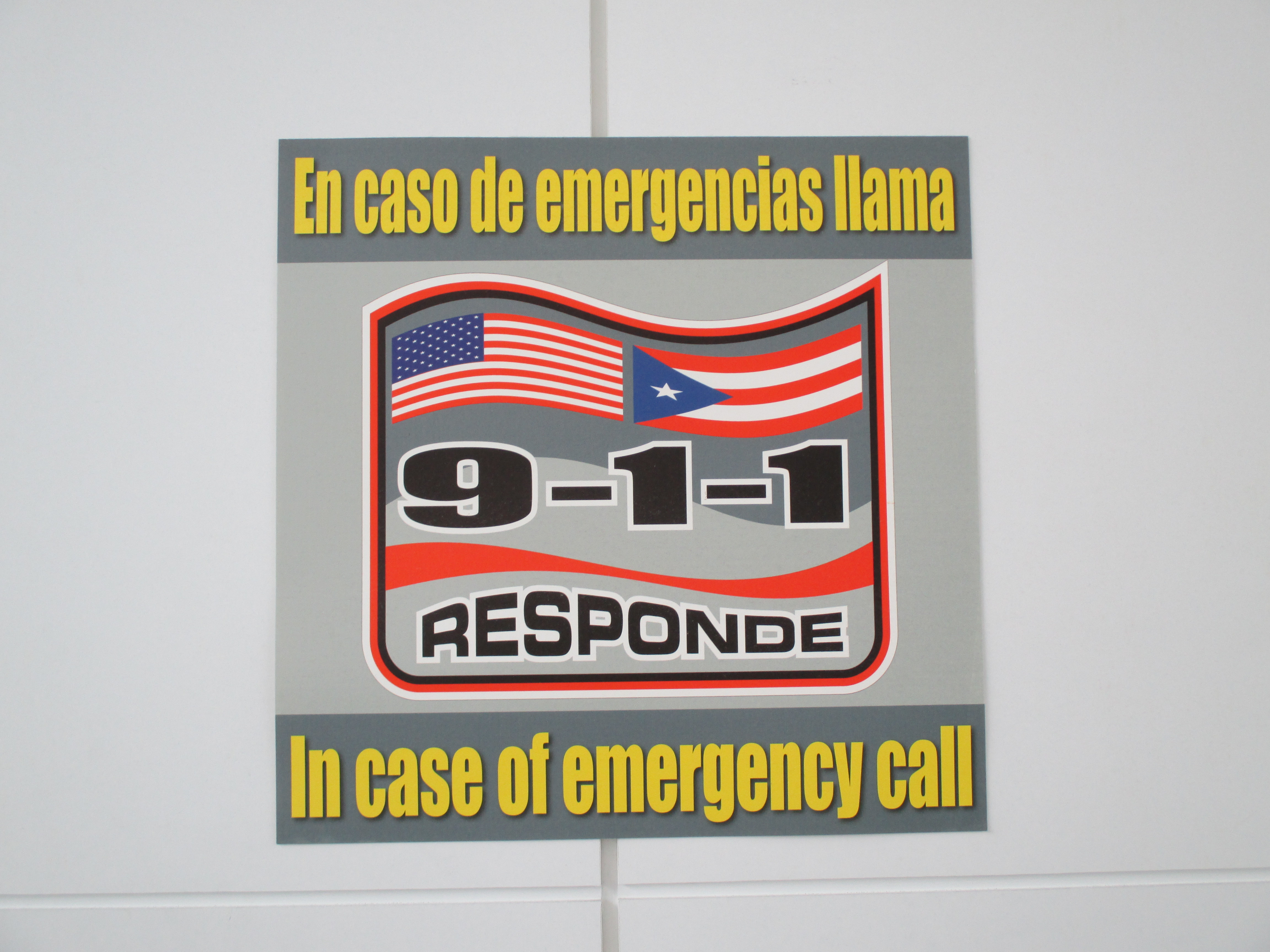
Aviso bilingüe en el Aeropuerto Internacional Luis Muñoz Marín

#### Español
Las peculiaridades del idioma español de Puerto Rico se deben a fuertes influencias de otros idiomas: a la posible influencia de la lengua nativa de los taínos se sumó posteriormente la aportada por fuertes corrientes de inmigración canaria y corsa, y al aporte de las lenguas africanas. Más tarde, el idioma inglés ha hecho sentir su fuerte influencia a partir de la ocupación estadounidense desde principios del siglo XX, causada por la influencia de la administración, del comercio casi exclusivo con Estados Unidos, leyes de Estados Unidos, cadenas comerciales estadounidenses y de la presencia de fuerzas militares estadounidenses en la isla y de la gran cantidad de puertorriqueños que residen en suelo estadounidense.

#### Inglés
Se ha estimado que solo entre el 10 y el 20 % de los residentes de la isla domina el inglés «muy bien»:
- el censo de 2000 registró que 19,1 % de los residentes hablaban el inglés «muy bien» y 71,9 % menos que «muy bien».
- un estudio de la Universidad de Puerto Rico en 2009 concluyó que 5 de cada 10 residentes no hablan el inglés «en un nivel avanzado».[81]
- el Perfil narrativo de población y vivienda, Puerto Rico 2005-2009 del censo acertó que el 80 % de los residentes habla español en casa, y el 65 % no habla el inglés «muy bien».[82]

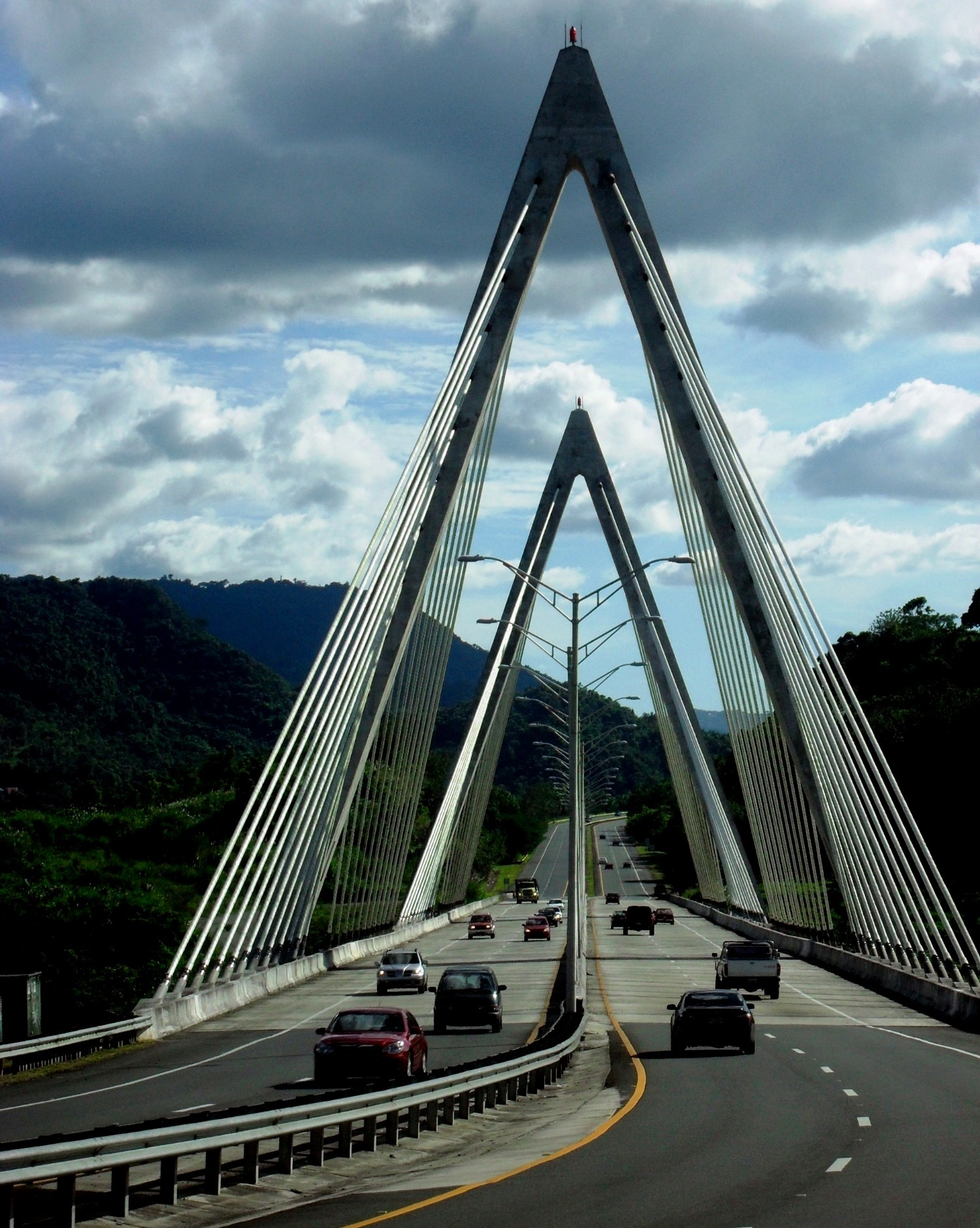
Puente Atirantado en Naranjito, Puerto Rico

## Infraestructura
Puerto Rico cuenta con una de las infraestructuras más modernas del Caribe y América Latina. Sus ciudades principales, San Juan, Bayamón, Caguas, Guaynabo, Carolina, Ponce, Cayey, Arecibo y Mayagüez cuentan con modernos edificios, y con grandes fábricas de distintas compañías. San Juan es la metrópoli del Caribe, con grandes y modernos edificios, San Juan ocupa el lugar 71 como ciudad de mayor calidad de vida en el mundo y la de mejor calidad de vida de Latinoamérica según la evaluadora Mercer; además es una de las ciudades más modernas de América Latina. Sin embargo, a pesar de tener una infraestructura moderna, el patrón de desarrollo sufre de falta de planificación, lo cual afecta al medio ambiente, debido a no proveer la protección de los recursos naturales de la Isla. Algunos estudios demuestran que si el patrón de desarrollo continúa, en menos de 70 años la isla será una isla-ciudad. 
La Isla también cuenta con un sistema ferroviario metropolitano muy moderno llamado Tren Urbano, el cual está concentrado en el área metropolitana de San Juan, recorre desde San Juan hasta el municipio de Bayamón y se encuentra en vías de expansión en los próximos años, con tres líneas adicionales, una de las cuales llegará hasta el Aeropuerto Internacional. El sistema de tren urbano cuenta con dependencias modernas. Sus estaciones están equipadas con los sistemas electrónicos más modernos.
Ciudad de Mayagüez cuenta con el estadio de béisbol más moderno y tecnológico del Caribe, con una capacidad de 13 000 espectadores. En el Municipio de Rincón existe la única planta de energía nuclear en todo el Caribe. En la ciudad de Río Grande se encuentra el bosque del Caribe el Yunque. También en la Municipalidad de San Juan se encuentra el Coliseo de Puerto Rico siendo el más moderno, tecnológico, avanzado y grande de todo el Caribe con una capacidad de 20 000 espectadores teniendo un aspecto parecido al American Airlines Arena de Miami.

### Transporte

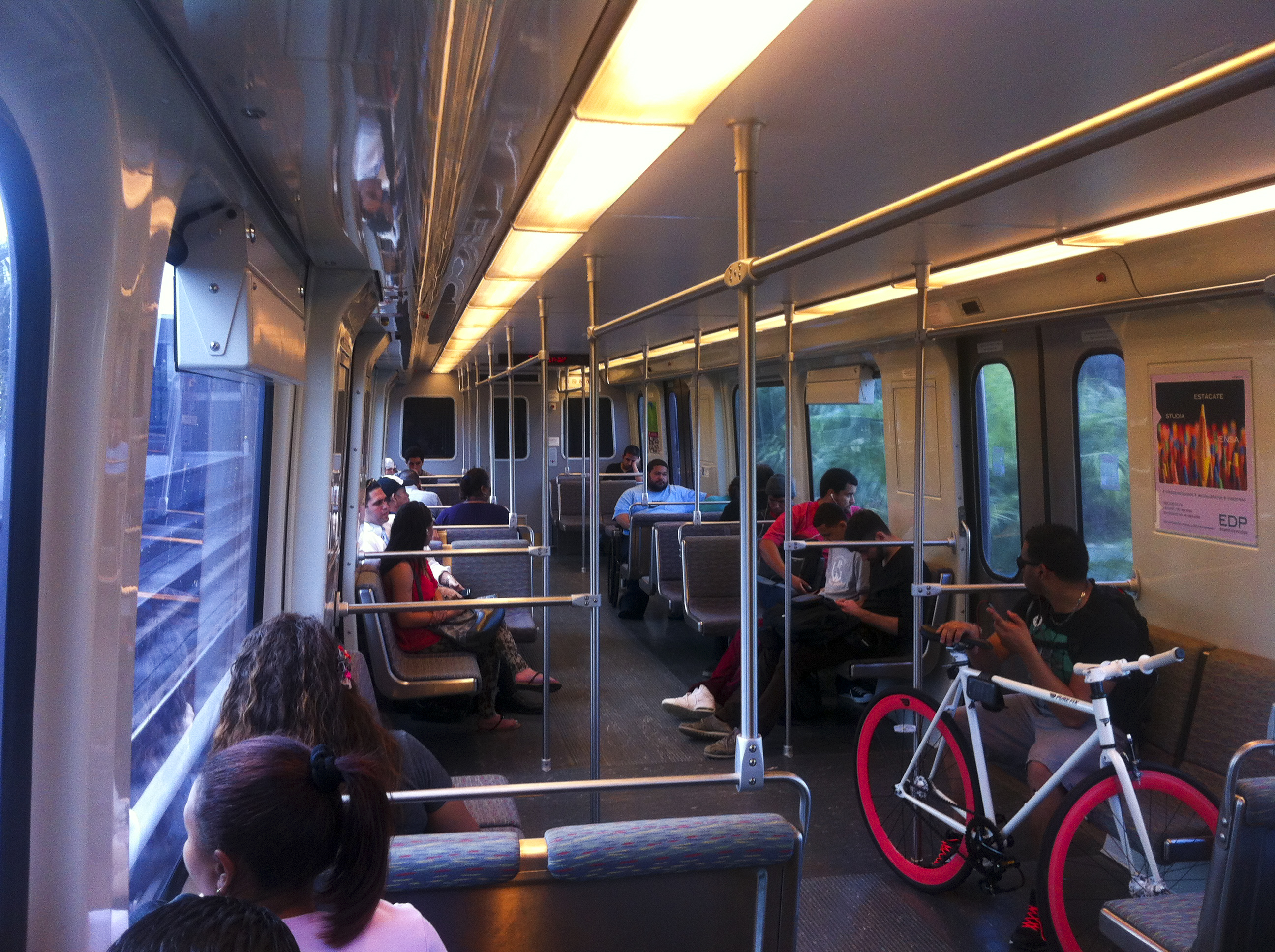
Tren Urbano de San Juan de Puerto Rico

Hay veintiún aeropuertos, tres con vuelos internacionales: San Juan, Ponce y Aguadilla. El aeropuerto de la Base Naval Roosevelt Roads en Ceiba fue cerrado cuando la Marina abandonó sus operaciones allí, pero la propiedad reabrió ofreciendo sus servicios como el punto de trasbordo de carga aérea más grande del Caribe. Esto también le concede una vida útil indefinida al Aeropuerto Internacional Luis Muñoz Marín, ya que sus operaciones de carga se espera sean trasladadas a Ceiba y cuenta con otro Aeropuerto Internacional en la ciudad de Mayagüez llamado Aeropuerto Eugenio María de Hostos.
El metro de San Juan, Tren Urbano, recorre algunos de los puntos principales del área metropolitana de la capital. La Autoridad Metropolitana de Autobuses (AMA) opera autobuses por el área metropolitana que incluye San Juan, Carolina, Trujillo Alto, Guaynabo y Bayamón. Operadores de transportes públicos de diversos tipos y tamaños cubren la totalidad de la Isla en rutas reguladas por la Comisión de Servicio Público. Esta también regula la gran cantidad de taxis que operan a través de toda la isla. Sin embargo todos estos sistemas de transporte público no están muy bien integrados, acarreando una gran pérdida de tiempo el movilizarse mediante ellos. Por lo cual la mayoría de los ciudadanos se ven forzados a usar su propio automóvil para desplazarse.
La isla también cuenta con una red de puertos que pueden ser utilizados por todo tipo de embarcación privada y comercial, incluyendo los cruceros de pasajeros más grandes del mundo. Actualmente se está construyendo un nuevo puerto en el sur de la isla con el nombre de Rafael Santiago (antiguo alcalde de la ciudad de Ponce). Se espera que este puerto sirva como punta de lanza para adelantar el desarrollo económico de la isla.

## Sistema de salud

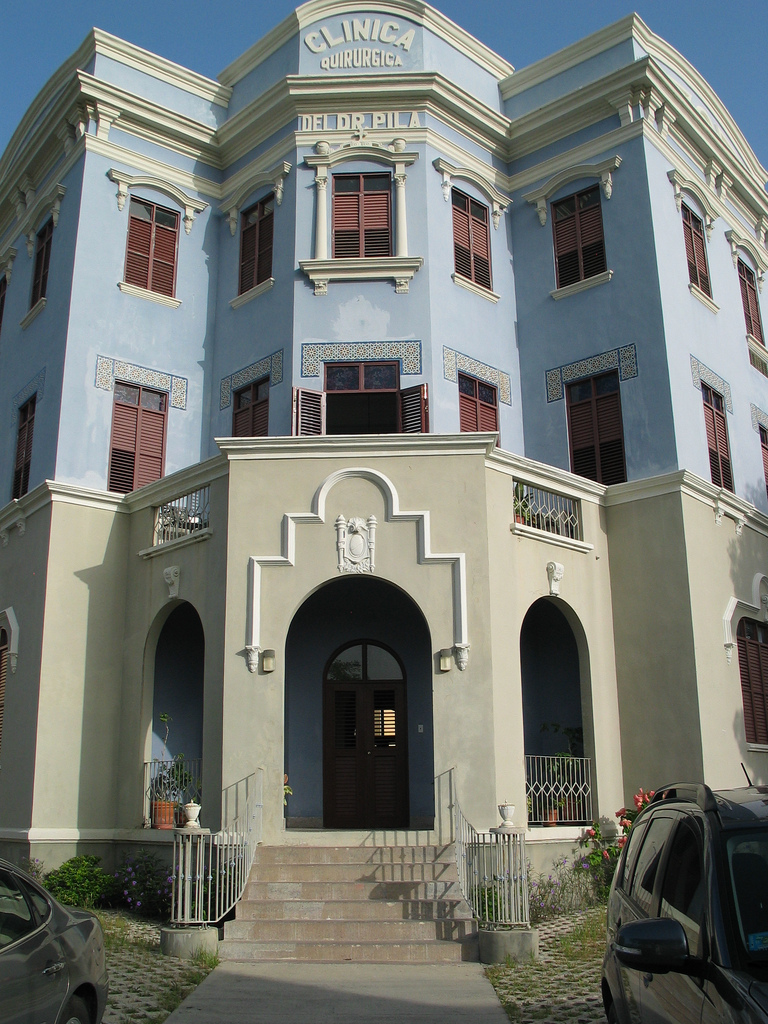
Antiguo Hospital Dr. Pila en barrio Primero, Ponce.

En 2017 abrió el Centro Comprensivo de Cáncer con una inversión de 174 millones de dólares al lado del Hospital Oncológico y el Centro Médico. El Hospital Universitario es el hospital de nivel supraterciario de Puerto Rico y el Caribe. Además de muchos hospitales privados, en el municipio de Dorado se está construyendo el Dorado Beach Health con una inversión de 107 millones de dólares el cual contará con la colaboración del hospital Johns Hopkins Medicine. La privatización de la salud ha disminuido la garantía y la calidad de los servicios debido a los altos costos en los servicios médicos y de farmacia. A pesar de la gran magnitud de industrias farmacéuticas estadounidenses establecidas en Puerto Rico los medicamentos se venden a unos costos sumamente caros que obligan a los ciudadanos a pagar pólizas privadas, que también son costosas. Aunque existe un plan médico público, denominado "La Reforma", es limitado a personas de escasos ingresos. 
"Señores hay que igualar las tarifas de todos los servicios y procedimientos de los planes médicos privados con la tarifa de medicaid" - Expresiones del Dr. Carlos Díaz, Pres. Colegios de Médicos de Puerto Rico mediante entrevista en el periódico El Vocero.
Los altos costos en los medicamentos se debe a la aplicación de la Ley de Cabotaje, la cual establece que a los productos hechos en el país se le deben sumar los costos de importación.

## Educación

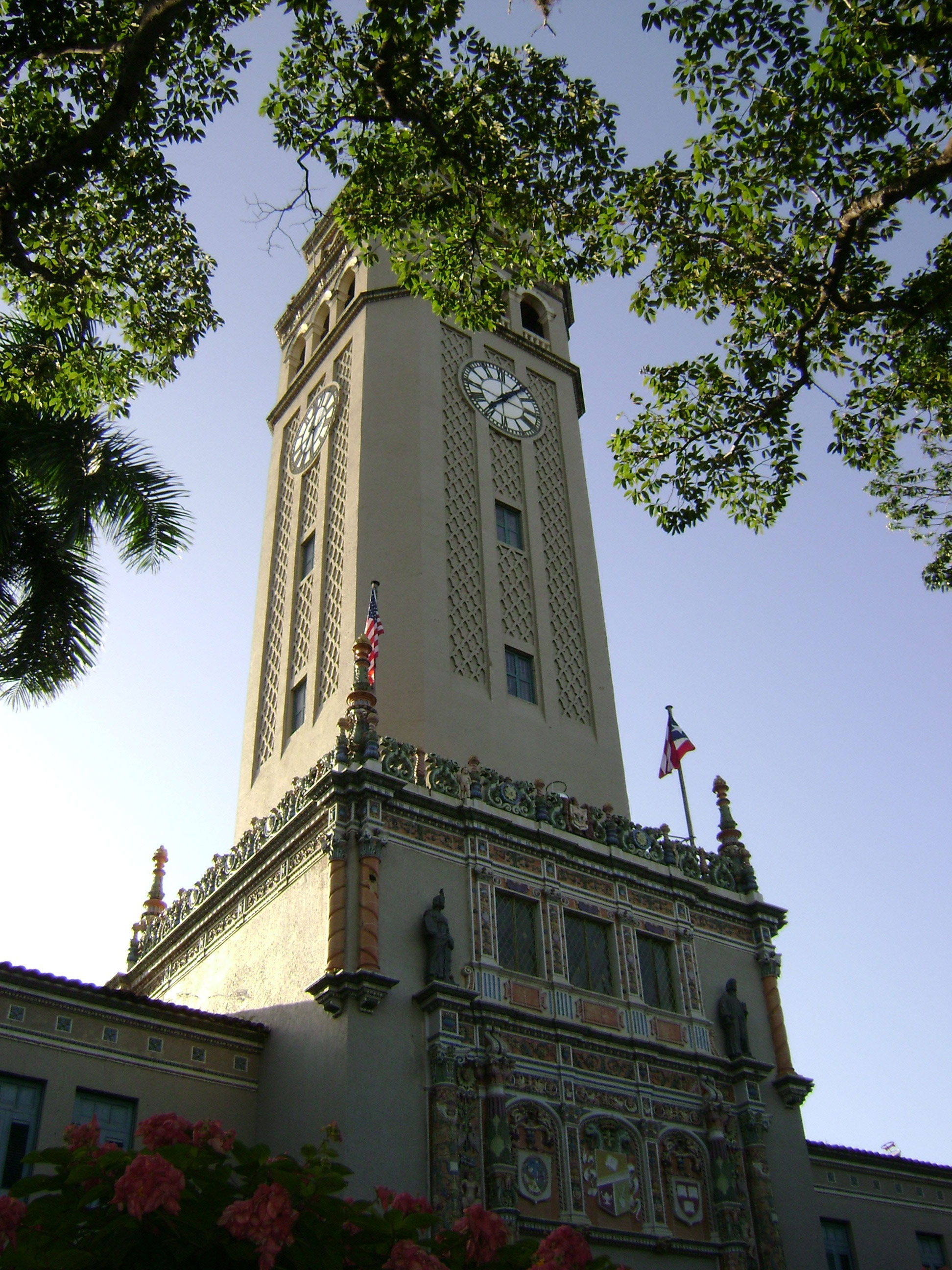
Torre de la Universidad de Puerto Rico en Río Piedras

La educación hasta el nivel secundario es gratuita y está garantizada constitucionalmente. Hay alrededor de 1523 escuelas públicas y el Departamento de Educación de Puerto Rico contrata a alrededor de 42 000 maestros, controlando este organismo el grueso de las escuelas públicas del país. El departamento se divide en regiones educativas, que a su vez se dividen en distritos escolares. Estos aportan sus servicios a cientos de miles de estudiantes y son la principal institución educativa del País. El idioma de instrucción es el español, pero el inglés es asignatura obligatoria en todos los grados.
Dentro del Departamento de Educación existe la Unidad de Escuelas Especializadas, entre ellas:
- Centro Residencial de Oportunidades Educativas de Mayagüez (CROEM)
- Escuela de la Comunidad Especializada en Ciencias y Matemáticas
- Escuela Secundaria Regional Bilingüe Sergio Ramírez de Arellano Hostos
- Escuela Bilingüe Padre Rufo
- Escuela Elemental Regional Bilingüe Antonio González Suárez
- Escuela Libre de Música Ernesto Ramos Antonini
- Escuela Superior Central de Artes Visuales

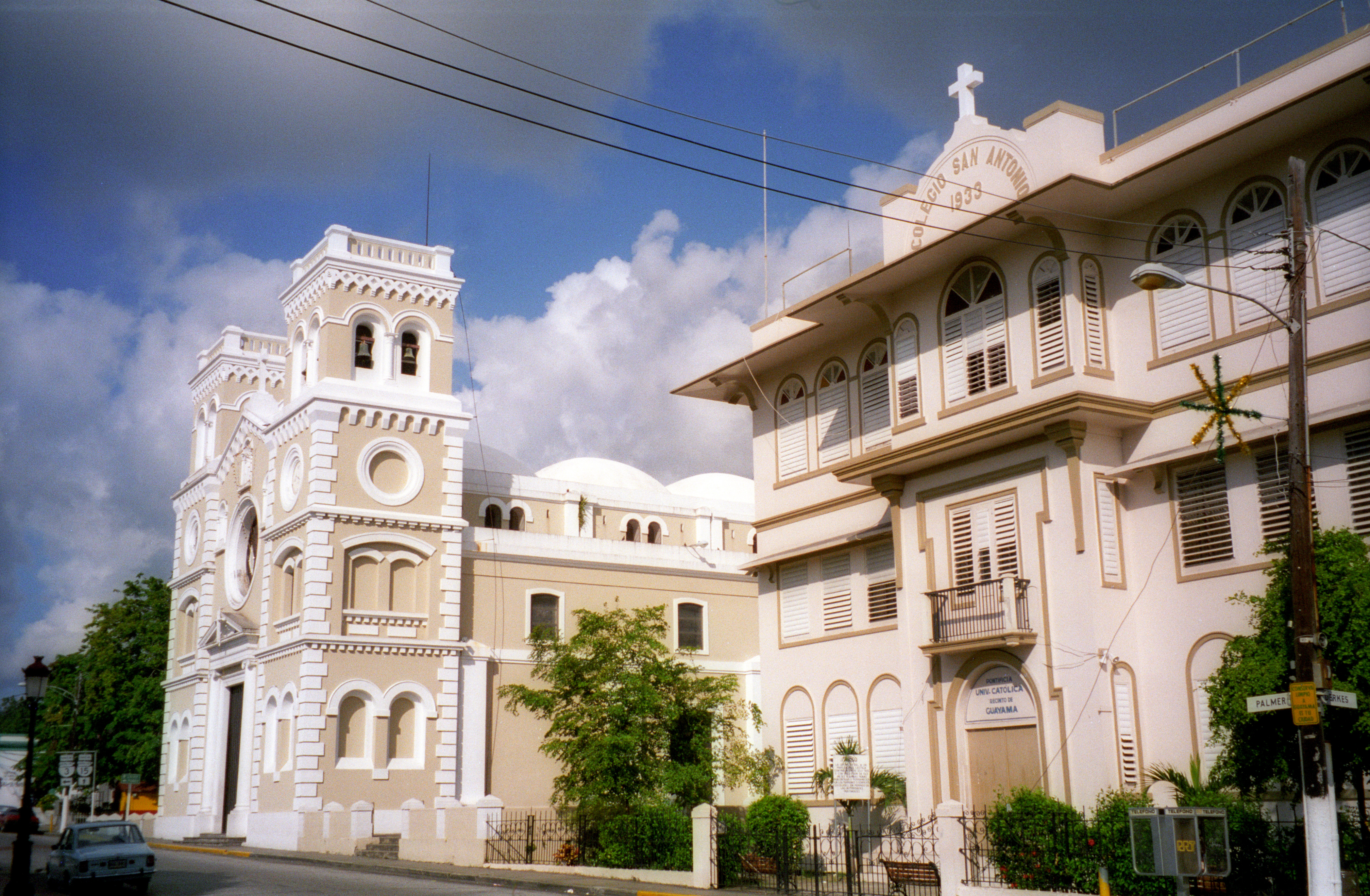
La Escuela e Iglesia de San Antonio de Padua en Guayama, Puerto Rico

- Escuela Especializada en Ballet Julián Blanco
- Escuela de la Comunidad Especializada en Teatro (E.C.E.T.) José Julián Acosta y Calbo
- Escuela Especializada en Producción de Radio y Televisión Dr. Juan José Osuna
- Escuela Especializada en Deportes del Albergue Olímpico de Puerto Rico
- Escuela Especializada en Educación Comercial Rafael Cordero Molina
- Escuela Especializada en Bellas Artes en Humacao
- Escuela Especializada en Bellas Artes Ernesto Ramos Antonini de YaucoLa Escuela e Iglesia de San Antonio de Padua en Guayama, Puerto Rico
- Escuela Especializada en Bellas Artes Pablo Casals de Bayamón
- Escuela Especializada en Ciencias y Matemáticas Thomas Armstrong Toro en Ponce
- Escuela Especializada en Ciencias y Matemáticas Genaro Cautiño Vázquez de Guayama
- Escuela Especializada de Bellas Artes en Ponce
- Escuela Libre de Música en Ponce

Existen 47 universidades: 39 privadas —13 de ellas con fines de lucro— y ocho públicas, las cuales representan 117 unidades académicas en toda la Isla. La Universidad de Puerto Rico es la más grande del País y sus once unidades componen el sistema público. Incluye el Recinto de Ciencias Médicas, del cual se ha graduado un porcentaje importante de los médicos. El 9,6 % de los recaudos estatales se destinan a pagar la universidad pública.

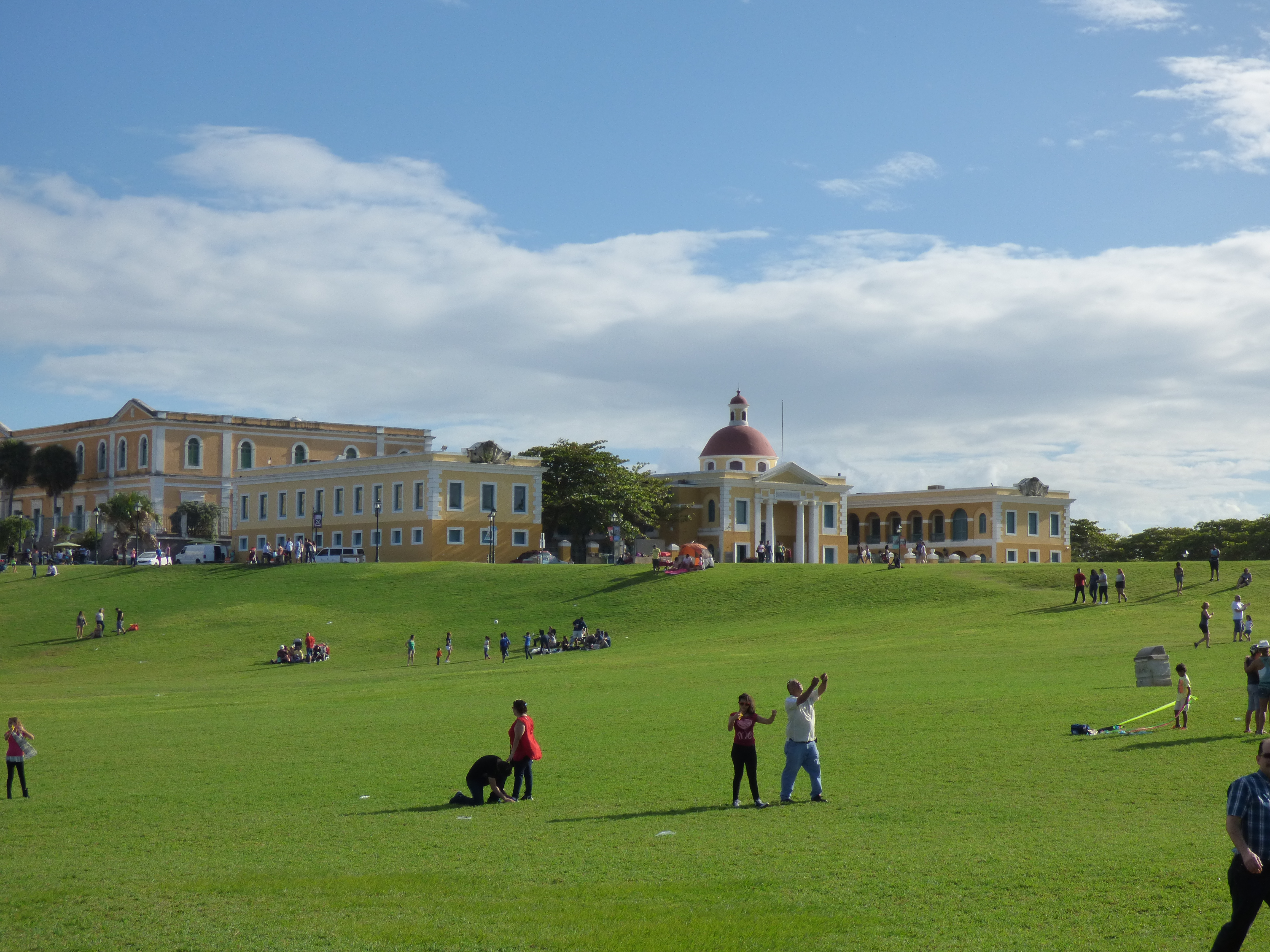
Escuela de Artes Plásticas de Puerto Rico

Entre las universidades privadas se encuentran:
- la Universidad Politécnica de Puerto Rico,
- la Universidad de Phoenix, Recinto de Puerto Rico,
- la Universidad del Sagrado Corazón,
- el Atlantic College,
- la Pontificia Universidad Católica de Puerto Rico,
- la Universidad Interamericana de Puerto Rico,
- la Universidad Adventista de las Antillas,
- el Columbia Centro Universitario en Caguas,
- el Sistema Universitario Ana G. Méndez compuesto por la Universidad Metropolitana, en San Juan (Puerto Rico), la Universidad del Turabo, en Gurabo (Puerto Rico) y Barceloneta (Puerto Rico),[89] y la Universidad del Este, en Carolina (Puerto Rico) y Cabo Rojo.[90]

El sistema educativo de Puerto Rico está integrado al sistema estadounidense. Los primeros cuatro o cinco años de estudios universitarios son denominados como bachillerato (bachelor's degree), en lugar de licenciatura, como se le conoce en Hispanoamérica y España. Le siguen los grados de maestría y doctorado.

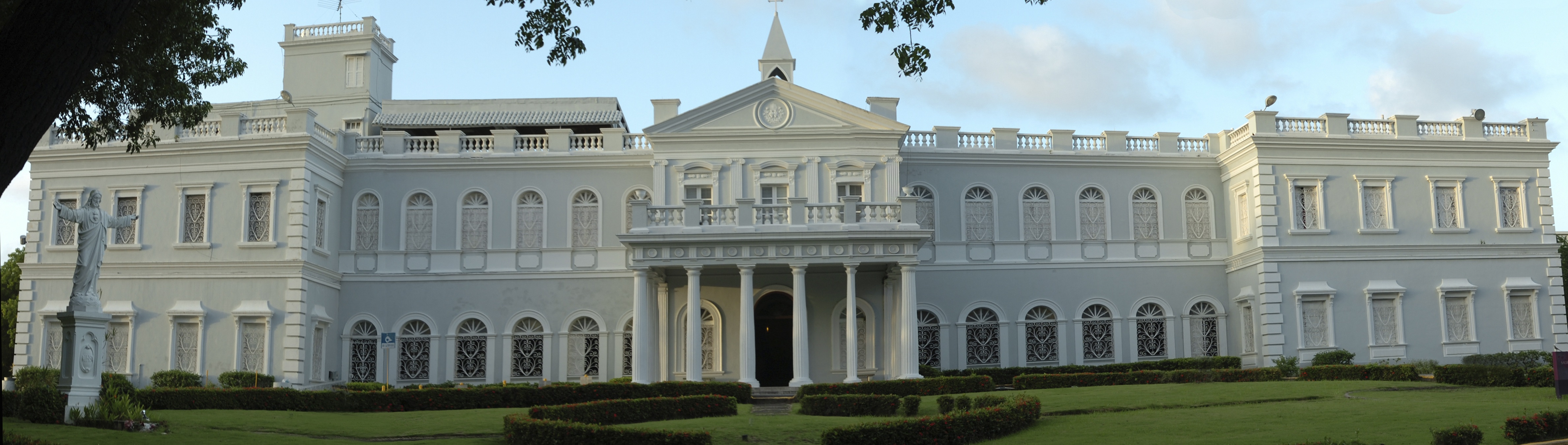
Universidad del Sagrado Corazón en San Juan de Puerto Rico, establecida en 1880

El Consejo de Educación Superior es el ente que licencia todas las instituciones universitarias públicas y privadas que interesen operar en la Isla. En términos de acreditación, tal como se conoce en Estados Unidos, más de la mitad de las instituciones de educación superior en Puerto Rico están acreditadas por la Middle States Commission on Higher Education. También hay varios programas académicos acreditados por entidades especializadas reconocidas por el Departamento de Educación de EE. UU. como acreditadoras profesionales. Algunas de estas son el American Board of Engineering and Technology ABET y la Asociación Estadounidense de Psicología.

## Cultura

### Música

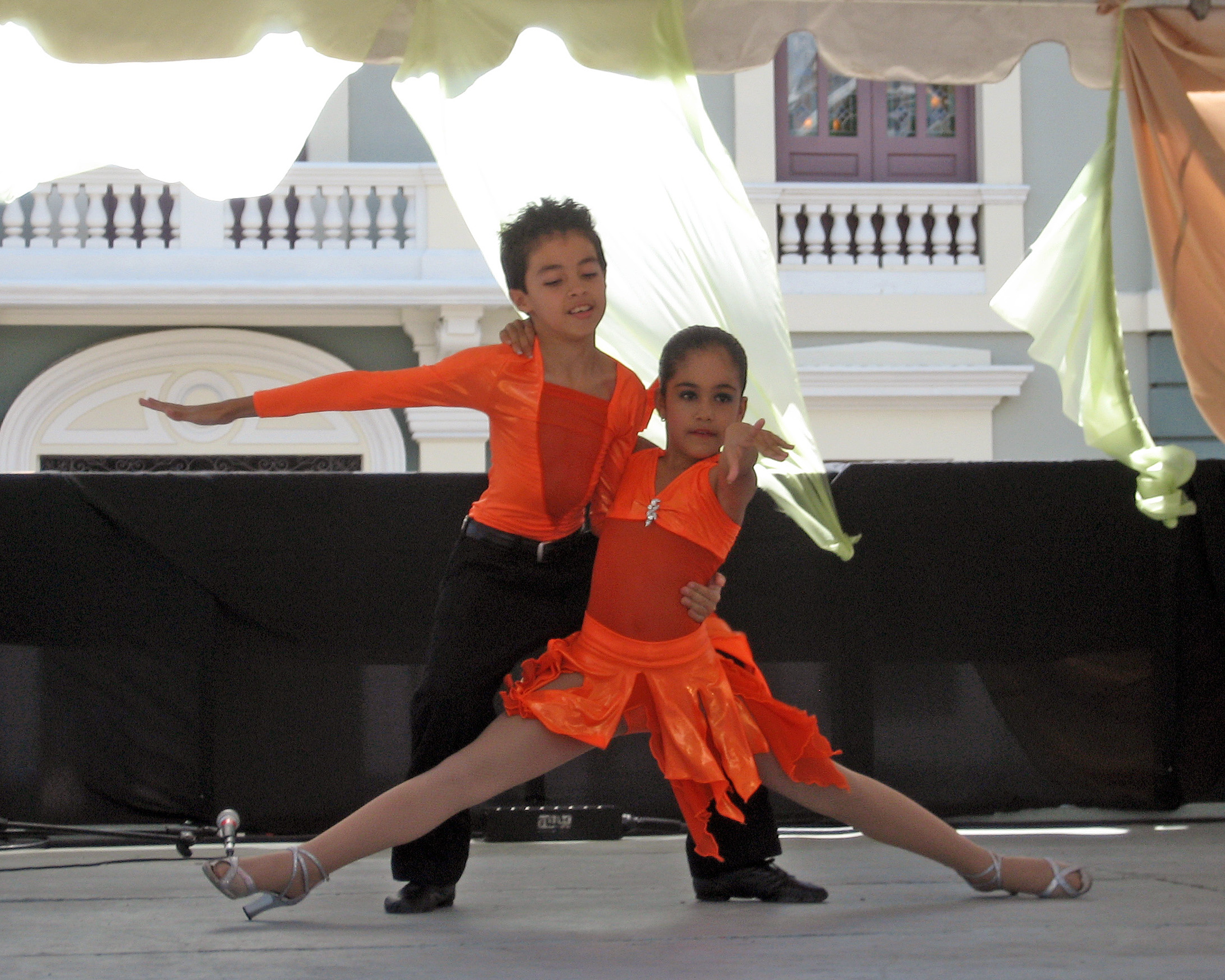
Niños puertorriqueños bailando Salsa en Ponce

La música oriunda de Puerto Rico representa la convergencia de diferentes corrientes culturales; tales como la taína, la española y la canaria, la corsa y la africana. Con esta mezcla de ritmos, instrumentos y melodías se desarrolló lo que representa la identidad musical puertorriqueña. Los instrumentos característicos de esta música son el güiro, las maracas, el cuatro, la guitarra y los tambores africanos. Entre los primeros músicos profesionales, se destacó la gente negra y los criollos mulatos.
Gran parte de la música folklórica proviene del jíbaro, con origen en Canarias. Esta se mezcló con otras músicas, importadas o nativas, de la parte latina del Nuevo Mundo.[cita requerida]
En la actualidad, la isla cuenta con diferentes ritmos folclóricos culturales, como la bomba y la plena. En la música jíbara o trova destacan los diferentes seises y aguinaldos; y en la clásica, la danza puertorriqueña. Actualmente, sus ritmos con auge internacional son la salsa y el reguetón, los cuales tienen raíces extranjeras. La salsa evolucionó de ritmos mayormente reconocidos en Cuba; y el reguetón, por su parte, es una fusión con el hip-hop y el dance hall jamaiquino y que en la actualidad se ha fusionado con todo tipo de ritmos.

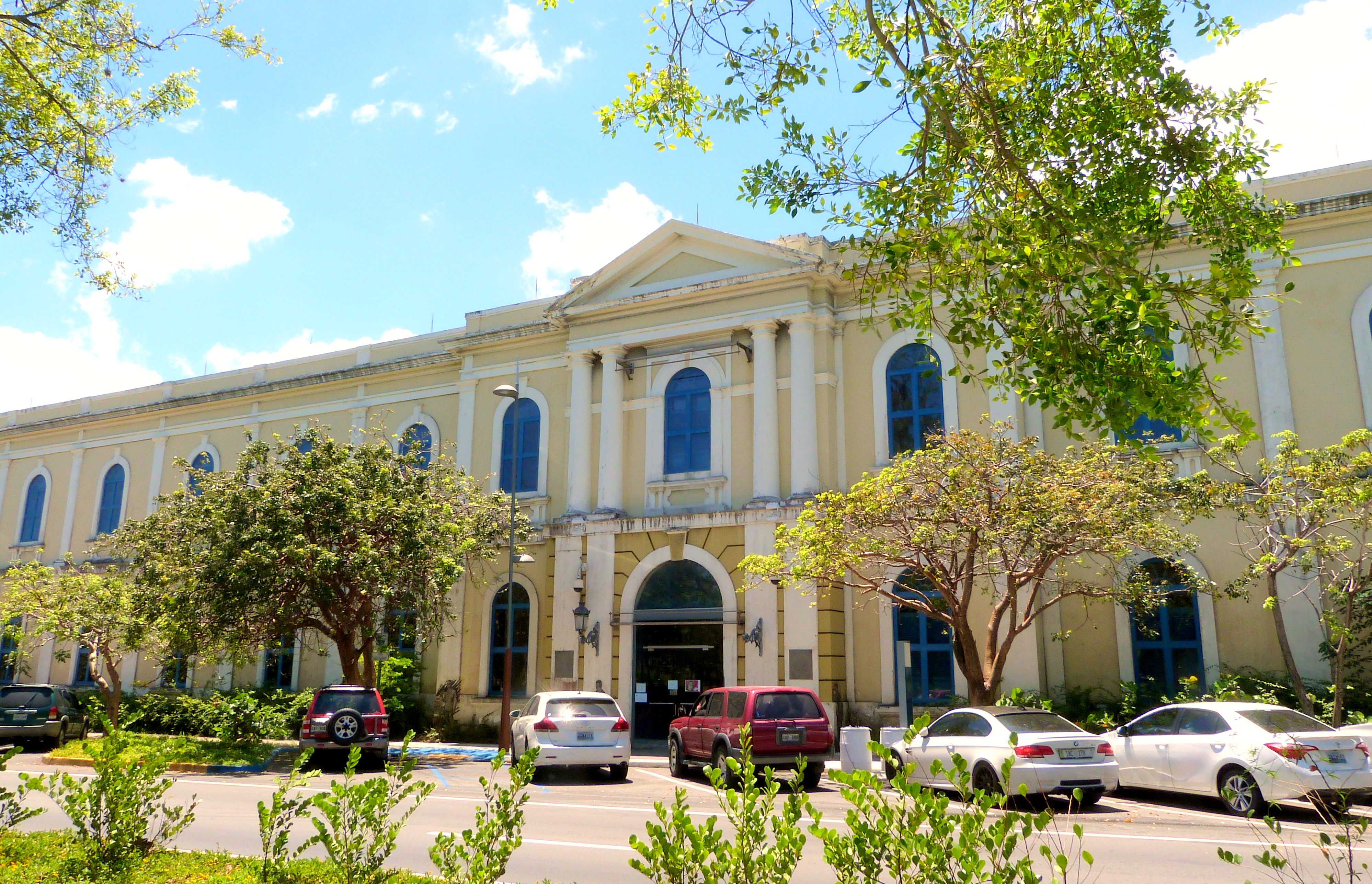
Biblioteca Nacional de Puerto Rico en San Juan

### Literatura
Los escritores más sobresalientes de la literatura puertorriqueña contemporánea incluyen a Luis Rafael Sánchez (La Pasión según Antigona Pérez), Rosario Ferré (Maldito Amor), Giannina Braschi (Yo-Yo Boing! y Estados Unidos de Banana), Esmeralda Santiago (Cuando yo era puertorriqueña), y Mayra Santos-Febres (Sirena Selena vestida de pena). Este grupo se caracteriza por la cantidad de libros publicados, premios nacionales e internacionales y las traducciones de su libros a otros idiomas.
El país, en su conjunto, fue galardonado en 1991 con el Premio Príncipe de Asturias de las Letras por declarar el español como único idioma oficial del país.

### Arte

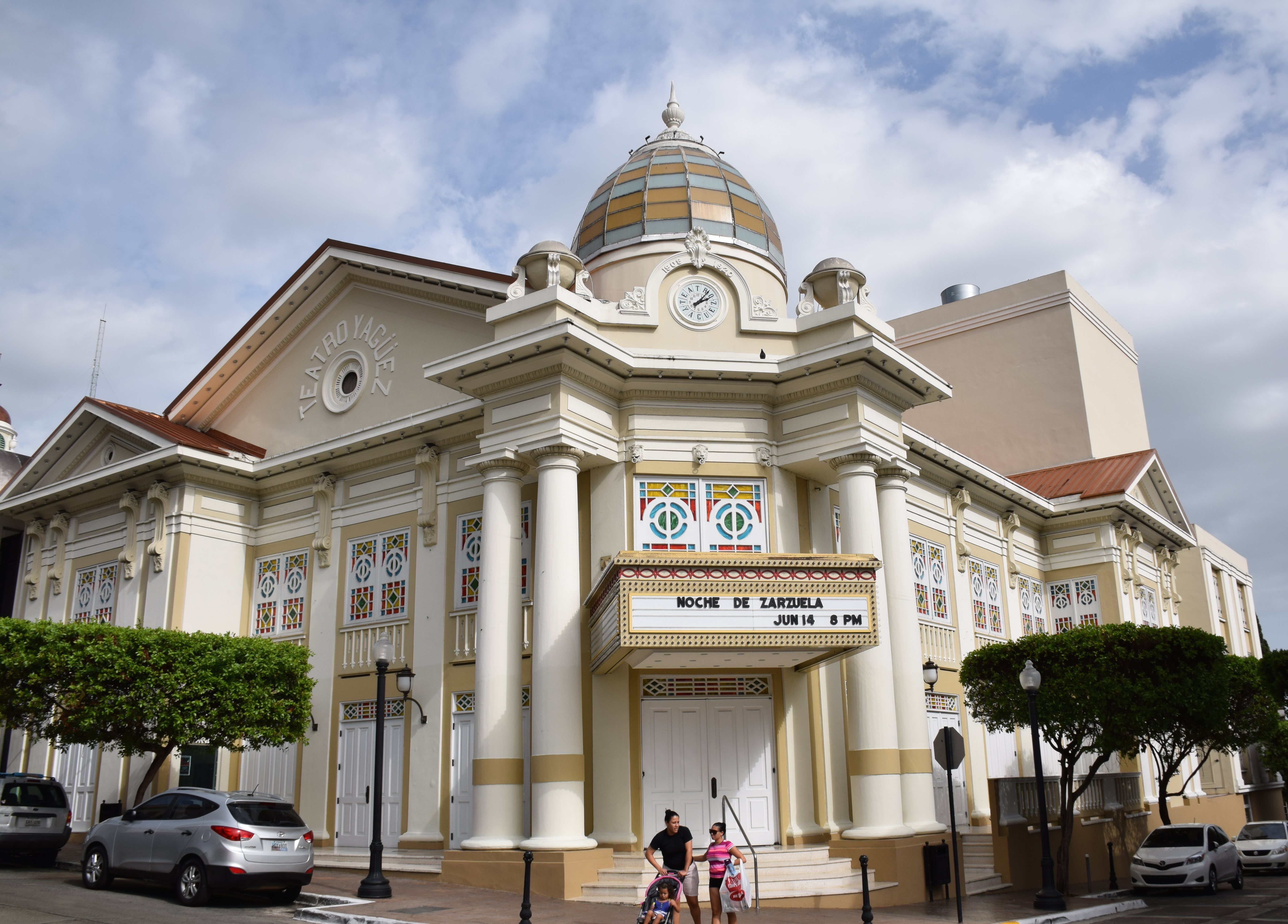
El Teatro Yagüez en Mayagüez.

El arte refleja influencias de su trasfondo étnico. Una forma de trabajo artesanal llamada talla de santos es el resultado de una larga evolución católica de representar los santos mediante esculturas con el propósito de convertir indios al cristianismo. Los santos son hechos de maderas nativas, barro y piedra. Luego de esculpir las efigies, algunas sencillas otras con mayor detalle, son pintadas con vivos colores. Los santos varían en tamaño, los más pequeños son de aproximadamente ocho pulgadas de alto y los más grandes hasta de veinte pulgadas. Tradicionalmente, los santos son vistos como mensajeros entre el cielo y la tierra por lo que ocupan espacios llamados altares en las casas. En estos altares las personas les piden ayuda, favores especiales o protección.
Muy populares también son las caretas de los vejigantes que son lucidas en los carnavales. Máscaras similares que representan los espíritus diabólicos son utilizadas también en España y África. Los españoles utilizaban estas máscaras para asustar a los cristianos separados de la iglesia para que regresen. En las tribus africanas utilizaban las máscaras como protección de los espíritus malignos que representan. Basado en los orígenes históricos las caretas puertorriqueñas siempre tienen cuernos y colmillos. Generalmente son creadas con papier-maché, cáscara del coco y alambre. El rojo y blanco son los colores típicos de las caretas pero la paleta de colores se ha expandido para incluir una amplia variedad de formas y patrones.[cita requerida]

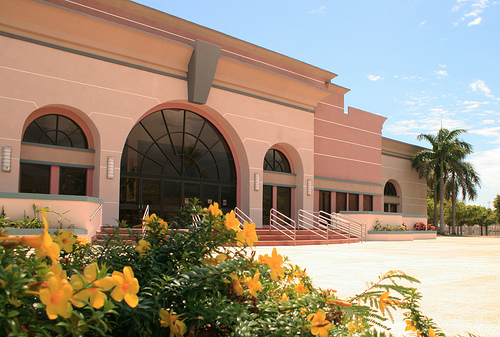
Centro de convenciones de Guayama

Una expresión de la artesanía portorriqueña es el mundillo que viene de la tradición e influencia europea y católica. El mundillo es un encaje hecho a mano utilizado para adornar los cuellos de las camisas, los trajes de boda y de bautismos. Es muy conocido en los pueblos del noroeste de la isla especialmente Moca, conocida como la Capital del Mundillo. La obra Mundillo Nuestro del Maestro Antonio Martorell, uno de los artistas puertorriqueños más reconocidos a nivel mundial, se exhibe en el Museo de Arte de Puerto Rico y representa el esfuerzo coordinado del artista y varias mundillistas de Moca y otros pueblos. Es una enorme representación artística de un mapa mundial en hilo elaborado utilizando las técnicas del mundillo. Esta obra es parte del proyecto de exhibición colectiva de arte a nivel mundial llamada Google Art Project.

### Navidad
Si bien se puede encontrar alguna decoración desde temprano en noviembre, en Puerto Rico, por influencia estadounidense, comienzan las navidades a finales de noviembre incorporando la celebración del Día de Acción de Gracias. A partir de dicha fecha la mayoría de los municipios y centros comerciales hacen actividades oficiales para dar comienzo a las celebraciones. La mayoría de las denominaciones cristianas también comienzan para esta fecha la temporada de Adviento, con una serie de liturgias que buscan preparar a los feligreses para celebrar el nacimiento de Jesús de Nazaret. A través de diciembre se acostumbra organizar actividades caritativas e intercambiar tarjetas navideñas.

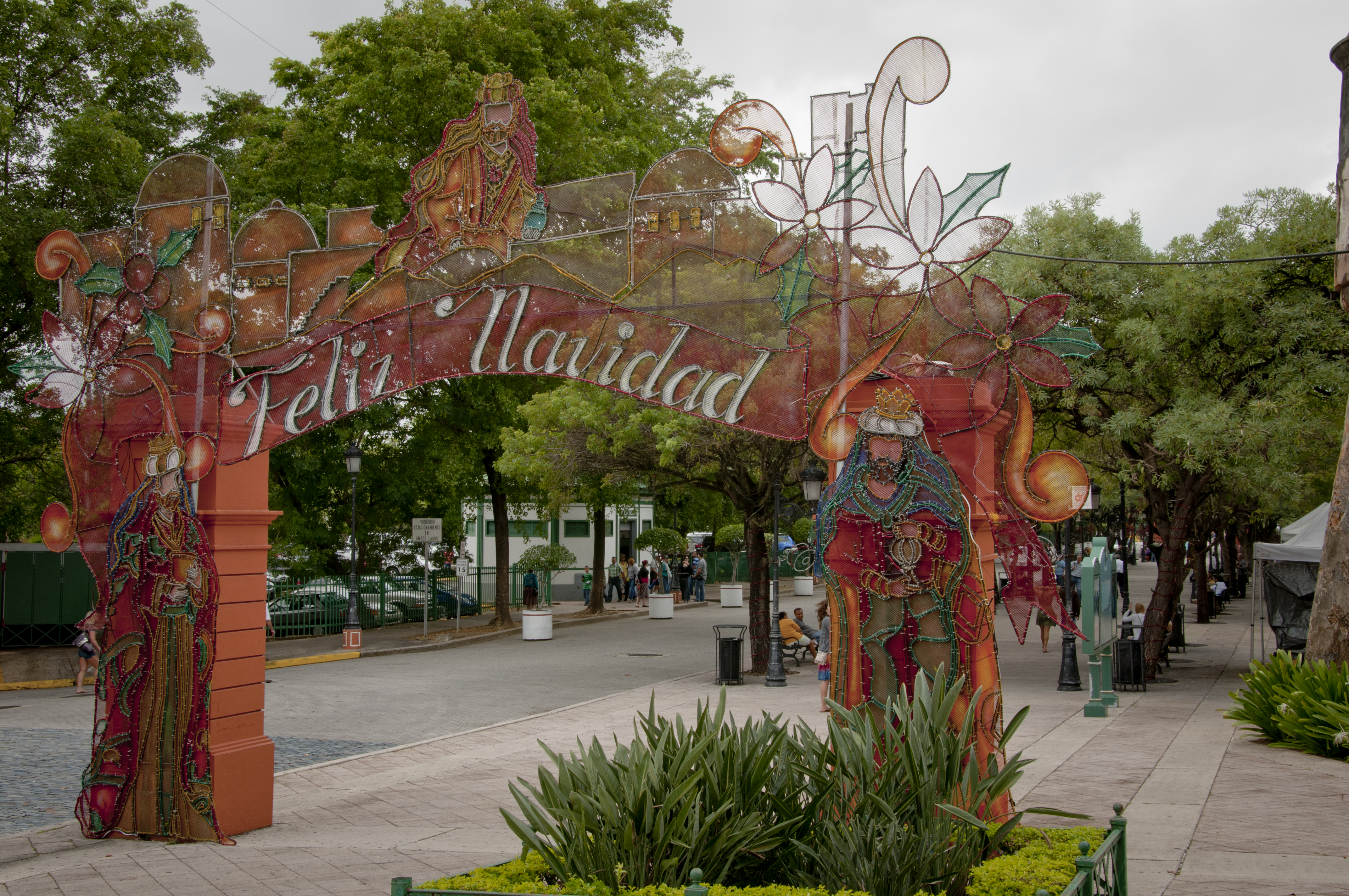
Decoraciones de Navidad en El Viejo San Juan, Puerto Rico.

En la tradición católica, las celebraciones religiosas se intensifican para el 15 de diciembre, cuando se decoran las iglesias y se celebran las misas de aguinaldo. Estas celebraciones suelen ser temprano en la mañana y son tradicionalmente misas cantadas. Al igual que en otros países, se acostumbra intercambiar regalos el 25 de diciembre para la Navidad; adicionalmente, como parte de la herencia hispana, también se dan regalos en la celebración de la Epifanía, llamada popularmente el Día de Reyes (6 de enero). 
Según la tradición folclórica isleña, los regalos de Navidad los reparte una de varias figuras: Santa Claus, Papá Noel o el Niñito Jesús. A partir del 24 de diciembre, hay receso de clases y se acostumbra tomar vacaciones durante algunos o todos los 12 días de la Navidad, que tradicionalmente corren del 25 de diciembre hasta el 5 de enero, inclusivos. Los regalos del 6 de enero lo reparten, según el folclore, los Tres Reyes Magos, e inicia así un periodo de devoción a los Reyes y celebraciones en su honor. 
En la antigua liturgia católica esta celebración duraba ocho días consecutivos, por lo que acababa oficialmente el 13 de enero. No obstante, las fiestas populares continuaban por varios días. A estas fiestas se les llama octavitas, y acaban en diferentes fechas en las distintas partes de la Isla, reflejando las tradiciones locales. En algunos lugares, incluyendo los templos e iglesias, se bajan las decoraciones y cesan las fiestas para mediados de enero. Las instituciones educativas reanudan clases hacia el final de la octava de Reyes. En municipios y áreas que celebran fiestas patronales en enero, se incorporan dichas fiestas a las octavitas. Esto ocurre, por ejemplo, en el municipio de San Sebastián o en el Viejo San Juan donde se celebra al santo patrón, San Sebastián, el día 20 de enero—en estos lugares culmina la época navideña en esa fecha. En Mayagüez, por el contrario, las fiestas se extienden hasta la celebración de la Candelaria el 2 de febrero.
Hay varias fiestas navideñas solemnes en Puerto Rico durante esta temporada, incluyendo: las Misas de Aguinaldos, Nochebuena, la Misa de Gallo, el Día de Pascuas (Día de Navidad), Despedida de Año, Año Nuevo, Día de Reyes, las Fiestas de la Calle San Sebastián, las octavas y octavitas, y los aguinaldos (parrandas, trullas o asaltos).

### Fiestas nacionales
En Puerto Rico, se conmemoran todas las fiestas nacionales de Estados Unidos por ser un territorio estadounidense.

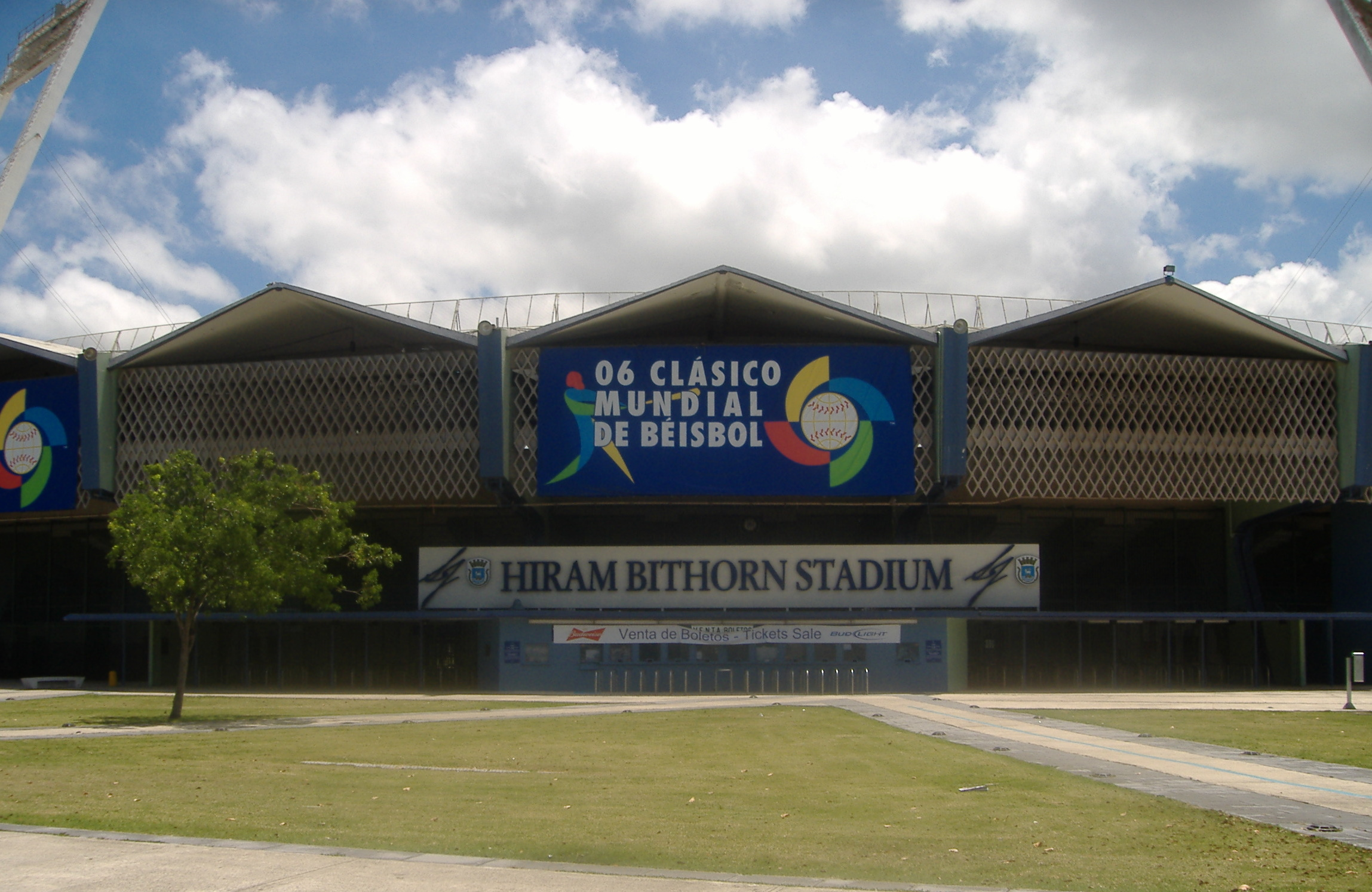
Vista del Estadio Hiram Bithorn de San Juan

| Fecha                      | Festividad |
| -------------------------- | --- |
| 1 de enero                 | Año Nuevo |
| 6 de enero                 | Día de los Reyes Magos (Puerto Rico)                                                                                                  |
| 11 de enero                | Natalicio de Eugenio María de Hostos (Puerto Rico)                                                                                    |
| Tercer lunes de enero      | Natalicio de Martin Luther King (EE. UU.)                                                                                             |
| Tercer lunes de febrero    | Día de los Presidentes de Estados Unidos y de los Gobernadores Puertorriqueños                                                        |
| 22 de marzo                | Día de la abolición de la esclavitud.                                                                                                 |
| 16 de abril                | Natalicio de José de Diego (Puerto Rico)                                                                                              |
| Según el calendario lunar  | Viernes Santo |
| Último lunes de mayo       | Día de la Recordación (Estados Unidos)                                                                                                |
| Segundo domingo de mayo    | Día de las Madres (Estados Unidos) |
| Tercer domingo de junio    | Día de los Padres (Estados Unidos) |
| 4 de julio                 | Día de la Independencia de los Estados Unidos (Estados Unidos)                                                                        |
| 17 de julio                | Natalicio de Luis Muñoz Rivera (Puerto Rico)                                                                                          |
| 25 de julio                | Día de la Constitución del Estado Libre Asociado de Puerto Rico                                                                       |
| 27 de julio                | Natalicio de José Celso Barbosa (Puerto Rico)                                                                                         |
| Primer lunes de septiembre | Día del Trabajo (Estados Unidos) |
| 12 de octubre              | (Oficialmente) Descubrimiento de América (también conocido como Día de la Raza o Día de Colón) o día el Día de la diversidad cultural |
| 11 de noviembre            | Día del Veterano (Estados Unidos) |
| 19 de noviembre            | Día del Descubrimiento de Puerto Rico                                                                                                 |
| Cuarto jueves de noviembre | Día de Acción de Gracias (Estados Unidos)                                                                                             |
| 25 de diciembre            | Navidad |

### Deporte
En Puerto Rico, los deportes más populares son el béisbol, el baloncesto y el boxeo.También tuvo representantes que se han destacado a nivel mundial en otros deportes como: atletismo, voleibol, tenis, golf, softbol, judo, lucha olímpica, entre otros.
Algunos de los atletas más destacados que tiene y ha tenido la Isla son:
Baloncesto: José Juan Barea, Carlos Arroyo, José Ortiz, Raymond Dalmau, Elías Ayuso, Eddie Casiano, entre muchos otros.
Béisbol: Roberto Clemente, Roberto Alomar, Orlando Cepeda, Iván Rodríguez, Yadier Molina, Carlos Beltrán, Carlos Correa, Francisco Lindor, Javier Báez, Carlos Delgado, Edgar Martínez, Juan González, Bernie Williams, entre muchos otros.

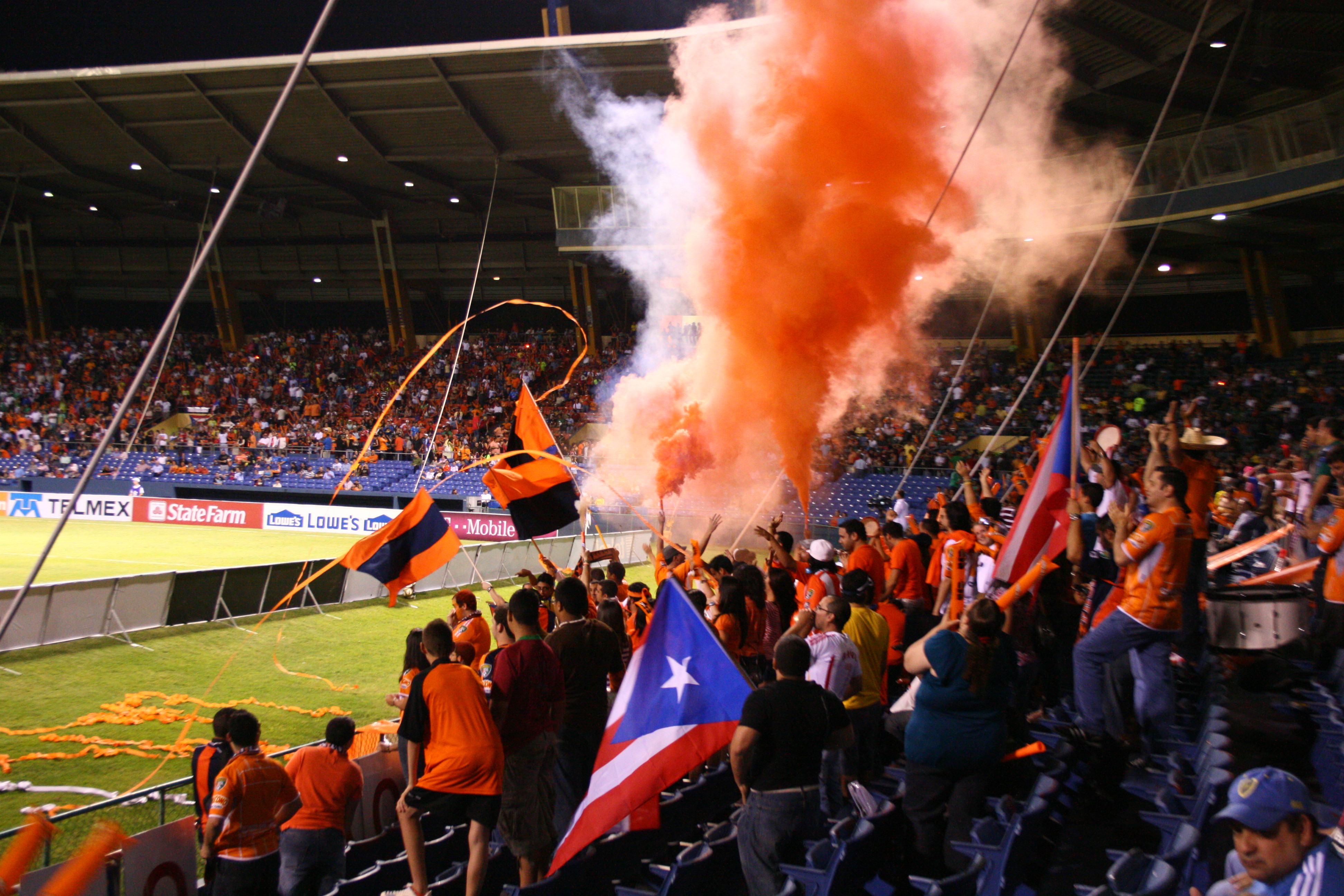
El estadio Juan Ramón Loubriel durante un partido de fútbol

Boxeo: Miguel Cotto, Wilfredo Gómez, Wilfred Benítez, Héctor Camacho, Félix Trinidad, Wilfredo Vázquez, Edwin Rosario, Iván Calderón, Carlos Ortiz, entre muchos otros.
Voleibol (hombres): Héctor Soto, Luis Rodríguez, Ozzie Antonetti, Gregory Berríos, Papolito López, de entre otros.
Voleibol (mujeres): Áurea Cruz, Karina Ocasio, Sheila Ocasio, Jetzabel Del Valle, Eva Cruz, Daly Santana, Deborah Sheilhamer, Natalia Valentín entre otras.
Tenis: Mónica Puig (oro olímpico en individuales en los Juegos Olímpicos de Río de Janeiro 2016, el primero en la historia de Puerto Rico), Marimer Olazagasti, Charlie Pasarell, y Gigy Fernández los 3 están en el Salón de la Fama del Tenis internacional.
Tenis de Mesa: Adriana Díaz, Melanie Díaz, Fabiola Díaz, Gabriela Díaz, Daniely Ríos, Brian Afanador.
Golf: Chi-Chi Rodríguez
Lucha Olímpica: Jaime Espinal

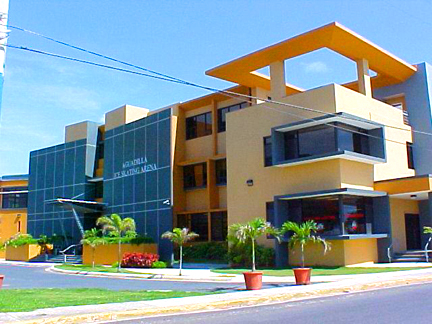
El Aguadilla Ice Skating Arena en Puerto Rico

Atletismo: Javier Culson (medalla de bronce, Londres 2012), Wesley Vásquez y Jasmine Camacho (medalla de oro, Tokio 2020).